# Focke-Wulf Fw 190
Die Focke-Wulf Fw 190, genannt „Würger“, war ein Jagdflugzeug des Zweiten Weltkriegs. Die Maschine wurde von Focke-Wulf in Bremen unter der Leitung von Chefkonstrukteur Kurt Tank entwickelt. Ab 1941 wurden rund 19.500 Fw 190 in verschiedenen Versionen für die Luftwaffe produziert und als zweiter Standardjäger neben der Messerschmitt Bf 109 eingesetzt.
Neben der Verwendung als Jagdflugzeug wurde der Typ als Aufklärer, Jagdbomber, Nachtjäger und Erdkampfflugzeug eingesetzt. Die meisten Fw 190 wurden von einem luftgekühlten 14-Zylinder-Doppelsternmotor vom Typ BMW 801 angetrieben. Zum Erreichen besserer Höhenleistungen waren spätere Versionen mit flüssigkeitsgekühlten Zwölfzylinder-V-Motoren ausgestattet.

## Die Ausschreibung
Aus Gründen einer schnellen Produktion und rationeller Ersatzteilhaltung war anfangs geplant, dass die Bf 109 der einzige Standardjäger der deutschen Luftwaffe bleiben sollte. 1937 wich jedoch das Reichsluftfahrtministerium (RLM) von diesem Standpunkt ab und beauftragte Focke-Wulf mit der Entwicklung eines einsitzigen Jagdflugzeuges. Die Gründe für diesen ohne die sonst übliche Ausschreibung erfolgten Auftrag sind nicht zweifelsfrei geklärt, könnten aber darin liegen, dass möglicherweise Konstruktions- und Fertigungskapazitäten bei Focke-Wulf frei waren, die Bf 109 in nicht ausreichender Anzahl schnell genug hergestellt werden konnte oder sich bei dieser im täglichen Einsatz mehrere Mängel herauskristallisierten. Vor dem Hintergrund einer immer höheren Entwicklungsgeschwindigkeit im internationalen Flugzeugbau, in Folge des Wettrüstens der Luftstreitkräfte, sah es das RLM weiterhin als notwendig an, die Entwicklung neuer Konstruktionen mit entsprechendem Entwicklungspotential frühzeitig anzustoßen. Die Mehrzahl der Länder mit einer leistungsfähigen Luftfahrtindustrie entwickelte zu diesem Zeitpunkt mindestens zwei moderne Jägertypen, wie beispielsweise Frankreich (Dewoitine D.520, Morane-Saulnier MS.406), Großbritannien (Hawker Hurricane, Supermarine Spitfire), die USA (Bell P-39, Curtiss P-40) und die Sowjetunion (Jak-1, LaGG-3, MiG-3). Um mit der Luftwaffe mittelfristig im internationalen Vergleich konkurrenzfähig zu bleiben, vergab das Technische Amt des RLM daher im Winter 1937/38 den Entwicklungsauftrag für ein neues Jagdflugzeug an Focke-Wulf.
In Ergänzung zur Bf 109 sollte ein Jagdeinsitzer entwickelt werden, in den die Erfahrungen aus der Entwicklung und Nutzung der zeitgenössischen Jagdflugzeuge einfließen sollten. Der neue Flugzeugtyp sollte entweder durch den flüssigkeitsgekühlten Zwölfzylinder-V-Motor Daimler-Benz DB 601 oder einen der beiden in der Entwicklung befindlichen luftgekühlten 14-Zylinder-Doppelsternmotoren höherer Leistung (BMW 139 oder BMW 801) angetrieben werden.
Ernst Udet, der in seiner Funktion als Generalluftzeugmeister (ab 1939) Einfluss auf die Konstruktion und die Auswahl der zu verbauenden Komponenten der Flugzeugentwürfe nahm, setzte beim Reichsluftfahrtministerium den Sternmotor BMW 139 gegen den V-Motor DB 601 durch, der bereits in der Bf 109 und Bf 110 als Antrieb diente. Neben der höheren Beschussfestigkeit eines luftgekühlten Motors (bedingt durch das Fehlen von Kühlflüssigkeiten, deren Verlust bei Beschussschäden zum Festfressen des Motors führt) sprach vor allem die Entlastung der V12-Motorenproduktion bei Daimler-Benz und dessen Lizenznehmern für eine solche Lösung. Weiterhin forderte das RLM einen möglichst einfachen Aufbau, um sehr kurze Herstellungszeiten in der Großserienproduktion zu realisieren, gute Wartungsmöglichkeiten durch entsprechende Zugangsklappen und die möglichst freie Zugänglichkeit zum gesamten Motor und den Motornebenaggregaten, sowie einen guten Panzerschutz des Piloten in den zu erwartenden Hauptbeschussrichtungen. Diese Überlegungen deckten sich mit der Konstruktionsphilosophie von Kurt Tank, der seine Überlegungen während der Entwicklung der Fw 190 später so zusammenfasste:

„Als wir mit der Arbeit an der Fw 190 begannen, waren die Bf 109 und die britische Supermarine Spitfire die schnellsten Jagdflugzeuge der Welt. Beide Typen waren Hochleistungsflugzeuge, die einen möglichst leistungsstarken Motor mit der kleinstmöglichen Zelle vereinigten, wobei die Bewaffnung erst in zweiter Linie das Konzept bestimmte, und mögen mit ‚Rennpferden‘ verglichen werden, die bei entsprechend guter Fütterung und auf einer guten, glatten Bahn allen Konkurrenten überlegen sein konnten. Doch sobald die Bahn schwieriger wurde, neigten sie zum ‚Stolpern‘. Im ersten Weltkrieg hatte ich bei der Kavallerie und der Infanterie gedient und dabei gesehen, unter welch schwierigen Bedingungen Waffen und Ausrüstung noch funktionsfähig und wirkungsvoll sein müssen. Ich war daher überzeugt, dass in einem zukünftigen Konflikt auch eine andere Art von Jagdflugzeugen, als es die Bf 109 und die Spitfire waren, wichtige Aufgaben zu erfüllen haben würden. So der Einsatz von unvorbereiteten Feldflugplätzen, unter der Führung von weniger erfahrenen Piloten, bei einer Wartung und Pflege durch nur kurz ausgebildetes Personal. Diese Überlegungen bestimmten den Entwurf der Fw 190, die kein ‚Rennpferd‘, sondern ein ‚Dienstpferd‘, wie die Kavallerie ihre Pferde nannte, werden sollte.“

Die älteste bekannte Zeichnung der Fw 190 V1 datiert auf den 18. Juli 1938 und weist im Vergleich zum späteren Prototypen noch gewisse Unterschiede auf. Für die Koordination der Arbeiten insgesamt zeichnete der technische Leiter von Focke-Wulf, Kurt Tank, verantwortlich, die Entwürfe stammten aus der dafür zuständigen und von Andreas von Faehlmann geleiteten Abteilung und die Konstruktion wurde unter der Leitung von Rudolf Blaser ausgeführt (unterstützt durch Ludwig Mittelhuber und Willy Kärther).
Ein 1:1-Modell der Fw 190 wurde noch 1938 hergestellt, gefolgt von einem etwas verkleinerten Holzmodell, an dem der Schnitt der Verkleidungsbleche erarbeitet wurde. An diesem Modell ist auf Fotos noch die ursprünglich vorgesehene reine Tragflächenbewaffnung in Form von vier dicht beieinander montierten Maschinengewehren in den Tragflächenwurzeln zu beobachten. Nach dem Abschluss dieser Vorarbeiten bestellte das Reichsluftfahrtministerium bei Focke-Wulf drei Prototypen.

## Konstruktion der Fw 190

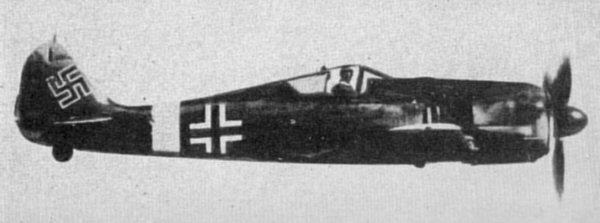
Focke-Wulf Fw 190 A

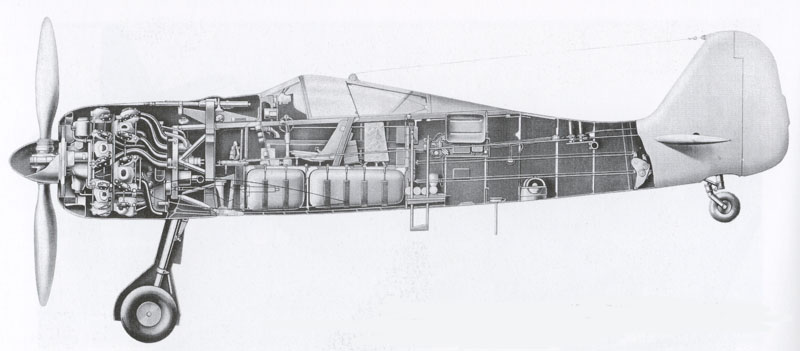
Längsschnittzeichnung einer Focke-Wulf Fw 190 A-3

Bei der Fw 190 handelte es sich um einen einsitzigen, freitragenden, Tiefdecker in Ganzmetall-Halbschalenbauweise, angetrieben von einem doppelreihigen luftgekühlten Sternmotor. Die Tragflächen bauten auf zwei durchgehenden Holmen auf, an denen die Tragflächenspitzen, die Tragflächenvorderkanten sowie die Landeklappen und Querruder (mit fixer Trimmung) angebracht waren. Höhen- und Seitenruder besaßen einen aerodynamischen Hornausgleich und fixe Trimmklappen. Die Höhenflosse war zur Trimmung wie bei der Bf 109 verstellbar. Die Tragflächen waren wie bei vielen US-Navy-Jagdflugzeugen (F4F, F4U, F6F) des Zweiten Weltkrieges mit einem Strak aus der 23er Serie der NACA profiliert (NACA 23015 auf 23010 oder 23009).
Im Laufe der Entwicklung der Fw 190 wurde in den ersten Prototypen zunächst der BMW 139 verwendet, ein 14-Zylinder-Doppelsternmotor, der aus dem einreihigen BMW 132 entwickelt worden war. Dieser Motor wurde schon bald durch den leistungsstärkeren BMW 801 ersetzt. In späteren Versionen und Versuchsreihen fanden zudem flüssigkeitsgekühlte Zwölfzylinder-V-Motoren der Typen Daimler-Benz DB 603 und Junkers Jumo 213 Verwendung, die wegen ihrer größeren Baulänge eine Verlängerung der hinteren Zelle erforderten, um den Schwerpunkt beizubehalten.
Der Treibstoff war in zwei selbstdichtenden Tanks unterhalb des Cockpitbodens untergebracht, von denen der vordere 232 l und der hintere 291 l fasste. Als starre Rohrbewaffnung waren von Anfang an vier Maschinengewehre beziehungsweise Maschinenkanonen vorgesehen, die vor dem Cockpit oberhalb des Motors und in den Tragflächenwurzeln untergebracht wurden und synchronisiert durch den Propellerkreis feuerten. Später wurde die Bewaffnung um zwei im Außenflügel montierte Maschinenkanonen ergänzt, die am Propellerkreis vorbeischossen.
Die Konstruktion der Tragflächen besaß durch den durchgehenden Holm eine hohe Strukturstärke, die den Flügeln große Stabilität verlieh. Die Piloten der Fw 190 konnten mit dieser Konstruktion nahe an die Belastungslimits der Zelle gehen, ohne ein Abbrechen der Tragflächen befürchten zu müssen. Kurt Tank legte zudem von Beginn der Entwicklung der Maschine an besonderes Augenmerk auf eine harmonische Abstimmung der Steuerruder.
Das Hauptfahrwerk der Fw 190 war an den Flügelholmen aufgehängt und zog nach innen ein. Durch diese Konstruktion wies das Fahrwerk eine große Spurweite auf, die das hohe Drehmoment des Motors beim Start besser abfing und die Maschine nach der Landung stabiler rollen ließ. Die Fw 190 ließ sich darum wesentlich leichter starten und landen als die Bf 109 (insbesondere auf unebenem Grund wie Wiesen oder Feldern). In der ursprünglichen Konstruktion verfügte die Fw 190 über zusätzliche am Rumpf innen angeschlagene Fahrwerksklappen, die ein vollständiges und damit aerodynamisch vorteilhaftes Verschließen des Radschachtes ermöglichten. Diese Klappen wurden aufgrund ihrer Störanfälligkeit bei den Einsatzeinheiten jedoch häufig wieder entfernt. Auch das Spornrad konnte bei der Fw 190 halb eingezogen werden, so dass es bei akzeptabler Aerodynamik im Falle von Notlandungen mit eingezogenem Fahrwerk immer noch die schlimmsten Schäden vom hinteren Rumpf fernhalten konnte. Da hier keine Klappen einen dichten Abschluss des Rumpfes gewährleisteten, wurde das zwölfte Schott im Rumpfinneren mit einer Stoffbespannung versehen, welche die Ausrüstung im Rumpf gegen Staub schützte. Die Fw 190 war das erste Flugzeug, das nicht über eine hydraulische, sondern über eine elektrische Steuerung aller Aggregate verfügte, die unter anderem die Betätigung von Fahrwerk und Klappen umfasste. Als Vorteile dieser Konstruktion ergaben sich ein geringeres Gewicht, geringerer Platzbedarf und geringere Empfindlichkeit gegen Beschuss.
Wie bei der Bf 109 war bei der Konstruktion der Fw 190 großer Wert auf gute und leichte Wartungsmöglichkeiten gelegt worden. Große Wartungsklappen gewährten Zugang zum Motor und allen im Hinterrumpf untergebrachten Ausrüstungsbestandteilen wie unter anderem Mutterkompass und Funkgeräte. Die Maschine besaß zudem Trennstellen, die beispielsweise das Auswechseln des kompletten Motors oder eines ganzen Leitwerkes in kurzer Zeit ermöglichten. Diese Konstruktion erhöhte nicht nur die Einsatzbereitschaft der Flugzeuge bei den Einsatzverbänden, sondern ermöglichte auch eine effizientere Produktion, indem die Herstellung bestimmter Komponenten an Unterauftragnehmer vergeben werden konnte.

## Prototypen

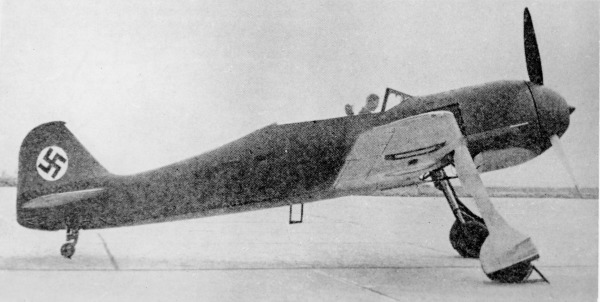
Focke-Wulf Fw 190 V1

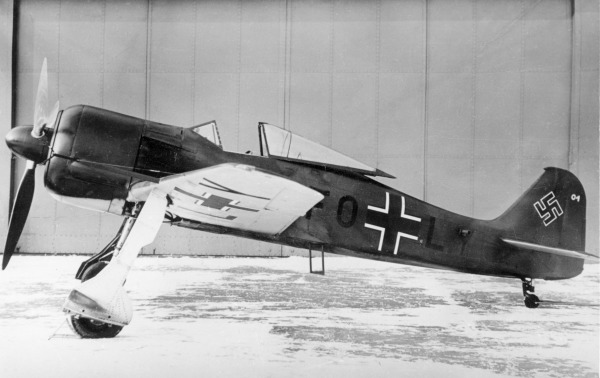
Der erste Prototyp Fw 190 V1 nach Änderung der Bugsektion

Der Erstflug des Prototyps V1 (Kennzeichen D-OPZE) fand am 1. Juni 1939 in Bremen durch den Focke-Wulf-Cheftestpiloten Hans Sander statt. Der zweite Prototyp V2 (Überführungskennzeichen FO+LZ, Stammkennzeichen RM+CB) folgte am 31. Oktober 1939, und die umfangreiche Flugerprobung zog sich bis weit in das Jahr 1940 hinein (die V1 fand noch bis zum 29. März 1943 Verwendung für Flugversuche). Dabei zeigte die Maschine sehr gute Handhabungseigenschaften (zum Beispiel eine Rollrate von 162° pro Sekunde bei 419 km/h), eine hohe Maximalgeschwindigkeit (610 km/h), gute Start- und Landeeigenschaften sowie gute Sichtverhältnisse für den Piloten. Es zeigte sich jedoch auch eine unzureichende Kühlung des Motors, bedingt durch dessen Nähe zum vorderen Cockpitschott, und dadurch verursachte sehr hohe Cockpittemperaturen von teilweise über 50 °C. Der Grund hierfür lag in dem Bestreben, den Luftwiderstand der Zelle möglichst gering zu halten, weshalb der erste Prototyp zunächst mit einer sogenannten Tunnelnabe oder Doppelhaube ausgestattet wurde. Die Tunnelnabe stellte prinzipiell einen doppelten, in Flugrichtung offenen Propellerspinner dar, dessen überdimensionierter äußerer Teil mit der Motorverkleidung abschloss. Dadurch wies sie eine aerodynamisch besonders günstige Form auf, mit der die große Stirnfläche des Motors teilweise ausgeglichen werden konnte (der Widerstand betrug mit Verkleidung nur 1/6 des Widerstandes des unverkleideten Motors). Da diese Konstruktion jedoch auch nicht zu beherrschende Kühlprobleme insbesondere des hinteren Zylinderringes mit sich brachte, wurde sie schließlich gegen eine konventionelle NACA-Haube ausgetauscht.
Die allgemeinen Kühlprobleme des Motors begleiteten die Anfangsphase der Entwicklung der Fw 190 ständig und hätten beinahe zum Abbruch des Projektes geführt. Zentral für die Lösung dieser Schwierigkeiten erwies sich schließlich ein zwölfblättriges Kühlgebläse, das vor dem Motor über ein eigenes Getriebe mit 3,12-facher Propellerdrehzahl betrieben wurde und den unteren Zylindern des hinteren Zylinderringes vermehrt Kühlluft zuführte. Im späteren Verlauf der Erprobungen sollte sich jedoch zeigen, dass auch diese Maßnahme die bestehenden Überhitzungsprobleme nicht in allen Situationen beseitigen konnte.
Der zunächst als Antrieb verwendete 14-Zylinder-Doppelsternmotor BMW 139 basierte technisch auf dem BMW 132 und nutzte zum Teil dessen Baugruppen. Der BMW 139 gab in seiner ersten Bauform eine Startleistung von etwa 1550 PS ab, doch schon früh in der Entwicklung der Fw 190 wurde erkannt, dass der völlig neu entwickelte BMW 801 ein größeres Entwicklungspotential in sich trug. Der ab der V5 verwendete BMW-801-Motor besaß bei einem geringeren Durchmesser ebenfalls 14 Zylinder mit einem Hubraum von 41,2 l und erreichte 1938 bereits eine Startleistung von etwa 1.500 PS. BMW hatte für den 801-Flugmotor eine völlig neue Motorsteuerung entwickelt, die in der Fw 190 zum ersten Mal zum Einsatz kam. Ein von Heinrich Leibach konstruiertes „Kommandogerät“ stellte automatisch als mechanischer Analogrechner alle Parameter (wie z. B. Zündzeitpunkt, Drosselklappenstellung, Ladergang, Einspritzmenge der Benzindirekteinspritzung, Luftschraubenverstellung) passend zu dem vom Piloten mit dem „Leistungswählhebel“ vorgegebenen Ladedruck (bzw. dazugehöriger Drehzahl) ein. Da keine gesonderten Hebel für Gemisch- und Luftschraubenverstellung bedient werden mussten, wurde der Pilot entlastet und die Gefahr von Fehlbedienungen verringert. Die ebenfalls vom Kommandogerät gesteuerte Einspritzpumpe war eine Entwicklung der Münchner Firma Friedrich Deckel.
Da der BMW 801 um 159 kg schwerer und etwas länger als der BMW 139 war, musste ein Großteil des Flugzeugrumpfs neu konstruiert werden. So rückte insbesondere das Cockpit weiter nach hinten, um die veränderte Schwerpunktlage auszugleichen. Diese Maßnahme verringerte zugleich die Aufheizung des Cockpits durch die Abwärme des Motors und schuf zusätzlichen Platz für die Integration der Rumpfbewaffnung (2 × 7,92-mm-MG 17). Dies machte wiederum eine Verstärkung der gesamten Zelle, der Tragflächen und des Fahrwerkes (verstärkte Fahrwerksbeine, größere Reifen, Ersetzung des hydraulischen Einziehmechanismus gegen ein elektrisches System) nötig, was das Leergewicht erhöhte. Die hierfür erforderlichen Strukturtests wurden mit dem Prototyp V4 durchgeführt, der sich – ebenso wie die V3, die später als Ersatzteilspender verwendet wurde – zum Zeitpunkt der Entscheidung für den BMW 801 bereits in einem fortgeschrittenen Baustadium befunden hatte und noch für den BMW 139 ausgelegt war.
Mit dem neuen Motor und den damit verbundenen Verstärkungen der Zelle war das Startgewicht so stark angewachsen, dass die guten Flugeigenschaften der Fw 190 V1 mit dem BMW 139 nicht mehr erreicht wurden. So war die Flächenbelastung von 187 kg/m² auf 228 kg/m² angewachsen. Mit dem fünften Prototyp V5 (mit BMW 801 C-0) wurde ab Oktober 1940 eine vergrößerte Tragfläche erprobt, deren Spannweite von 9,50 m auf 10,50 m erhöht worden war. Mit dieser Maßnahme stieg die Tragflügelfläche von 14,9 m² auf 18,3 m². Die V5 im Ausrüstungszustand mit den vergrößerten Tragflächen erhielt das Suffix „g“. Vergleichsflüge zwischen der Variante V5g und V5k (für „klein“ = kleine Tragflügelfläche) ergaben verbesserte Flugeigenschaften der größeren Tragfläche bei geringen Verlusten in der Spitzengeschwindigkeit und wurden für die Serienmaschinen übernommen. Vor allem verringerte sich die relativ hohe Abrissgeschwindigkeit der Maschine, die mit den ursprünglich kleinen Tragflächen bei 205 km/h lag.

## Fw 190 A

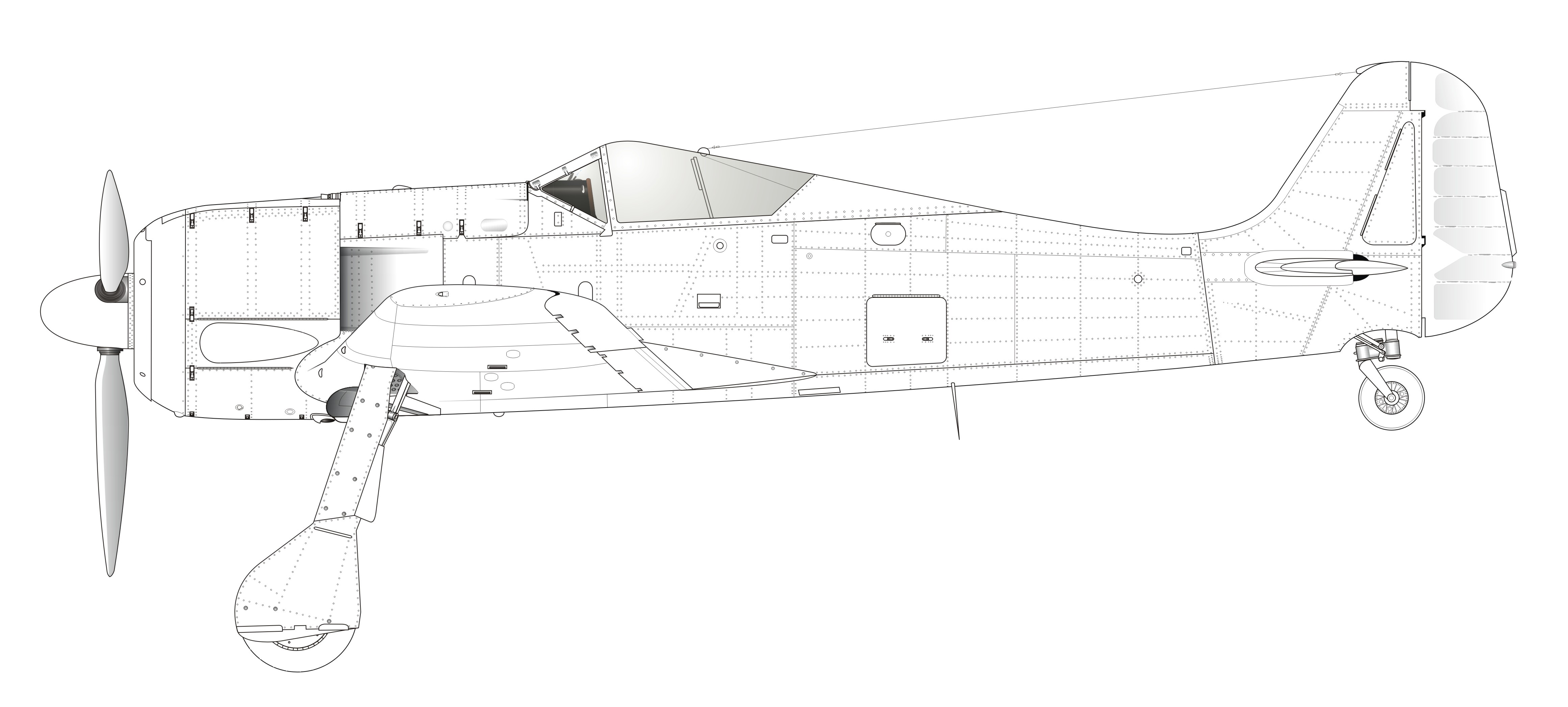
Seitenansicht der Focke-Wulf Fw 190 A-0

Im Winter 1940/1941 wurden die ersten von insgesamt 40 bestellten Vorserienmaschinen Fw 190 A-0 zur Luftwaffen-Erprobungsstelle Rechlin überführt, wo sie eine ausgiebige Testphase durchliefen. Die beiden ersten Maschinen erhielten noch die Prototypbezeichnungen V6 und V7. Mit der V6 wurden die allgemeinen Flugleistungen und die Handhabung der Maschine erflogen, während die V7 für Bewaffnungstests mit dem 20-mm-MG FF von Rheinmetall-Borsig herangezogen wurde, das außerhalb des Propellerkreises feuernd in den Tragflächen montiert wurde und in der Serie die vier Maschinengewehre vom Typ MG 17 (im Rumpf und in den Flügelwurzeln) ergänzen sollte.
Sieben weitere Zellen hatten sich zum Zeitpunkt der Entwicklung des vergrößerten Flügels beim Prototyp V5g bereits in einem so fortgeschrittenen Baustadium befunden, dass die Maschinen mit den ursprünglichen kleineren Tragflächen ausgeliefert wurden. Bei den übrigen Maschinen der Vorserie A-0 kam neben den vergrößerten Tragflächen auch ein etwas vergrößertes Höhenleitwerk zum Einsatz. Insgesamt wurden von den bestellten 40 Maschinen der Vorserie A-0 nur 28 fertiggestellt. Angetrieben wurden diese ab der W.Nr. 0010 von dem BMW-801-C-1-Motor und viele dieser Maschinen fanden im Verlauf des Krieges noch als Testflugzeuge für verschiedene Waffen Verwendung.
Die Vorserie A-0 diente vor allem dazu, technische Schwächen der Fw 190 aufzudecken und zu beseitigen sowie Erfahrungen in der Wartung der Maschine zu gewinnen. Um dies unter möglichst realistischen Bedingungen durchführen zu können, wurde aus Personal der II./JG 26 im März 1941 unter dem Kommando von Oberleutnant Otto Behrens die Erprobungsstaffel 190 gegründet. Sie erhielt insgesamt sechs Fw 190 A-0, der Flugbetrieb wurde zunächst von Spezialisten der Erprobungsstelle Rechlin überwacht. Nach einer Eingewöhnungsphase wurde die Einheit nach Le Bourget bei Paris verlegt.
Die Maschinen der Reihe A-0 unterschieden sich in einer Reihe von Merkmalen von den später in Serie gebauten Untervarianten der Fw 190 A. So verfügten sie über einen kürzeren Propellerspinner, symmetrische Verkleidungen der inneren Luftansaugschächte des Motors und die Kühlschlitze in den Verkleidungsblechen hinter den Abgasrohren fehlten.
Im Rahmen der Erprobungen zeigte sich, dass die Kühlprobleme des BMW-801-Motors nach wie vor nicht beseitigt waren. Speziell die unteren Zylinder der hinteren Zylinderreihe neigten zu Überhitzungen, wenn der Motor zu lange mit niedrigen Drehzahlen im stehenden Flugzeug betrieben und nicht von einem permanenten Strom kühlender Luft umspült wurde. Der mit konstanter Drehzahl laufende VDM-Propeller warf ebenso Probleme auf wie die zu schwach konstruierten Motorverkleidungsbleche, welche die Tendenz aufwiesen, sich im Flug zu öffnen. Anlass zu Kritik bot auch das neue Kommandogerät zur automatisierten Steuerung des Motors und der Propellereinstellung, das immer wieder mit undichten Druckbuchsen und Leitungen zu kämpfen hatte. Ein insbesondere für die Piloten gravierendes Problem bestand in der Tatsache, dass sich das Kabinendach der Fw 190 A-0 oberhalb einer Fluggeschwindigkeit von 250 km/h aufgrund von Staueffekten der Luft, die das Kabinendach mit zunehmendem Druck auf den Rumpf presste, nicht mehr öffnen ließ. Dieses Manko wurde schließlich durch kleine Sprengladungen beseitigt, die eine sichere Trennung des Kabinendaches vom Flugzeug auch bei hohen Geschwindigkeiten sicherstellten.
Insgesamt wurde im Rahmen der Erprobungen eine alarmierende Liste von technischen Mängeln festgestellt, die das Projekt der Fw 190 beinahe zum Scheitern verurteilt hätten. Erst nach mehr als 50 Detailverbesserungen und der zumindest teilweisen Lösung der Kühlprobleme des Motors bestellte das RLM schließlich die erste Serie der Fw 190.

### Fw 190 A-1

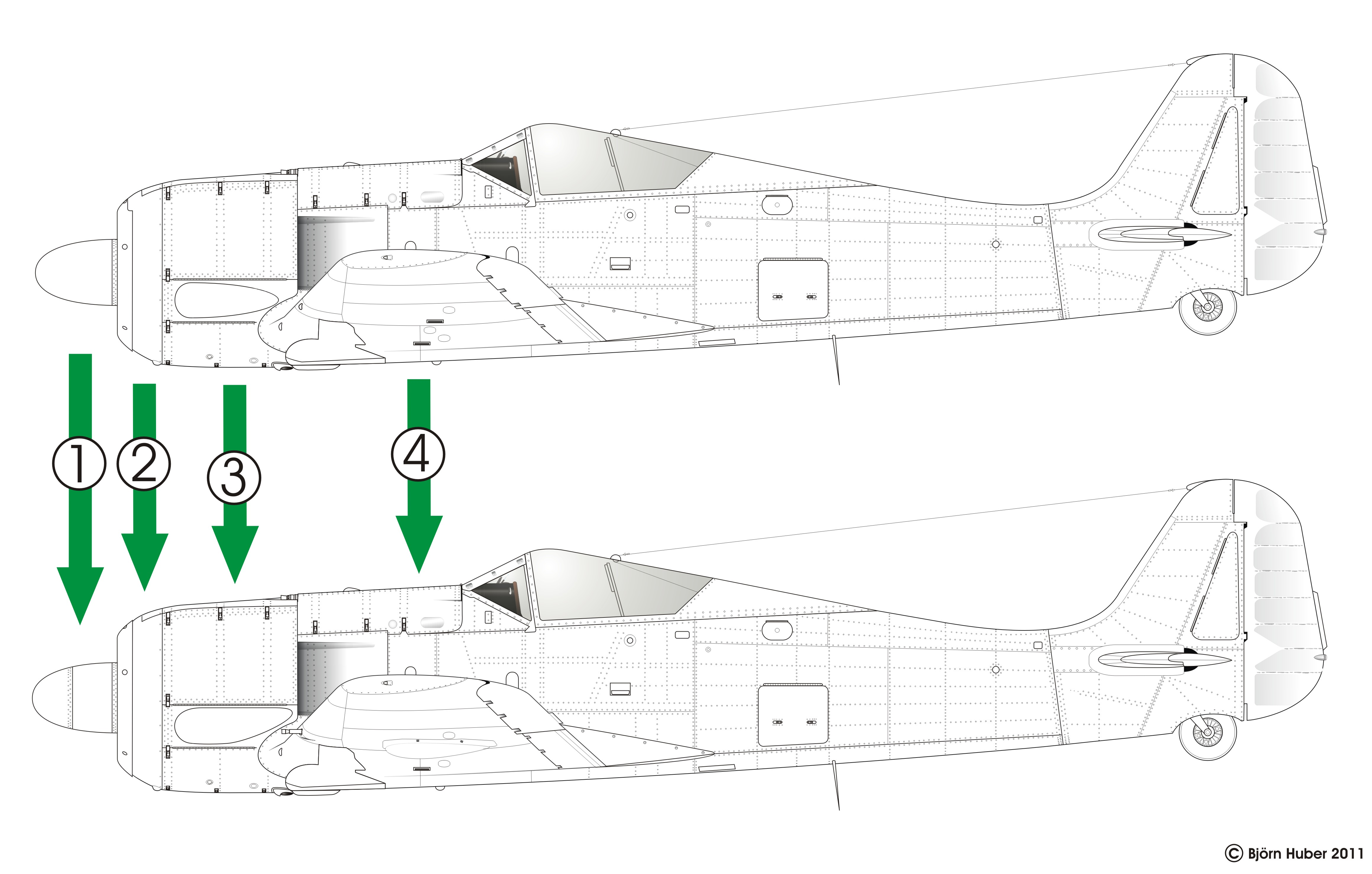
Ausgewählte Unterschiede zwischen Fw 190 A-0 und A-1.
1. Größerer Propellerspinner
2. Veränderte Motorabdeckung
3. Veränderte Form der Laderluftkanalverkleidungen
4. Ersatz der flügelmontierten MG 17 (7,92 mm) durch Maschinenkanonen (20 mm) vom Typ MG FF.

Im Juni 1941 wurden die ersten Serienmaschinen der Fw 190 A-1 aus dem neuen Focke-Wulf-Werk Marienburg zunächst an die II./JG 26 ausgeliefert. Im August desselben Jahres startete zudem der Lizenzbau bei Arado in Warnemünde, der im Oktober eine zweite Lizenzfertigung bei AGO in Oschersleben folgte. Die Auslieferungszahl erreichte bald 30 Maschinen pro Monat, so dass die bestellten 102 Fw 190 A-1 bereits Ende Oktober ausgeliefert waren.
In der A-1-Serie wurde die Panzerung des Öltanks sowie des Ölkühlers standardisiert, einige Maschinen erhielten zudem zusätzlich zu dem standardmäßigen Sprechfunkgerät FuG 7 ein FuG 25a „Erstling“ für die Freund-Feind-Kennung. Eine Fw 190 A-1/U-1 wurde versuchsweise mit dem BMW 801 D-2 ausgestattet.
Technische Berichte aus dieser Zeit zeigen, dass die Kühlprobleme des Motors BMW 801 C-2 immer noch nicht vollständig ausgeräumt waren. So kam es auch in dieser frühen Einsatzphase immer wieder zu Überhitzungen, insbesondere der unteren Zylinder des hinteren Zylindersterns, sowie gelegentlich zu Motorbränden.
Im Einsatz bei den Jagdgeschwadern 2 und 26 zeigte sich die Fw 190 dennoch als leistungsfähiges Jagdflugzeug. Die Maschine wurde zunächst in diesen beiden Geschwadern eingeführt, da diese sich – an der französischen Kanalküste stationiert – in ständigem Einsatz gegen die RAF befanden, die von der Luftwaffe als die fähigste und technisch am besten ausgestattete gegnerische Luftstreitmacht eingeschätzt wurde. Gegenüber dem damaligen britischen Standardjäger Supermarine Spitfire Mk. V wies die Fw 190 insbesondere eine höhere Spitzengeschwindigkeit sowie eine deutlich höhere Rollrate auf.

### Fw 190 A-2

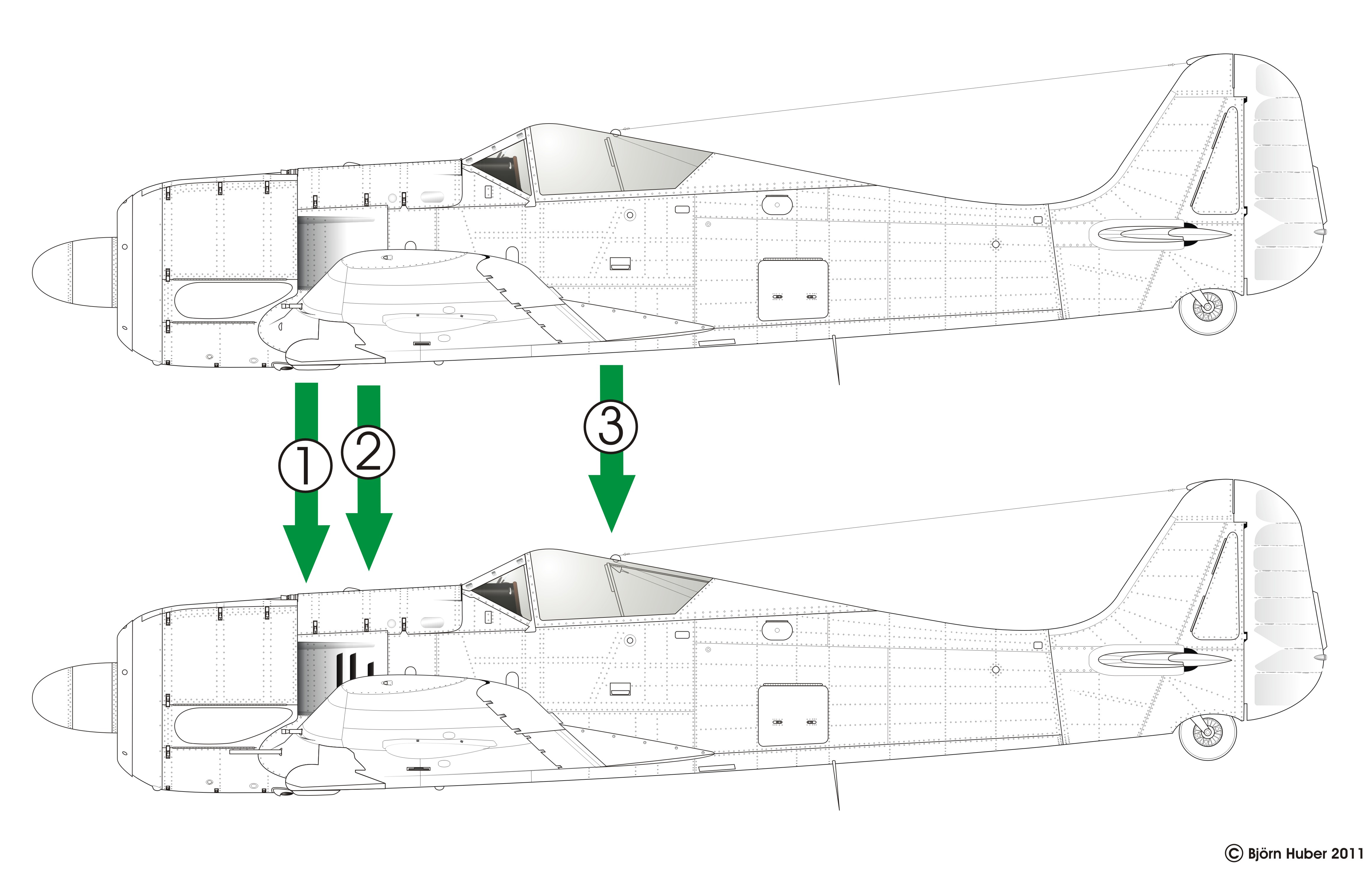
Ausgewählte Unterschiede zwischen Fw 190 A-1 und A-2.
1. Hinzufügung von Schlitzen zur Verbesserung des Kühlluftflusses
2. Ersatz der in den Flügelwurzeln montierten MG 17 gegen 20-mm-MG 151/20
3. Verbesserte Abstützung des Kopf- und Schulterpanzers

Die Fw 190 A-2 stellte die erste größere Serie der Fw 190 dar. Angetrieben von einem BMW-801-C-2-Motor wurden die bislang aufgetretenen Kühlprobleme in dieser Variante endgültig durch das Hinzufügen von drei Kühlschlitzen auf jeder Seite der Rumpfverkleidung hinter den Abgasrohren des Motors beseitigt. Durch diese einfachen Schlitze wurde der Strom der Kühlluft entscheidend verbessert, so dass diese Modifikation auch an den noch im Einsatz befindlichen Fw 190 A-1 durchgeführt wurde. Die in den Flügelwurzeln montierten Maschinengewehre MG 17 im Kaliber 7,92 mm wurden gegen 20-mm-Kanonen vom Typ MG 151/20 E ersetzt, nachdem der entsprechende Schussgeber, der das Feuer mit dem drehenden Propeller synchronisierte, die Serienreife erlangt hatte. Diese Modifikation, welche die Feuerkraft der Fw 190 stark erhöhte, erforderte auf der Oberseite der Flügelwurzeln beulenförmige Verkleidungen, um die größeren Waffen unterbringen zu können. Gleichzeitig mit der Einführung des MG 151/20 wurde das bislang verwendete Reflexvisier Revi C 12 durch das modernere Revi C 12 D ersetzt. Ebenso wurde ein wirkungsvollerer Einziehmechanismus für das Fahrwerk eingebaut.
Das Leergewicht der Fw 190 A-2 erhöhte sich durch diese Verbesserungen auf insgesamt 3850 kg. Die Zelle der A-2 hatte bereits alle Vorkehrungen für die Aufnahme eines ETC-501-Bombenschlosses (ETC = elektrischer Träger für cylindrische Außenlasten), jedoch gibt es keinen Hinweis darauf, dass ein solcher tatsächlich je an einer Fw 190 A-2 Verwendung fand. Eine Maschine der Serie (Wnr. 000315, Kennzeichen CM+CN) wurde versuchsweise mit einem Autopilot ausgestattet und als Fw 190 A-2/U-1 bezeichnet. Insgesamt wurden 420 Fw 190 A-2 gebaut.
Umrüst (U)- und Rüstsatz (R)-Varianten Fw 190 A-2:
- Fw 190 A-2/U1: Ausrüstung mit einem Autopilot System Patin (nur Musterflugzeug)

### Fw 190 A-3

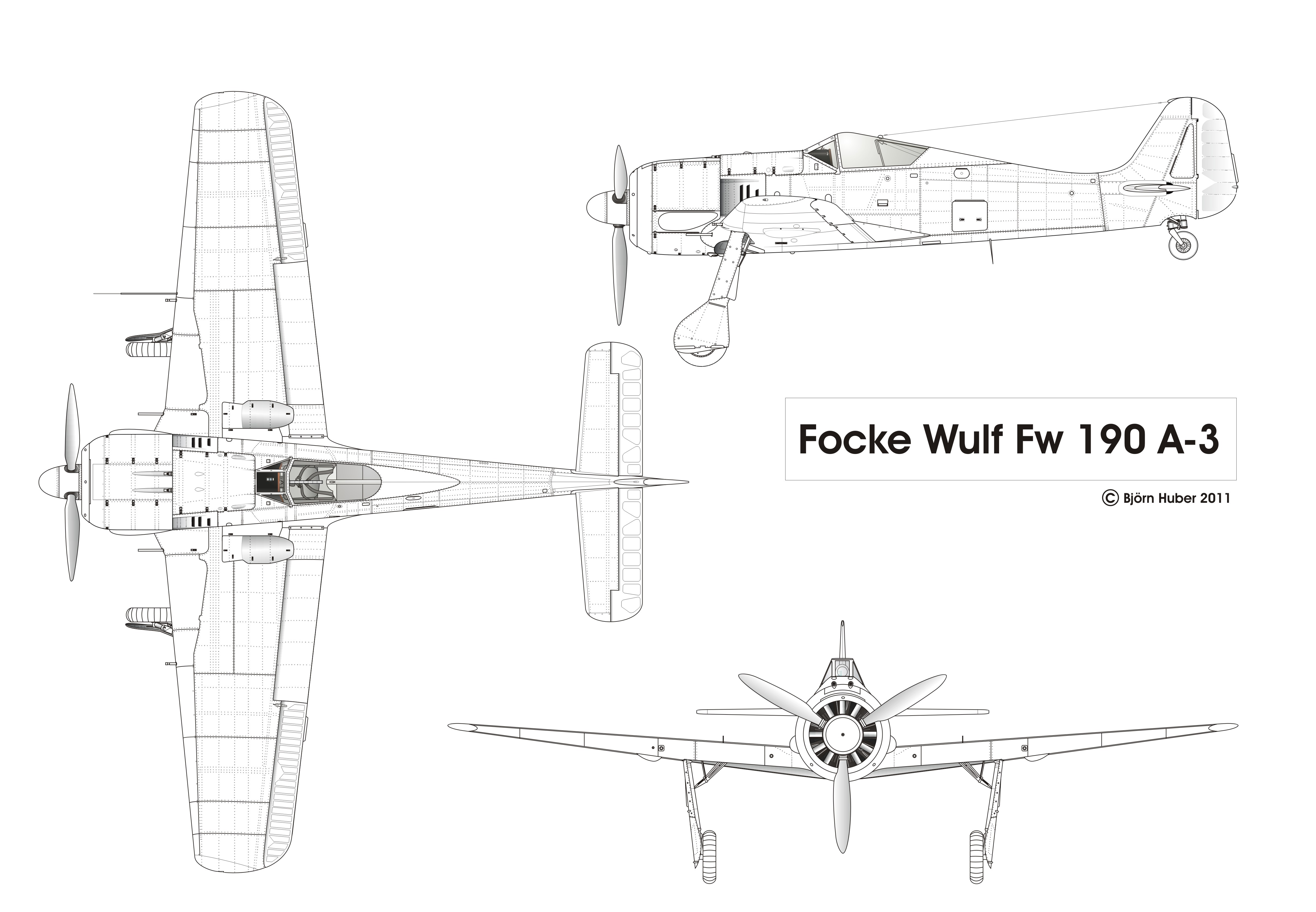
Dreiseitenansicht der Fw 190 A-3

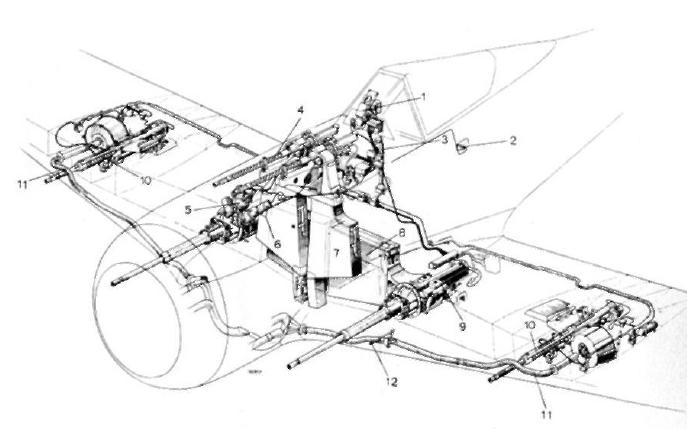
Schematische Darstellung der Waffenanlage der Versionen A-2 bis A-5

Im Frühjahr 1942 begann die Serienproduktion der Fw 190 A-3, die sich von der Vorgängerversion durch ihren stärkeren Motor vom Typ BMW 801 D-2 unterschied. Durch die Verwendung eines geänderten mechanischen Laders stieg die Startleistung des Triebwerks von 1560 PS auf 1700 PS bei 2700 min−1 bei einem Ladedruck von 1,42 ata (≈ 139 kPa). Der verbesserte Motor musste statt des B4-Treibstoffes mit 87 Oktan nunmehr den höherwertigen C3-Treibstoff mit 96 Oktan (später 100 Oktan) verwenden. Da nicht genügend D-2-Motoren zur Verfügung standen, wurden A-2 und A-3 simultan gebaut; beide Varianten sind ansonsten identisch und lediglich an der unterschiedlichen Rumpfkennzeichnung des zu verwendenden Treibstoffes unterscheidbar. Insgesamt wurden 952 A-2 und A-3 gebaut.
Im Einsatz zeigte sich die Kühlleistung der Fw-190-Zelle für den neuen Motor als nicht ausreichend. Wiederum waren es Kühlprobleme des hinteren Zylindersterns, so dass die Notleistung bereits im März 1942 auf 2450 min−1 und einen Ladedruck von 1,35 ata begrenzt werden musste. Erst nach umfangreichen Modifikationen am Motor, die unter anderem verchromte Ventile, verstärkte Anlasserwellen und Zündkerzen von Bosch umfassten, konnte die volle Notleistung des BMW 801 D-2 am 12. Oktober 1942 freigegeben werden.

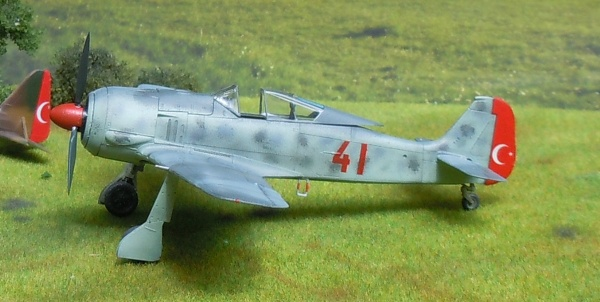
Fw 190 Aa-3 in türkischen Diensten (Modellbild)

Im Herbst 1942 wurden 72 Fw 190 A-3 an die Türkei geliefert, in dem Bemühen, die politische Lage zwischen beiden Ländern günstig zu beeinflussen. Diese Maschinen – als Fw 190 Aa-3 bezeichnet – erreichten die türkische Luftwaffe zwischen Oktober 1942 und März 1943. Ausgerüstet mit der Standardbewaffnung von vier MG 17 und zwei optionalen MG FF als Rüstsatz für den Außenflügel besaßen die Fw 190 Aa-3 jedoch kein FuG 25a für die Freund-Feind-Kennung. Bei der türkischen Luftwaffe wurden die Maschinen bis zum Kriegsende zusammen mit britischen Supermarine Spitfire als Jagdflugzeuge eingesetzt.
Mit der A-3-Version begann die systematische Ausweitung der Einsatzverwendbarkeit der Fw 190. Dies geschah durch eine lange Reihe von Umrüstsätzen, die der Fw 190 zum Beispiel den Einsatz als Jagdbomber oder als Jagdflugzeug großer Reichweite ermöglichten. Zentral für die Nutzung der Umrüstsätze war die Möglichkeit, an der Maschine einen Unterrumpfpylon vom Typ ETC 501 montieren zu können, der neben verschiedenen Bomben (beispielsweise 1 × 500 kg, 1 × 250 kg oder 4 × 50 kg an einem ER4-Adapter) auch einen 300-Liter-Zusatztank aufnehmen konnte. Diese Modifikation erlaubte es der Fw 190 in spezialisierten Jagdbomberstaffeln der Jagdgeschwader 2 und 26, von Nordfrankreich aus Tiefflugangriffe auf Ziele im südlichen England zu fliegen. Bei diesen Einsätzen knapp über der Wasseroberfläche konnten die Piloten die hohen Flugleistungen der Fw 190 in geringer Höhe optimal nutzen und zugleich das britische „Chain Home“-Radar unterfliegen.
Etwa um die gleiche Zeit begann im Frühjahr 1942 die 8. US-Luftflotte mit der Verlegung strategischer Luftstreitkräfte nach England. Die damals bereits absehbare Notwendigkeit zur Bekämpfung der amerikanischen Bomber erforderte im Gegensatz zu den Tiefflugeinsätzen vor allem eine hohe Steigleistung, um möglichst schnell die Höhe der Bomber beziehungsweise darüberliegende günstige Abschusspositionen erreichen zu können. Die Fw 190, deren Motor ursprünglich für eine hohe Leistung in niedrigen und mittleren Höhen konstruiert worden war, befriedigte in größeren Höhen nicht, weshalb Focke-Wulf am 14. August 1942 die erste Baubeschreibung eines Fw-190-Höhenjägers einreichte, um diesem Defizit Abhilfe zu schaffen.
Focke-Wulf sah in Ermangelung einer kurzfristig verfügbaren höhentauglichen Variante des BMW 801 und in Anbetracht der Forderung nach einer höheren Steigleistung vor allem zellenseitige Veränderungen vor. Bereits im Juni 1942 hatte Focke-Wulf Versuche zur Gewichtsreduzierung der Fw 190 unternommen; zu diesem Zeitpunkt waren für die in Planung stehende A-4-Variante der Fw 190 drei verschiedene Höhenjägerversionen projektiert (A-4/U5, A-4/U6 und A-4/U7), die später jedoch nicht mehr zur Ausführung kamen. Die einzige in diesem Zusammenhang realisierte Variante eines gewichtsreduzierten Höhenjägers stellten daher drei Prototypen der Fw 190 A-3/U-7 (Wnr. 528(DJ+AB), Wnr. 531 und Wnr. 532) dar.
Durch den teilweisen Ausbau von Panzerungen (Kopf- und Schulterschutz sowie Führersitz) und Behälterschutz sowie den Verzicht auf das FuG 25 und die beiden rumpfmontierten MG 17 gelang es, das Leergewicht der Fw 190 A-3 um insgesamt 224 kg zu reduzieren. Der im Rumpf durch den Fortfall der Maschinengewehre gewonnene Platz wurde für eine geringfügige Erweiterung des vorderen Tanks genutzt, gleichzeitig sollte die Maschine mit neuen Tragflächen versehen werden, deren Spannweite von 10,50 m auf 12,30 m erhöht worden war (die Flügelfläche stieg durch diese Modifikation von 18,30 m² auf 20,30 m²). Da der zusätzliche Treibstoff mit rund 20 kg sowie die Erweiterung und Verstärkung der Tragflächen mit 40 kg zu Buche schlugen, ergab sich eine Netto-Gewichtsreduktion von 164 kg.
Die Fw 190 A-3/U-7 verfügte nach der Gewichtsreduzierung mit den Standardflächen bei einer Bewaffnung mit zwei MG 151/20 E in den Tragflächenwurzeln über eine deutlich verbesserte Steigleistung und eine auf 12.000 m erhöhte Dienstgipfelhöhe. Zugleich sank der Kurvenradius in 10.000 m Höhe von 1.450 m auf 1.250 m. Eine weitere Verringerung des Kurvenradius auf 950 m sowie eine Erhöhung der Dienstgipfelhöhe auf 12.500 m hätten sich rechnerisch durch die verlängerten Tragflächen ergeben, Nachweise über den Einsatz an einer Fw 190 A-3/U-7 existieren jedoch nicht.
Parallel zur Reduzierung des Gewichtes wurden bei der Fw 190 A-3/U-7 Versuche unternommen, die Motorleistung in größeren Höhen durch eine nach außen verlegte Ansaugung der Laderluft zu verbessern. Der BMW 801 saugte die Luft für seinen mechanischen Lader innerhalb der Motorverkleidung an. Dadurch ließ sich nur ein geringer Staueffekt erzielen, was die Effektivität des Laders begrenzte. Die außen liegenden Ansaughutzen der Fw 190 A-3/U-7 stellten eine vergleichsweise kleine Modifikation dar, erwiesen sich jedoch als sehr effizient. Sie saugten Außenluft mit einem Staueffekt von 60 % an (der Standardmotor erzielte nur einen Staueffekt von 22 %), was die Volldruckhöhe des Motors von 6400 m auf 7400 m erhöhte. Insgesamt zeigten die Gewichtsreduktion und die Modifikationen am Motor einen sehr positiven Effekt auf die Leistungsdaten: so erzielte die Wnr. 528 eine Bodensteigrate von 18 m/s und eine Dienstgipfelhöhe von 11.900 m. Eine Höhe von 8000 m wurde dabei in 10,3 min. erreicht. Trotz der guten Leistungen ging die Fw 190 A-3/U7 – wahrscheinlich aufgrund des fehlenden Panzerschutzes, der geringen Bewaffnung und einer fehlenden Druckkabine – nicht in Serie. Es gibt jedoch Nachweise, dass zumindest die außen liegenden Ansaughutzen in Form von Umrüstsätzen zumindest in kleinen Zahlen an Feldwerkstätten der Jagdfliegereinheiten ausgeliefert und dort auch verbaut worden sind. Eine Maschine, die nachweislich mit diesen Ansaughutzen im Einsatz geflogen wurde, ist die Fw 190 A-4 von Egon Mayer, der zu dieser Zeit zur III./JG 2 gehörte. Ebenso ist nachweisbar, dass Hermann Graf während seiner Verwendung in der Jagdergänzungsgruppe Ost im Sommer 1943 im südlichen Frankreich eine Fw 190 A-5/U7 geflogen hat.
Umrüst (U)- und Rüstsatz (R)-Varianten Fw 190 A-3:
- Fw 190 Aa-3: Exportversion der Fw 190 A-3 für die Türkei (72 Maschinen, Bewaffnung 4 × MG 17 und 2 × MG FF, kein FuG 25)
- Fw 190 A-3/U1: Motoraufhängung um 150 mm verlängert (nur Musterflugzeug, Motoraufhängung floss mit der A-5 in die Serie ein)
- Fw 190 A-3/U2: Versuchsträger für flügelmontierte RZ-65-Raketen
- Fw 190 A-3/U3: Versuchsträger für verschiedene Reihenbildgeräte
- Fw 190 A-3/U4: Aufklärer mit zwei Reihenbildkameras Rb 12.5/7 × 9 (zwölf Maschinen als Vorserie für einen Höhenaufklärer E-Serie, der jedoch nicht realisiert wurde)[15]
- Fw 190 A-3/U7: Gewichtsreduzierter Höhenjäger für Erprobungszwecke
- Fw 190 A-3/U8: Umgebaute A-3/U1[15]

| Kenngröße                                    | Daten |
| -------------------------------------------- | --- |
| Länge                                        | 9,00 m |
| Spannweite                                   | 10,51 m |
| Höhe                                         | 3,95 m (über Propellerkreis) |
| Flügelfläche                                 | 18,3 m² |
| Flügelstreckung                              | 6,0 |
| Startmasse                                   | 3850 kg (ohne MG FF/M) |
| Flächenbelastung                             | 190 kg/m² |
| Motor                                        | ein BMW 801 D mit 1.700 PS (1.250 kW) Startleistung |
| Geschwindigkeit                              | 630 km/h in 5700 m Höhe bei Steig- u. Kampfleistung |
| Höchstgeschwindigkeit                        | 660 km/h in 6400 m Höhe bei Start- u. Notleistung |
| Steiggeschwindigkeit                         | 16 m/s in Bodennähe |
| Gipfelhöhe                                   | 10.500 m |
| Kraftstoff                                   | C3 (524 Liter) |
| Reichweite ohne Zusatztanks bei Sparleistung | 810 km |
| Bewaffnung                                   | zwei 7,92-mm-MG 17 (je 900 Schuss) hinter dem Motor oben im Rumpf, zwei 20-mm-MG 151/20E (je 250 Schuss) in den Flügelwurzeln, alle vier gesteuert durch den Propellerkreis schießend, Zusätzlich als Flächenrüstsatz zwei 20-mm-MG FF/M (je 90 Schuss) ungesteuert am Propellerkreis vorbeischießend in den äußeren Flügeln |

### Fw 190 A-4

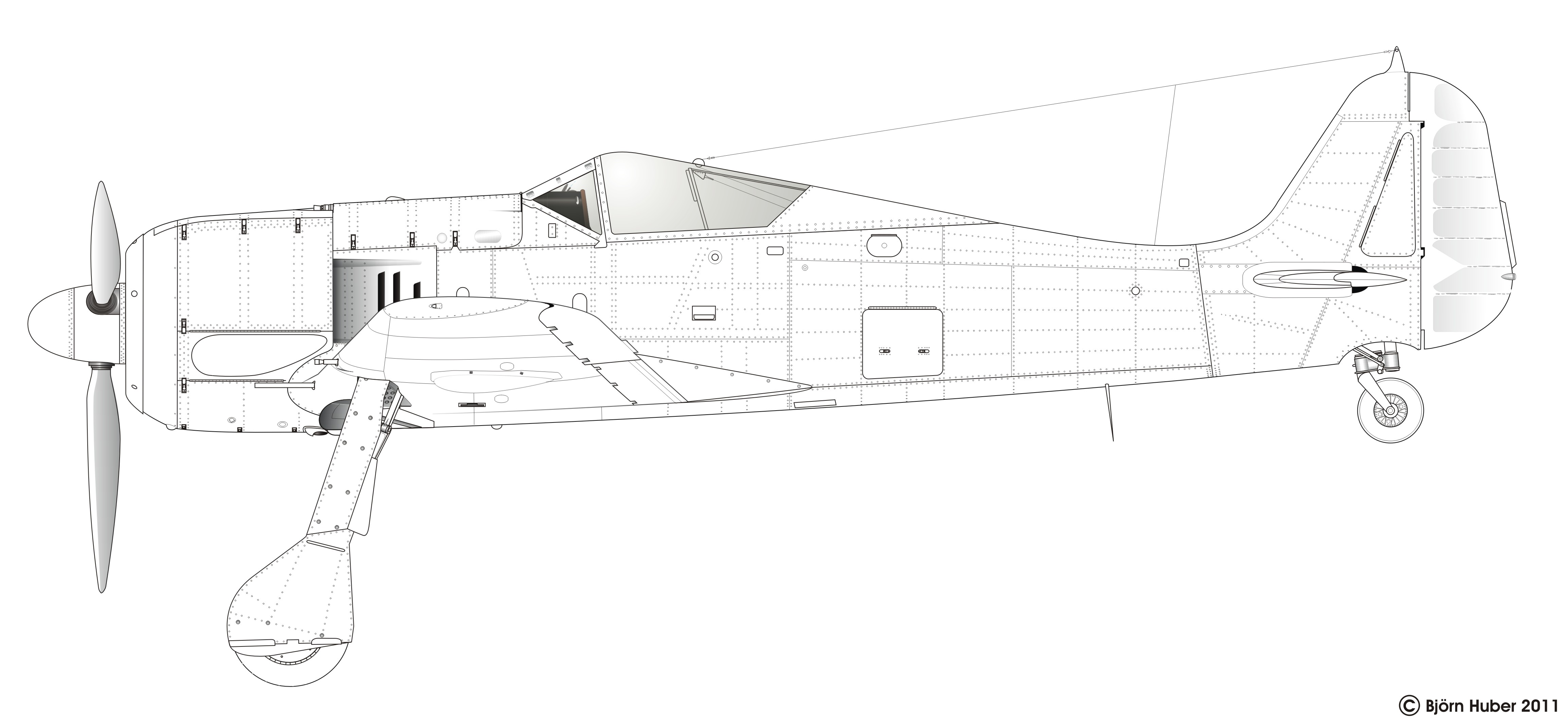
Seitenansicht der Fw 190 A-4

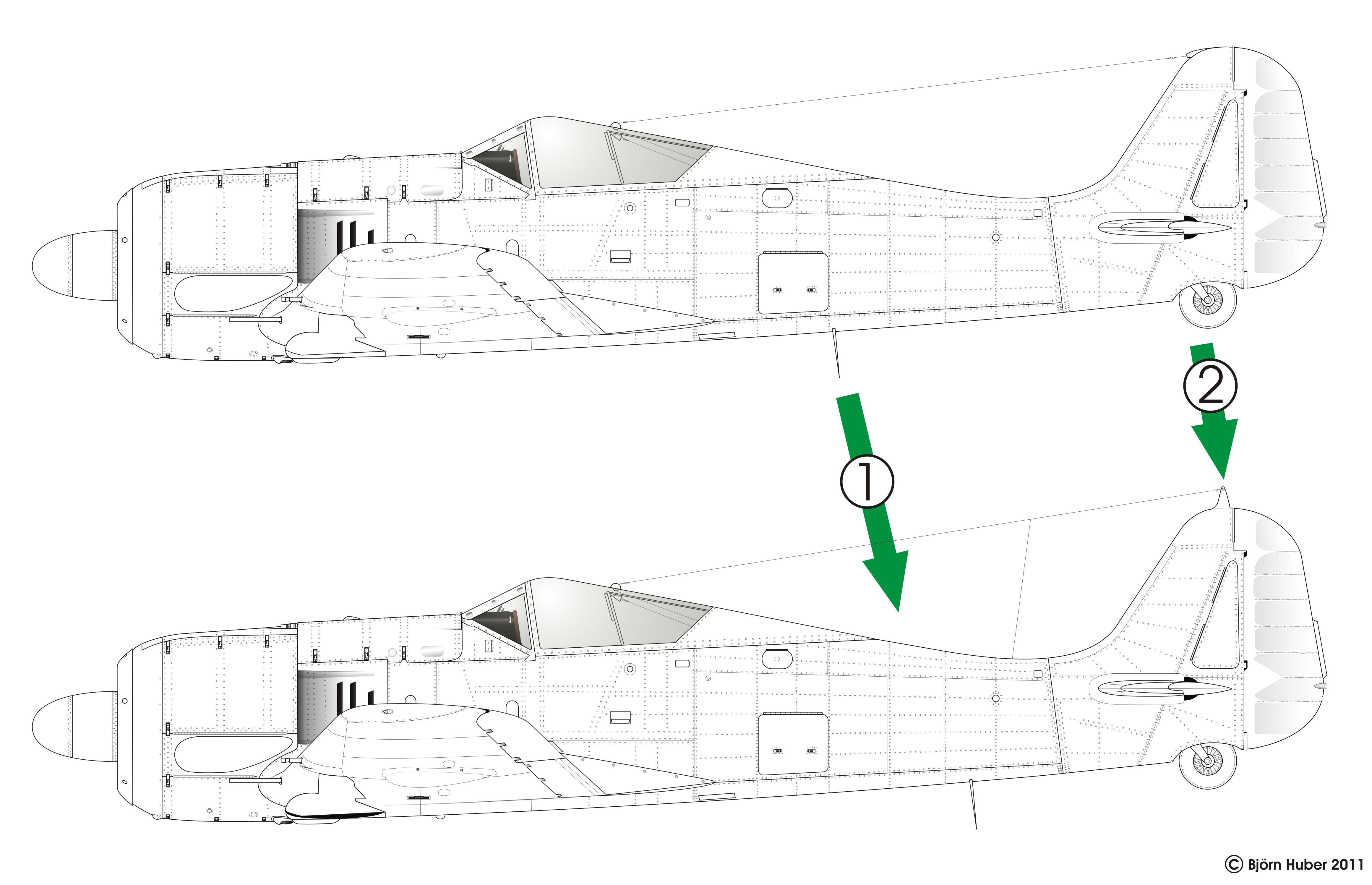
Ausgewählte Unterschiede zwischen Fw 190 A-3 und A-4.
1. Ersatz FuG 7 gegen FuG 16
2. Höherer Antennenmast am Seitenleitwerk

Im Juli 1942 wurde die A-3 auf den Montagebändern von der A-4-Version abgelöst. Eine Modifikation, welche die äußerliche Unterscheidung der beiden Versionen ermöglicht, war die Ersetzung des horizontalen Antennenmastes der A-3 auf dem Seitenleitwerk gegen eine vertikale Variante bei der A-4. Darüber hinaus wurde das bislang verwendete Funkgerät FuG 7 gegen ein FuG 16 ausgetauscht. Um die Auslieferungszahlen der Fw 190 zu erhöhen, wurde die Produktion mit der Version A-4 auf weitere Produktionsstätten ausgedehnt, darunter die Gerhard-Fieseler-Werke in Kassel-Waldau. Insgesamt wurden 909 Fw 190 A-4 gebaut.
Mit der A-4 wurden die Möglichkeiten zur Adaption der Fw 190 an verschiedene Einsatzerfordernisse über die Umrüstsätze hinaus um die sogenannten Rüstsätze erweitert. In der Theorie unterschieden sich die neuen Sätze durch ihre einfachere Montierbarkeit, was ihren Einbau auch in den Feldinstandsetzungseinheiten der Geschwader ermöglichen sollte. Tatsächlich bedurften die Rüstsätze teilweise der Modifikation des Flugrahmens bereits auf der Montagelinie, so dass in der Praxis kaum ein Unterschied in der Flexibilität zwischen Umrüstsätzen und Rüstsätzen festzustellen war; als Konsequenz wurden die Umrüstsätze aus Gründen der Vereinheitlichung im späteren Kriegsverlauf allgemein als „Rüstsätze“ bezeichnet.
Der erste Rüstsatz, der mit der Fw 190 A-4 in größerem Umfang zum Einsatz kam, trug der zunehmenden Zahl schwerer US-amerikanischer Bomber Rechnung, die ab Anfang 1943 in den deutschen Luftraum eindrangen. Um die dichten Formationen dieser widerstandsfähigen Maschinen und die in diesen Formationen gegebene hohe Dichte an Abwehrfeuer aufzubrechen, wurde die Fw 190 durch den Rüstsatz R6 mit zwei Werfergranaten 21 (WGr. 21) unter den Tragflächen ausgestattet. Bei der Werfergranate 21 handelte es sich um ein drallstabilisiertes Raketenprojektil im Kaliber 21 cm, das rückstoßfrei aus einem Rohr mit Führungs- und Halteschienen im Inneren verschossen wurde. Im Luft-Luft-Einsatz wurde der Sprengkopf von einem einfachen Zeitzünder zur Explosion gebracht, d. h. die Voraussetzung für einen effektiven Waffeneinsatz bestand vor allem in der Fähigkeit des Piloten, seine Entfernung zum Ziel und seine Annäherungsgeschwindigkeit richtig einzuschätzen. Zusätzlich erschwert wurde die Aufgabe durch die relativ geringe Austrittsgeschwindigkeit des Projektils, was einen großen Geschossfall auf dem Weg zum Ziel bedingte. Dennoch reichte der große Sprengkopf in vielen Fällen aus, die Formationen der amerikanischen Bomber aufzubrechen und einzelne Maschinen so zu beschädigen, dass sie dem Bomberverband nicht mehr folgen konnten, welche dann bei geringerem Widerstand von kanonenbewaffneten Flugzeugen bekämpft werden konnten.
Auch die Fw 190 A-4 nutzte den BMW-801-D-2-Motor, der nun mit einer MW-50-Anlage versehen war. Dabei konnte jeweils für einige Minuten ein Methanol-Wasser-Gemisch im Verhältnis 50:50 eingespritzt werden, wodurch die Motorleistung auf 2000 PS gesteigert werden konnte. Die zusätzliche Leistung wurde dabei durch das eingebrachte Wasser erzielt, das durch die Verdunstungskälte ähnlich wie ein Ladeluftkühler die Ansaugluft abkühlte und so die Ladung des Motors optimierte. Das beigemischte Methanol sollte vorrangig das Klopfen des Motors und ein Einfrieren der MW-50-Mischung in großen Höhen verhindern. Als Nebeneffekt sorgte die kalte Ladeluft für eine erhöhte Innenkühlung der Zylinder. Aufgrund der hohen thermischen Belastung des Motors war der Einsatz des MW 50 jedoch auf zehn Minuten begrenzt.
Bei der Auslieferung der MW-50-Anlagen kam es jedoch immer wieder zu Verzögerungen, so dass der praktische Einsatz des Systems erst mit der Fw 190 A-8 möglich wurde. Zudem blieben die Leistungssteigerungen in geringen Höhen zunächst hinter den Erwartungen und den Leistungen anderer einfacher aufgebauter Systeme, wie der C-3-Zusatzeinspritzung oder einer einfachen Erhöhung des Ladedrucks (vgl. Abschnitt Fw 190 A-5) zurück. So wurde noch Ende 1943 in Rechlin durch Verwendung des MW-50-Systems in 100 m Höhe lediglich eine Steigerung der Spitzengeschwindigkeit von 16 km/h verzeichnet.
Umrüst (U)- und Rüstsatz (R)-Varianten Fw 190 A-4:
- Fw 190 A-4/Trop: Tropentaugliche Ausführung der Fw 190 A-4 mit Sandfiltern etc.
- Fw 190 A-4/U1: Kleinserie schneller Jagdbomber[15]
- Fw 190 A-4/U3: Schlachtflugzeuge mit ETC-501-Bombenpylon unter dem Rumpf (etwa 30 Maschinen)
- Fw 190 A-4/U4: Höhenaufklärer mit zwei Reihenbildkameras Rb 12.5/7 × 9 (nicht oder nur als Einzelstück gebaut[15])
- Fw 190 A-4/U5: geplanter Versuchsträger zur Entwicklung eines Höhenjägers (nicht gebaut)
- Fw 190 A-4/U6: geplanter Versuchsträger zur Entwicklung eines Höhenjägers (nicht gebaut)
- Fw 190 A-4/U7: geplanter Versuchsträger zur Entwicklung eines Höhenjägers (wie A-3/U7[15])
- Fw 190 A-4/U8: Jagdbomber großer Reichweite mit Aufhängungen für Zusatztanks unter den Tragflächen (Erprobungsträger für „Jabo-Rei“, gelangte in Form der G-Serie zur Serienreife[15])
- Fw 190 A-4/R1: Jagdflugzeug mit FuG-16ZE-Funkgerät als Leitjäger im Y-Verfahren
- Fw 190 A-4/R6: Jäger mit zwei Werfergranaten WGr. 21 unter den Tragflächen (sog. „Pulkzerstörer“), nur eine gebaut, in Rechlin erprobt[15]

### Fw 190 A-5

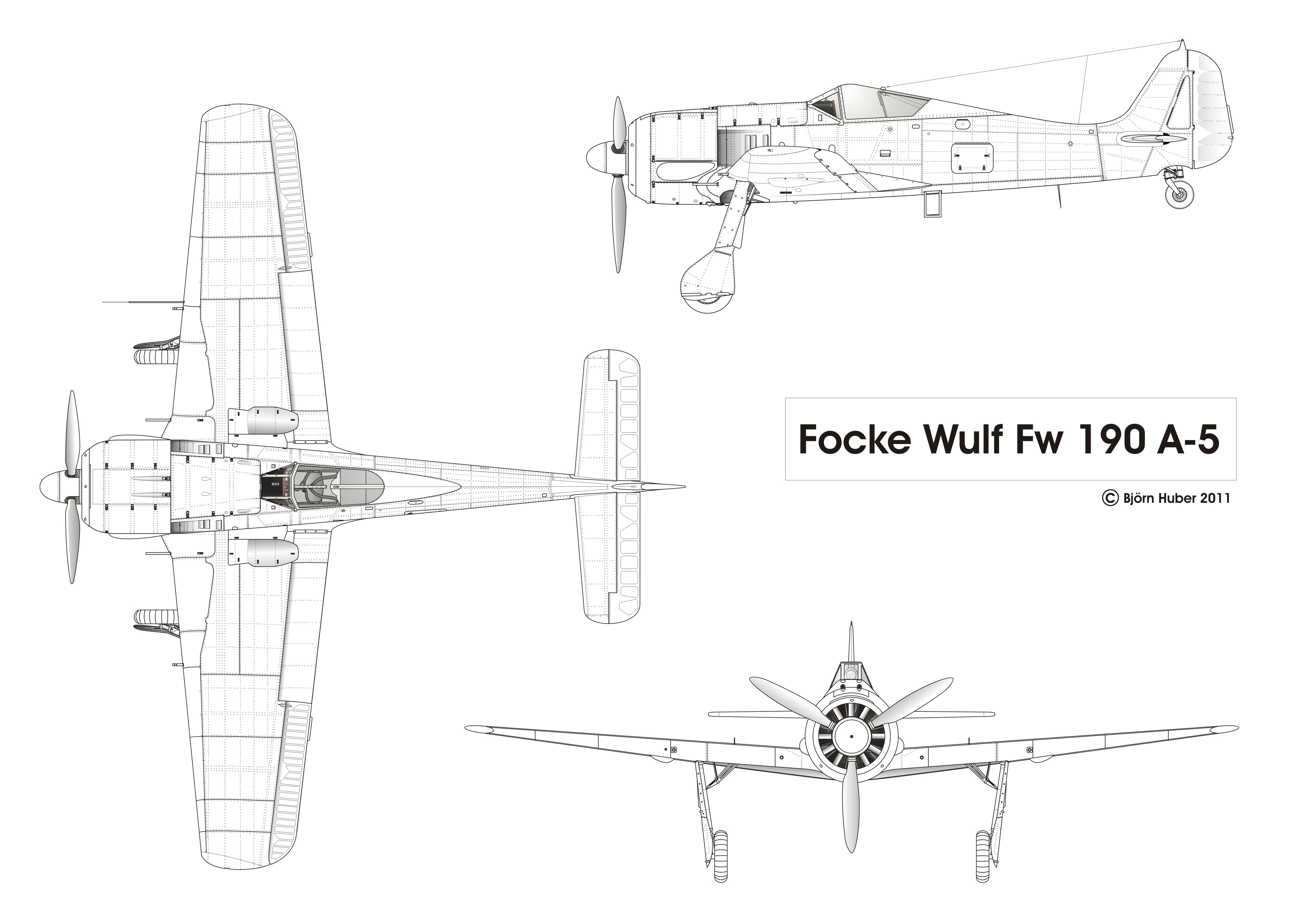
Drei-Seiten-Ansicht der Focke-Wulf Fw 190 A-5

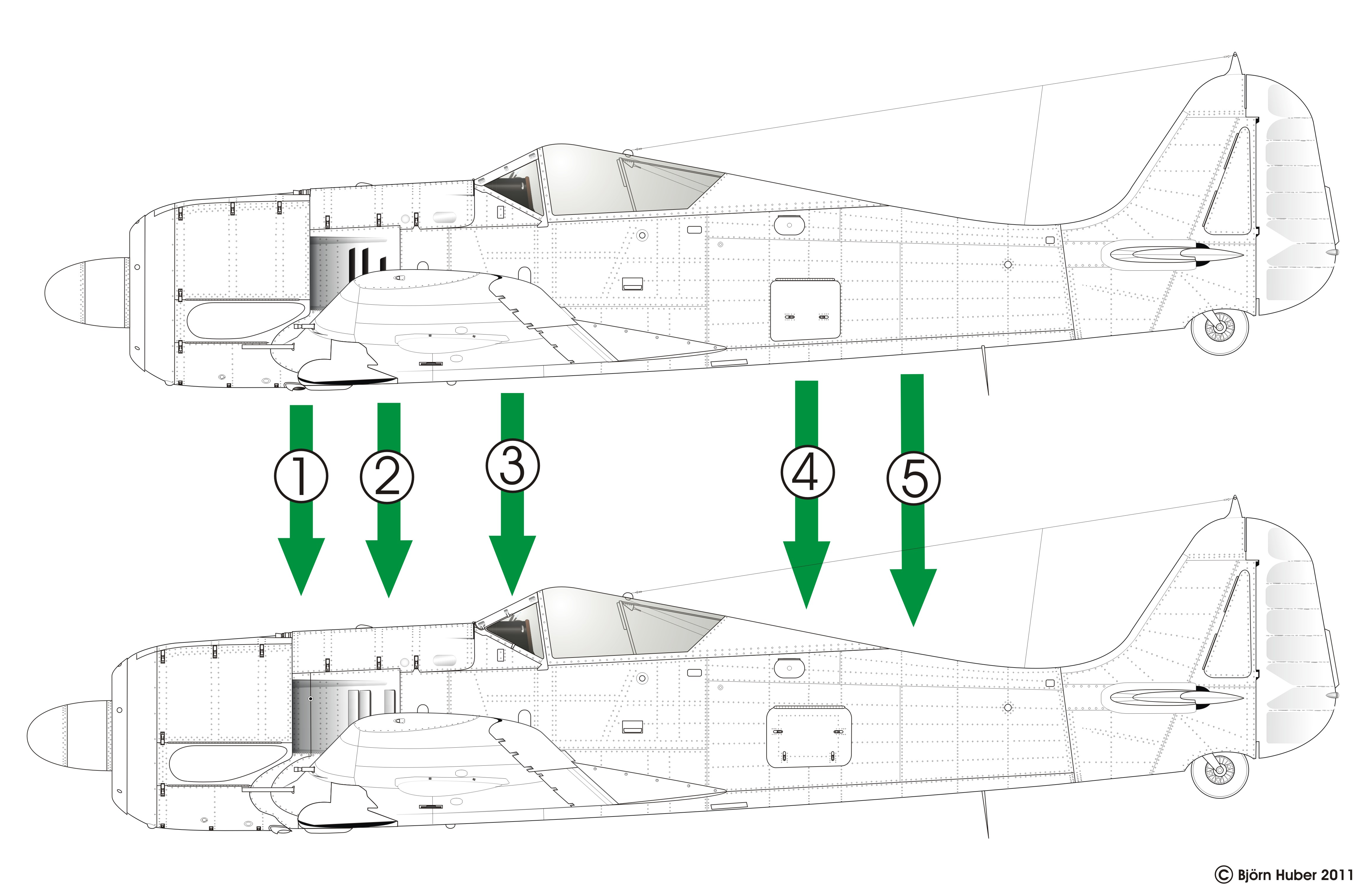
Ausgewählte Unterschiede zwischen Fw 190 A-4 und A-5.
1. Um 150 mm verlängerte Motoraufhängung
2. Regelbare Kühlschlitzklappen
3. Enteisungsleitungen an Frontscheiben
4. Vergrößerte Rumpfzugangsklappe
5. Nach hinten versetzte Funkausrüstung

Auf der Grundlage der Erfahrungen, die das Entwicklungsteam rund um Oberingenieur Blaser mit der Erprobung der Fw 190 A-3/U1 gesammelt hatte, war man bei Focke-Wulf zu der Erkenntnis gelangt, dass die zunehmende Bewaffnung der Fw 190 den Schwerpunkt der Maschine verlagert hatte – eine Tendenz, die sich unter dem Vorzeichen zukünftig gewünschter Bewaffnungsoptionen noch verstärken würde. Blaser beschloss aus diesem Grund, den Motor der Fw 190 durch eine Verlängerung des Motorträgers um 150 mm nach vorne zu verlagern – eine Änderung, die mit dem Produktionsbeginn der Fw 190 A-5 eingeführt und für alle nachfolgenden Untervarianten der Fw 190 A beibehalten wurde. Durch diese Maßnahme stieg die Rumpflänge der A-5, die ab November 1942 die A-4 auf den Montagebändern ablöste, auf 9,00 m. Äußerlich ebenfalls leicht erkennbar war die Verkleidung der bislang verwendeten sehr einfach gestalteten Kühlschlitze durch verstellbare Kühlklappen, mit deren Hilfe der Pilot die Temperatur des Motors exakt steuern konnte.
Weitere Veränderungen der A-5 gegenüber der A-4 betrafen vor allem die Ausstattung, wie beispielsweise einen neuen elektrisch betriebenen künstlichen Horizont, ein verbessertes Höhenatemgerät sowie die umfassende Verwendung des FuG 25a für die Freund-Feind-Kennung (IFF). Die im hinteren Rumpf untergebrachte Funkausrüstung wurde etwas nach hinten versetzt und die Wartungsklappe, die auf der linken Rumpfseite den Zugang zu den Funkgeräten und anderen Ausrüstungsgegenständen ermöglichte, wurde vergrößert. Weitere Änderungen des Flugrahmens ermöglichten der Fw 190 A-5 die Aufnahme zahlreicher Umrüstsätze beziehungsweise Rüstsätze. Die Zahl der produzierten Fw 190 A-5 belief sich auf insgesamt 680 Maschinen.
Im Herbst 1943 wurde eine Fw 190 A-5 (W.Nr. 157347) zum V45-Prototyp umgebaut, welcher der Erprobung des GM-1-Systems diente. Bei diesem System führte die Einspritzung von Distickstoff-Oxydul (Lachgas) durch die damit verbundene Zuführung von Sauerstoff zu einer kurzfristigen Leistungssteigerung des Motors in großen Höhen. Dieses System wurde später in dem Rüstsatz R-4 standardisiert. Eine weitere Fw 190 A-5 (W.Nr. 410230) wurde im Dezember 1943 zum V34-Prototyp umgebaut, mit dem der für die Varianten A-9 und A-10 vorgesehene BMW 801 F mit einer geplanten Leistung von 2400 PS erprobt werden sollte. Es lässt sich jedoch nicht nachweisen, dass der entsprechende Motorenprototyp BMW 801 V85 jemals in der genannten Maschine eingebaut und erprobt wurde.
Ein weiteres Mittel zur Leistungssteigerung, das unter anderem (neben einigen A-4-Erprobungsträgern) mit der Fw 190 A-5 getestet wurde, war das C-3-Einspritzsystem. Ursprünglich entwickelt insbesondere für die F- und G-Varianten der Fw 190, die ihre Einsätze oft in geringen Höhen – in denen das GM-1-System nicht angewendet werden konnte – und mit großen Außenlasten flogen, sollte es eine Antwort auf die zunehmende Gefährdung der Jagdbomber durch das Fortschreiten der technischen Entwicklung der gegnerischen Jagdflugzeuge ab Mitte 1942 sein. BMW und Focke-Wulf entwickelten dabei ein kombiniertes System aus erhöhtem Ladedruck (1,65 ata statt 1,42 ata bei 2700/min. in Bodennähe) und zusätzlicher Kraftstoffeinspritzung zur Leistungssteigerung des Motors in Höhen bis 1000 m. Die zusätzliche Einspritzung von C-3-Kraftstoff war nötig, da die Höchstfördermenge der Einspritzpumpe des BMW 801 D bei maximalem Ladedruck nicht mehr ausreichend war (der Mehrbedarf an Treibstoff bei zehnminütigem Einsatz des C-3-Einspritzsystems lag bei etwa 12 l). Durch diese kombinierten Maßnahmen ergab sich eine Leistungssteigerung auf ungefähr 2060 PS in Bodennähe. Focke-Wulf erprobte das neue System ab dem 3. Juni 1943 mit der Fw 190 A-5/U8 (W.Nr. 1428) und verzeichnete in 200 m Höhe eine Steigerung der Spitzengeschwindigkeit um max. 37 km/h. Dieses Ergebnis deckte sich mit den erzielten Leistungen, welche die Erprobungsstelle Rechlin von Mai bis Juli 1943 mit insgesamt sechs mit C-3-Einspritzsystem ausgestatteten Fw 190 A-4- und A-5-Versuchsträgern erflogen hatte, die einen Geschwindigkeitszuwachs zwischen 30 und 45 km/h auswiesen. Damit erzielte das C-3-Einspritzsystem zu diesem Zeitpunkt bei geringerem Bauaufwand bessere Ergebnisse als das ebenfalls für den Einsatz in der Fw 190 vorgesehene MW-50-System. Zudem konnte Focke-Wulf nachweisen, dass das C-3-Einspritzsystem auch noch in Höhen von 8000 m zu einer spürbaren Leistungssteigerung beitrug, weshalb seine Verwendung über die Jagdbombervarianten der Fw 190 hinaus auch bei den Jagdflugzeugvarianten dieses Typs empfohlen wurde. In welchem Umfang es jedoch tatsächlich zum Einsatz kam, lässt sich heute in Ermangelung entsprechender Dokumente nicht mehr feststellen.
Umrüst (U)- und Rüstsatz (R)-Varianten Fw 190 A-5:
- Fw 190 A-5/U1: Versuche mit verschiedenen Rohrwaffen wie Mk 103[27]
- Fw 190 A-5/U2: Nachtjäger, Kleinserie für „Wilde Sau“-Nachtjagd, mit Fla-V-Anlage (Flammenvernichter) und Blendschutz, später als Nacht-Jabo in G-2 umgebaut, ohne Flügelaußenwaffen, mit Unterflügel-ETCs für 300-l-Tank[15]
- Fw 190 A-5/U3: Jagdbomber mit ETC-501-Bombenpylon unter dem Rumpf und reduzierter Rohrbewaffnung (nur MG 17 im Rumpf); Musterflugzeug F-2
- Fw 190 A-5/U4: Aufklärer mit zwei Reihenbildkameras Rb 12.5/7 × 9; Kleinserie, Musterflugzeug der nicht realisierten E-1[15]
- Fw 190 A-5/U7: Jäger mit zwei externen 30-mm-MK 103 in Unterflügelgondeln oder zwei 30-mm-MK 108 im Außenflügel
- Fw 190 A-5/U8: Jagdbomber mit Bombenaufhängungen unter den Flügeln (Version für Schnellkampfgeschwader, nachträgliche Umbenennung in G-2)
- Fw 190 A-5/U9: Verschiedene Waffenerprobungen, z. B. als Zerstörer mit zwei MG 151/20 im Außenflügel statt MG FF oder auch Mk 108
- Fw 190 A-5/U10: Musterflugzeuge für A-6 Serie, mit MG 131 und vier MG 151/20[15]
- Fw 190 A-5/U11: Zwei externe 30-mm-MK 103 in Unterflügelgondeln oder zwei 30-mm-MK 108 im Außenflügel als Musterflugzeuge für Panzerjäger F-3/R3 und F-8/R3 sowie der A-8/R3[15]
- Fw 190 A-5/U12: Jäger mit zwei Waffenbehältern WB 151 mit jeweils 2 × 20-mm-MG 151/20 (125 Schuss pro Waffe)
- Fw 190 A-5/U13: Jagdbomber großer Reichweite, Prototyp für die G-3-Serie
- Fw 190 A-5/U14: Torpedojäger zur Schiffsbekämpfung mit verlängerter Heckradaufhängung, vergrößertem Seitenleitwerk und Torpedoträger unter dem Rumpf für LTF 5b (zwei Maschinen)
- Fw 190 A-5/U15: Torpedojäger zur Schiffsbekämpfung mit verlängerter Heckradaufhängung, vergrößertem Seitenleitwerk und Torpedoträger unter dem Rumpf für LT 950 (eine Maschine). Im Mai 43 wurde angeordnet, die Bezeichnung neu zu vergeben für einen Pulkzerstörer mit Mk103 oder Mk108 in Gondeln[27]
- Fw 190 A-5/U16: Pulkzerstörer mit zwei MK 108 und verstärkter Panzerung[15]
- Fw 190 A-5/U17: Musterflugzeuge für F-3 und F-3/R1 Schlachtflugzeuge[15]
- Fw 190 A-5/R1: Führungsmaschinen mit FuG16ZE[15]
- Fw 190 A-5/R6: Muster für Verwendung Raketenwerfer BR21[15]

| Kenngröße             | Daten |
| --------------------- | --- |
| Länge                 | 9,00 m |
| Spannweite            | 10,51 m |
| Höhe                  | 3,95 m |
| Flügelfläche          | 18,3 m² |
| Flügelstreckung       | 6,0 |
| Startmasse            | 4000 kg (ohne MG FF/M) |
| Motor                 | ein BMW 801 D |
| Höchstgeschwindigkeit | 660 km/h in 6300 m Höhe bei Start- u. Notleistung |
| Höchstgeschwindigkeit | 634 km/h in 5900 m Höhe bei Steig- u. Kampfleistung |
| Höchstgeschwindigkeit | 610 km/h in 6100 m Höhe bei höchstzulässiger Dauerleistung |
| Gipfelhöhe            | 10.350 m |
| Kraftstoff            | C3 (524 Liter) |
| Bewaffnung            | zwei 7,92-mm-MG 17 (je 900 Schuss) hinter dem Motor oben im Rumpf, zwei 20-mm-MG 151/20E (je 250 Schuss) in den Flügelwurzeln, alle vier gesteuert durch den Propellerkreis schießend, zwei 20-mm-MG FF/M (je 90 Schuss) ungesteuert am Propellerkreis vorbeischießend in den äußeren Flügeln |

### Fw 190 A-6

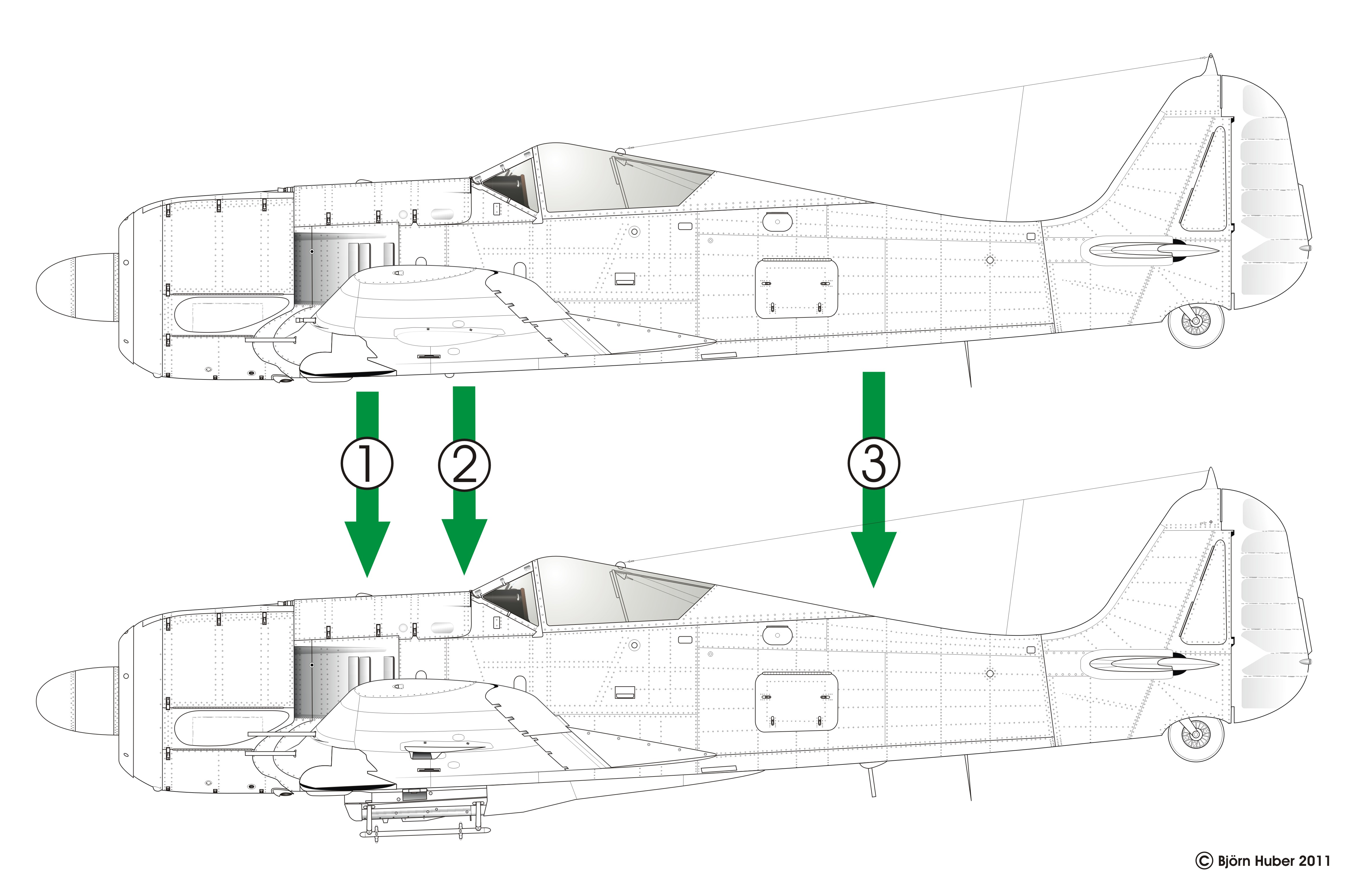
Ausgewählte Unterschiede zwischen Fw 190 A-5 und A-6.
1. Ersatz der flügelmontierten 20-mm-MG FF gegen 20-mm-MG 151/20
2. Üblicherweise Ausstattung mit ETC-501-Außenlastträger in den Einsatzgeschwadern
3. Ausstattung mit FuG 16 ZE

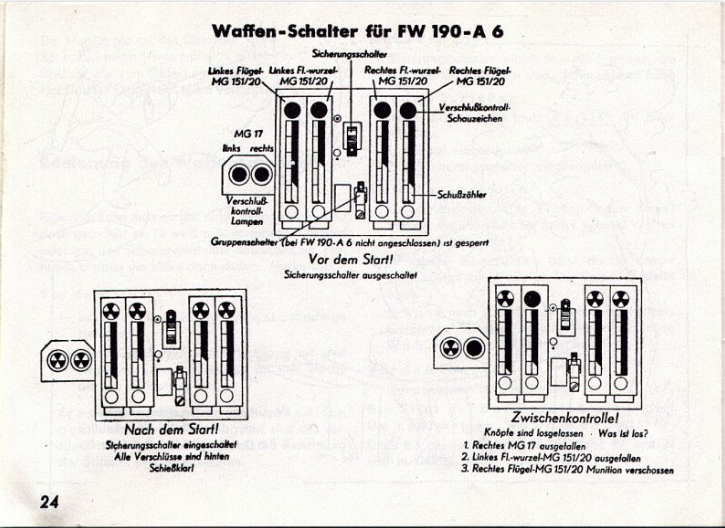
Waffenschalter für FW 190 A6

Mit dem Beginn der Serienproduktion der Variante A-6 erfolgte die Ersetzung der in den Außenflügeln montierten MG FF durch leistungsfähigere MG 151/20 E. Diese Modifikation setzte eine Verstärkung der Flügelstruktur voraus, da das MG 151/20 gegenüber dem MG FF nicht nur ein größeres Einbauvolumen, sondern auch ein höheres Gewicht und einen stärkeren Rückstoß aufwies. Neben einer neuen Lafette und elektrischen Anschlüssen wurden die Tragflächen an ihren Unterseiten mit vergrößerten Wartungsklappen sowie stromlinienförmigen Verkleidungen auf der Oberseite versehen, die durch die größere Höhe des MG 151/20 gegenüber dem MG FF nötig wurden. Parallel zu diesen Maßnahmen wurde in den Tragflächen Raum für einen vergrößerten Munitionsbehälter geschaffen, der einen der Schwachpunkte des MG FF – die Bevorratung der Waffe durch einen Trommelbehälter mit lediglich 60 Schuss Munition – beseitigte. Bei der neuen Bewaffnung mit dem MG 151/20 im Außenflügel entfiel zudem der Hülsenauswurf der Waffe, stattdessen wurden die Hülsen nun in je einem Behälter der Tragfläche zwischen der 6. und 7. Rippe aufgefangen. An der Unterseite der Fläche wurden lediglich noch die Gurtglieder ausgeworfen. In Anbetracht zukünftiger Anforderungen wurden in den Tragflächen der A-6 zusätzlich Vorkehrungen getroffen, um zu einem späteren Zeitpunkt Maschinenkanonen im Kaliber 30 mm aufnehmen zu können, sowohl innerhalb wie unterhalb des Flügels als Gondelbewaffnung. In beiden Fällen sollte die Bevorratung der Waffen durch im Flügel untergebrachte Munitionsbehälter erfolgen.
All diese Maßnahmen trugen den neuen Anforderungen des Luftkampfes Rechnung, denen sich die Piloten der Fw 190 in zunehmendem Maße gegenübersahen. Zu diesem Zeitpunkt begann im Sommer 1943 die USAAF, von England aus immer effektivere und massivere Bomberangriffe bei Tag gegen strategische Ziele in Deutschland zu fliegen. Zur Bekämpfung der schwer bewaffneten und robusten viermotorigen Bomber der Amerikaner wurde die Forderung laut, einen schwer bewaffneten Jäger zur Verfügung zu stellen, der es auch einem durchschnittlichen Piloten ermöglichte, mit einer realistischen Chance einen Abschuss zu erzielen. Aufgrund ihrer Konstruktionsmerkmale kam für diese Rolle die Fw 190 viel eher in Betracht als die Messerschmitt Bf 109, deren Fähigkeit, zusätzliche Waffen in oder unter den Tragflächen mitzuführen, begrenzt war.
Mit der A-6 erfolgte neben einer Verbesserung der Bewaffnung auch die Ausstattung der Fw 190 mit dem FuG-16-ZE-Funkgerät (zusammen mit dem FuG 10 ZY), das an der Unterseite des Hinterrumpfes über eine charakteristische Ringantenne zur Funkpeilung verfügte und so die Möglichkeit zur Funknavigation über die Anpeilung von Funkfeuern schuf. Diese Modifikation wurde nachträglich auch an einigen Maschinen der A-5-Variante vorgenommen.
Im Herbst 1943 entwickelte das Leipziger Erla Maschinenwerk einen vereinfachten Rumpfpylon, der gegenüber dem ETC 501 strömungsgünstiger entworfen worden war und je nach Anforderung eines Einsatzes montiert oder entfernt werden konnte. Verschiedene Maschinen der Varianten A-6, A-7 und A-8 wurden im Feld mit diesem Pylon ausgestattet; so zum Beispiel die Maschine, die Oberstleutnant Josef Priller während des Unternehmens „Overlord“ am 6. Juni 1944 bei dem einzigen Angriff der Luftwaffe auf die alliierten Landungsköpfe flog („Schwarze 13“, W.Nr. 170346). Insgesamt wurden 1067 Fw 190 A-6 in den verschiedenen Herstellungswerken gebaut.
Umrüst (U)- und Rüstsatz (R)-Varianten Fw 190 A-6:
- Fw 190 A-6/R1: Jäger mit zwei Waffenbehältern WB 151 mit jeweils 2 × 20-mm-MG 151/20 (125 Schuss pro Waffe)
- Fw 190 A-6/R2: Jäger mit zwei internen 30-mm-MK 108 im Außenflügel
- Fw 190 A-6/R3: Jäger mit zwei externen 30-mm-MK 103 in Unterflügelbehältern
- Fw 190 A-6/R4: Versuchsträger für BMW 801 TS
- Fw 190 A-6/R6: Jäger mit zwei Werfergranaten WGr. 21 unter den Tragflächen
- Fw 190 A-6/R11: Nachtjäger mit FuG 217

### Fw 190 A-7

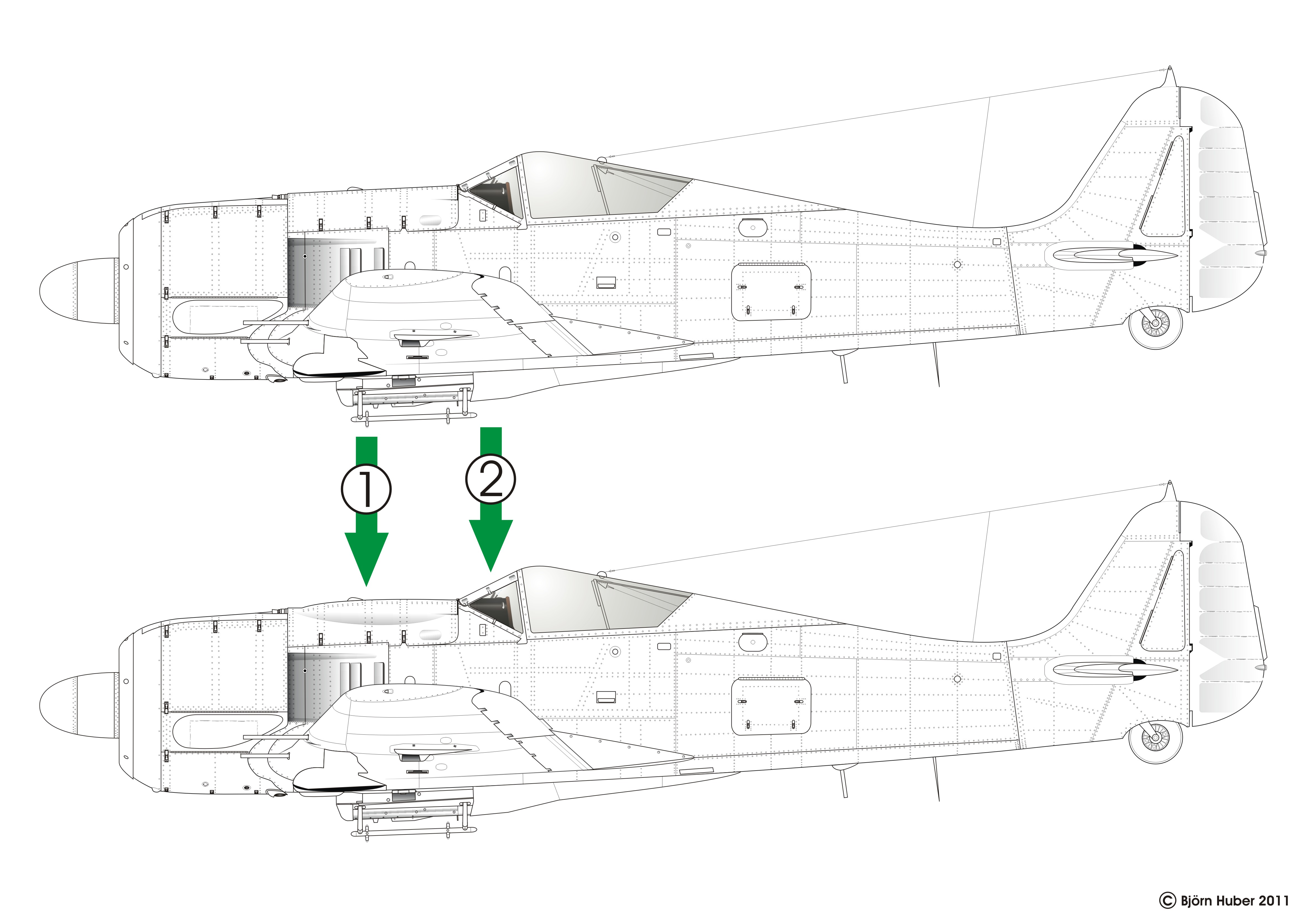
Ausgewählte Unterschiede zwischen Fw 190 A-6 und A-7.
1. Ersatz der rumpfmontierten 7,92-mm-MG 17 gegen 13-mm-MG 131
2. Ersatz Revi C/12 D gegen Revi 16 B

Im November 1943 wurde die Produktion der A-7-Variante aufgenommen, mit der die Bewaffnung der A-5/U9-Modifikationsuntervariante in Form von zwei 13-mm-MG 131 und vier MG 151/20 E standardisiert wurde. Aufgrund der Größe und der Höhe der Munitionszuführung des MG 131 wurden vor dem Cockpit stromlinienförmige Verkleidungen angebracht, die bei dieser Version (und allen nachfolgenden) einen charakteristischen „Buckel“ bildeten. Diese weitere Verstärkung der Bewaffnung wurde ebenfalls in Hinblick auf die immer heftigeren Auseinandersetzungen mit amerikanischen viermotorigen Bombern vorgenommen, gegen die das kleinkalibrige MG 17 keine spürbare Wirkung mehr erzielen konnte. Gleichzeitig wurde das Reflexvisier Revi C/12D durch das modernere Revi 16 B ersetzt. Auch die A-7 war mit dem BMW 801 D-2 Motor von 1700 PS Startleistung ausgestattet. Die schwerere Bewaffnung zog eine Verstärkung des Fahrwerkes nach sich, wie sie zuvor bereits für die Jagdbomberversion Fw 190 F entwickelt worden war. Die Fw 190 A-7 wurde gewöhnlich mit dem Unterrumpfpylon ETC 501 ausgestattet, der neben Bomben auch 300-l-Zusatztanks aufnehmen konnte. Darüber hinaus standen für die A-7 alle bereits für die vorangegangenen Versionen der Fw 190 entwickelten Rüstsätze wie beispielsweise die WfGr. 21 zur Verfügung.
Eine Maschine der A-7-Variante (W.Nr. 380394) wurde für Tests der „Doppelreiter“ genannten Zusatztanks herangezogen, die als stromlinienförmige Körper auf der Oberseite der Tragfläche aufsaßen. Mit dieser Konstruktion hoffte Focke-Wulf, bei geringstmöglichem Widerstand ein Maximum an zusätzlichem Treibstoff transportieren zu können. Obwohl die Versuche in der Forschungsanstalt Graf Zeppelin erfolgreich waren, ging der Doppelreitertank nicht in Serie. Insgesamt wurden zwischen November 1943 und April 1944 620 Fw 190 A-7 produziert.
Umrüst (U)- und Rüstsatz (R)-Varianten Fw 190 A-7:
- Fw 190 A-7/R1: Jäger mit zwei Waffenbehältern WB 151 mit jeweils 2 × 20-mm-MG 151/20 (125 Schuss pro Waffe)
- Fw 190 A-7/R2: Jäger mit zwei internen 30-mm-MK 108 im Außenflügel
- Fw 190 A-7/R3: Jäger mit zwei externen 30-mm-MK 103 in Unterflügelbehältern
- Fw 190 A-7/R6: Jäger mit zwei Werfergranaten WGr. 21 unter den Tragflächen

### Fw 190 A-8

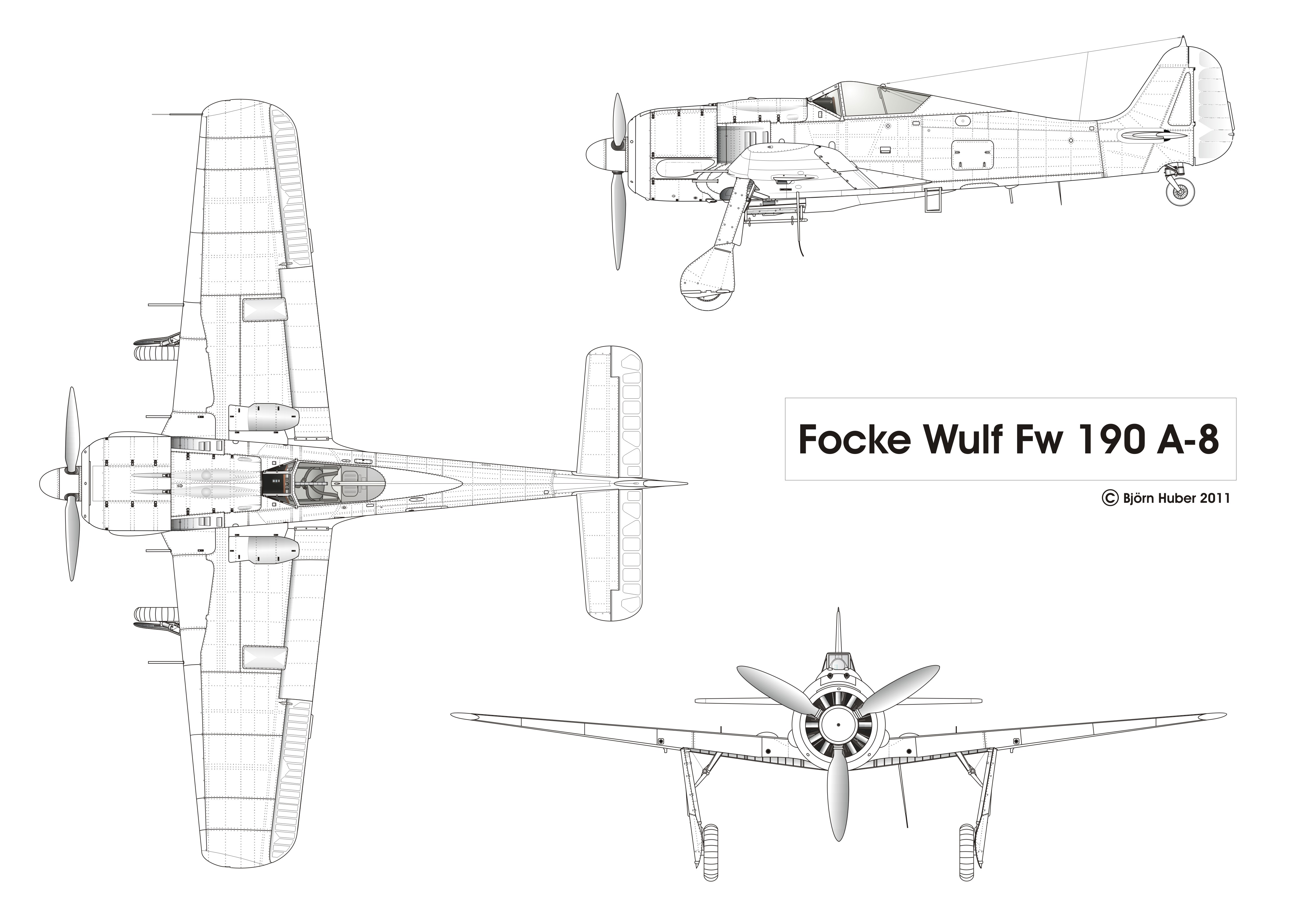
Drei-Seiten-Ansicht der Focke-Wulf Fw 190 A-8

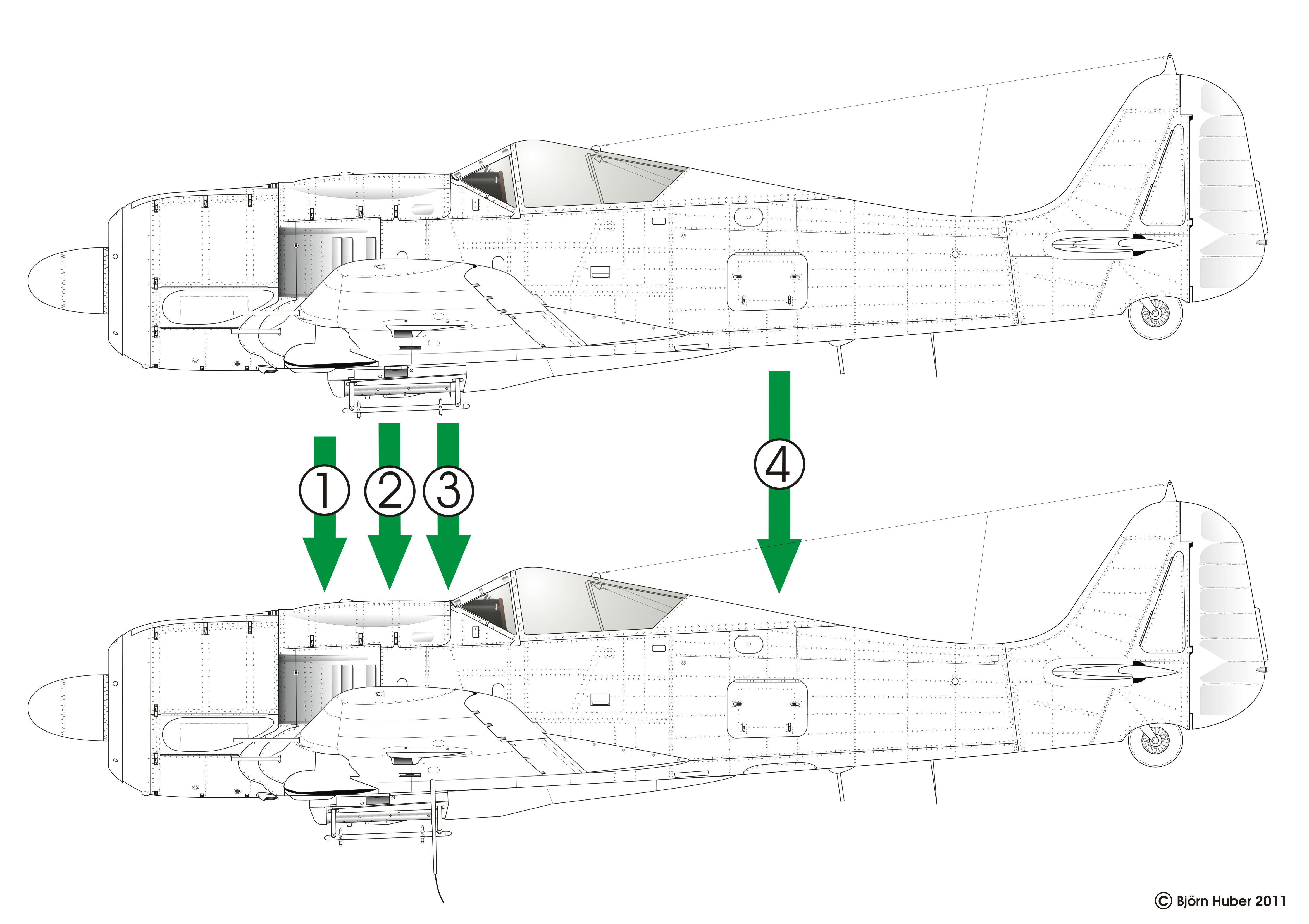
Ausgewählte Unterschiede zwischen Fw 190 A-7 und A-8.
1. Verschiebung des ETC-501-Außenlastträgers um 200 mm nach vorn (zugleich Ausstattung der Maschinen mit ETC 501 ab Werk)
2. Verlegung der Pitotsonde an den Randbogen der rechten Tragfläche (hier nicht sichtbar)
3. Ausstattung mit MW-50-Einspritzsystem zur Leistungssteigerung des Motors
4. Ausstattung mit FuG 16 ZY

Die A-8-Variante ermöglichte der Fw 190 zum ersten Mal den bereits in früheren Varianten geplanten, bis dato jedoch nicht erfolgreich umgesetzten, Einsatz des MW-50-Systems für eine kurzzeitige Leistungssteigerung des Motors. Zu diesem Zweck wurde die Maschine mit einem Tank von 115 Litern Kapazität hinter dem Pilotensitz zur Aufnahme des Methanol-Wasser-Gemisches ausgestattet. Dieser Tank konnte alternativ als interner Zusatztank für Benzin genutzt werden und machte eine Verlegung der Funkausrüstung unmittelbar hinter den Pilotensitz nötig. Gleichzeitig wurden die Sauerstoffflaschen des Piloten nach hinten verlegt und rund um den neuen Tank platziert. Der Zugang erfolgte über eine runde Zugangsklappe auf der Unterseite des Rumpfes, unmittelbar hinter den Tragflächen, an der die A-8-Variante leicht erkannt werden kann. Die geringfügige Schwerpunktverschiebung, die der zusätzliche Tank bewirkte, wurde durch eine Verlegung des Unterrumpfpylons ETC 501 um 200 mm nach vorne ausgeglichen, der zudem nun standardmäßig ab Werk montiert wurde. Weitere Änderungen betrafen die Verlegung des Tankstutzens unterhalb der hinteren Cockpithaube sowie eine weitere Zugangsklappe zur Funkausrüstung auf der rechten Rumpfseite. In dieser Form stellte der Rumpf der Fw 190 den Ausgangspunkt aller folgenden Varianten einschließlich der Fw 190 D und der weiterentwickelten Ta 152 dar. Die A-8 wurde mit einem FuG-16-ZY-Funkgerät ausgestattet, das über eine charakteristische Peitschenantenne unter der linken Tragfläche unmittelbar hinter dem Radschacht verfügte und der Fw 190 die Nutzung des Y-Peilverfahrens zur Positionsbestimmung erlaubte. Gleichzeitig wurde das Pitotrohr zur Geschwindigkeitsmessung an die rechte Tragflächenspitze verlegt.
Neben dem leistungssteigernden MW-50-System wurde die A-8 ab Juli 1944 serienmäßig mit einer erhöhten Notleistung ausgestattet. Dadurch konnte der Ladedruck in Bodenhöhe von 1,42 ata auf 1,58 ata und in größeren Höhen auf 1,65 ata gesteigert werden. Diese Maßnahme führte – je nach Flughöhe – zu einer Erhöhung der Spitzengeschwindigkeit zwischen 22 und 25 km/h, wodurch zum Beispiel die Höchstgeschwindigkeit der Fw 190 A-8 in Bodennähe von 548 km/h auf 578 km/h und in 6300 m Höhe von 644 km/h auf 652 km/h anstieg. Im Gegensatz zum C-3-Einspritzsystem war hier keine zusätzliche Einbringung von Kraftstoff mehr erforderlich. Wie bei allen Systemen für die Sonder- und Notleistung des Motors war seine Verwendung zeitlich auf zehn Minuten begrenzt (allerdings konnte es nach dem Abkühlen des Motors mehrmals pro Einsatz verwendet werden).
Ab der A-8 verfügte die Fw 190 über einen neuen Propeller mit paddelförmigen Blättern aus Holz. Die für die Jagdbombervariante F-2 der Fw 190 entwickelte geblasene Cockpithaube, welche die Sicht des Piloten verbesserte, wurde zum Teil auch an den Maschinen der Variante A-8 montiert. Die neue Haube verfügte zudem über einen verbesserten Panzerschutz und eine verstärkte Abstützung des Kopfpanzers des Piloten.
Wie bereits die vorangegangenen Varianten war auch die A-8 in der Lage, eine Vielzahl von Rüstsätzen mitzuführen, von denen die Sätze R2, R6, R7 und R8 die gebräuchlichsten waren. Mit dem Rüstsatz R8, der zwei 30-mm-Maschinenkanonen MK 108 in den Außenflügeln mit 55 Schuss Munition pro Waffe umfasste, entstand eine in der Truppe „Sturmbock“ genannte Variante der A-8. Da die Fw 190 besser geeignet war, eine große Zahl schwerer Waffen zu tragen als die Bf 109, wurde die „Sturmbock“-Variante entwickelt, um die schwer bewaffneten und gut gepanzerten amerikanischen Bomber bekämpfen zu können. Die A-8/R8 war mit zwei MG 151/20E in den Innenflügeln sowie den 30-mm-Kanonen in den Außenflügeln bewaffnet. Zusätzliche Panzerplatten schützten den Piloten gegen Beschuss von der Seite, „Scheuklappen“ genannte Verstärkungen der Cockpithaube verbesserten den Schutz auch im Kopfbereich. Diese 30 mm starken Panzerglasscheiben erfreuten sich bei den Besatzungen jedoch nicht ungeteilter Beliebtheit, da sie die Sicht des Piloten einschränkten und in größeren Höhen zum Vereisen neigten. Um das zusätzliche Gewicht der Kanonen und der Panzerung zumindest teilweise auszugleichen, wurden bei den „Sturmbock“-Maschinen die vor dem Cockpit montierten 13-mm-MG 131 gewöhnlich demontiert. Maschinen der A-8-Variante wurden zudem häufig als Erprobungsträger für zahlreiche Waffen und andere Ausrüstungen, aber auch als Testmaschinen für Motorenentwicklungen genutzt.
Ab 1944 wurde im Rahmen des Jägernotprogramms die Produktion von Jagdflugzeugen massiv erhöht. Dies setzte auf Seiten der Hersteller eine gut aufeinander abgestimmte Fertigung und effektive Kooperationen mit Zulieferern von Unterkomponenten voraus. Die Fw 190, die sich aufgrund ihrer modularen Bauweise ähnlich gut für die Massenfertigung eignete wie die Bf 109, wurde in der A-8-Variante in großen Stückzahlen in allen mit Focke-Wulf zusammenarbeitenden Flugzeugwerken hergestellt. Neben den bereits etablierten Werken begann die Produktion nun auch in Cottbus, Sorau, Posen und bei den Norddeutschen Dornier-Werken in Wismar. Kleinere Unternehmen stellten weniger komplexe Baugruppen her, übernahmen Instandsetzungen und führten das Material abgeflogener und von den Einsatzgeschwadern ausgesonderter Flugzeuge der Wiederverwertung zu. Aufgrund dieser Anstrengungen zur Erhöhung der Produktion stellt die A-8 mit 6550 Exemplaren die meistgebaute Variante der Fw 190 dar.
Umrüst (U)- und Rüstsatz (R)-Varianten Fw 190 A-8:
- Fw 190 A-8/U3: Leitjäger als obere Komponente des Mistel-Projektes
- Fw 190 A-8/U11: Torpedojäger zur Schiffsbekämpfung
- Fw 190 A-8/R1: Jäger mit zwei Waffenbehältern WB 151 mit jeweils 2 × 20-mm-MG 151/20 (125 Schuss pro Waffe)
- Fw 190 A-8/R2: Jäger mit zwei internen 30-mm-MK 108 im Außenflügel
- Fw 190 A-8/R3: Jäger mit zwei externen 30-mm-MK 103 in Unterflügelbehältern
- Fw 190 A-8/R6: Jäger mit zwei Werfergranaten WGr. 21 unter den Tragflächen
- Fw 190 A-8/R7: Sturmjäger mit zusätzlicher Panzerung an den Cockpitseiten und der Cockpitverglasung
- Fw 190 A-8/R8: Sturmjäger mit zusätzlicher Panzerung an den Cockpitseiten und der Cockpitverglasung und zwei internen 30-mm-MK 108 im Außenflügel

| Kenngröße             | Daten |
| --------------------- | --- |
| Länge                 | 9,00 m |
| Spannweite            | 10,51 m |
| Höhe                  | 3,95 m |
| Flügelfläche          | 18,3 m² |
| Flügelstreckung       | 6,0 |
| Startmasse            | 4400 kg |
| Flächenbelastung      | 239 kg/m² |
| Motor                 | ein BMW 801 D-2 |
| Höchstgeschwindigkeit | 656 km/h in 6000 m Höhe |
| Steiggeschwindigkeit  | ca. 1100 m/min |
| Gipfelhöhe            | 10.600 m |
| Reichweite            | 985 km |
| Bewaffnung            | zwei 13-mm-MG 131 über dem Motor, zwei 20-mm-MG 151/20E gesteuert durch den Propellerkreis schießend in den Flügelwurzeln, zwei 20-mm-MG 151/20E ungesteuert am Propellerkreis vorbeischießend in den äußeren Flügeln |

### Fw 190 A-9

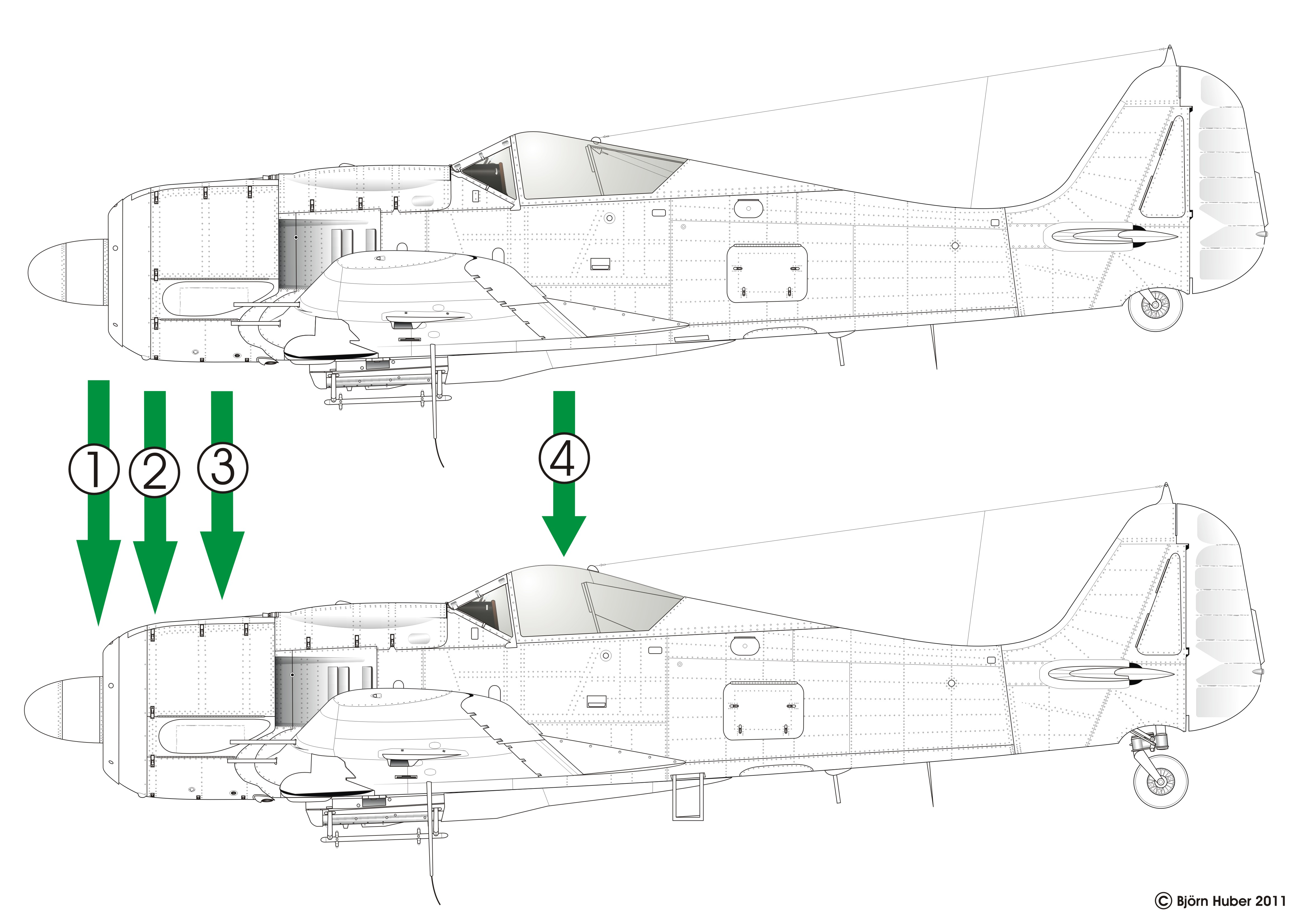
Ausgewählte Unterschiede zwischen Fw 190 A-8 und A-9.
1. Stärker gepanzerter und vergrößerter Öltank (Verkleidung um 30 mm länger)
2. Kühlventilator mit 14 statt 12 Blättern
3. Ersatz des BMW 801 D-2 durch BMW 801 S
4. Serienmäßige Ausstattung mit geblasener Cockpithaube für bessere Sicht

Die A-9 war der letzte Subtyp der Fw 190 A; 660 Stück wurden produziert. Die Maschine sollte ursprünglich mit dem verbesserten BMW-801-F-Motor ausgestattet werden, der eine Sondernotleistung von 2.400 PS (1.765 kW) entwickelte. Weil BMW noch nicht mit der Produktion dieses Motors begonnen hatte, wurde als Ersatz der BMW 801 S gewählt, der eine Startleistung von 2000 PS entwickelte. Zusammen mit einem effizienteren Lader, einem größeren Motoröltank (dessen Panzerung von 6 auf 10 mm verstärkt wurde) sowie mit Motorträger und Triebwerksverkleidung lieferte BMW die Motoren als Austauschtriebwerk mit der Bezeichnung BMW 801 TS an Focke-Wulf aus. Wegen des größeren Öltanks war die Motorverkleidung der Fw 190 A-9 30 mm länger als die der A-8. Ein neuer Kühlventilator mit 14 statt 12 Blättern verbesserte die Kühlung für den leistungsgesteigerten Motor.
Zunächst plante man, einen breitblättrigen Holzpropeller der Firmen Heine oder Schwartz mit einem Durchmesser von 3500 mm zu verbauen. Tatsächlich wurde in allen Fw 190 A-9 – bereits in den vorangegangenen Versionen – der Metallpropeller VDM 9-12176 verbaut. Die äußerlich auffälligste Veränderung gegenüber den früheren Versionen bestand in der serienmäßigen Adaption der geblasenen Cockpithaube, die von der F-8-Version übernommen wurde und die Sicht des Piloten verbesserte. Einige wenige Maschinen der letzten Baulose hatten zudem das verbreiterte Seitenleitwerk, das für die Ta 152 entwickelt worden war. Die Fw 190 A-9 hatte dieselbe Bewaffnung wie die A-8 und konnte dieselben Rüstsätze verwenden.
Die Produktion der A-9 wurde im Herbst 1944 aufgenommen und erfolgte – wegen der Knappheit an BMW 801 TS-Motoren – parallel zur Produktion der A-8. Die stark modifizierte Variante der Fw 190 A-10, die von einem BMW 801 F angetrieben werden sollte, befand sich am Ende des Krieges in der Entwicklung und kam nicht mehr zur Produktionsreife.
Umrüst (U)- und Rüstsatz (R)-Varianten Fw 190 A-9:
- Fw 190 A-9/R1: Jäger mit zwei Waffenbehältern WB 151 mit jeweils 2 × 20-mm-MG 151/20 (125 Schuss pro Waffe)
- Fw 190 A-9/R2: Jäger mit zwei internen 30-mm-MK 108 im Außenflügel
- Fw 190 A-9/R3: Jäger mit zwei externen 30-mm-MK 103 in Unterflügelbehältern
- Fw 190 A-9/R6: Jäger mit zwei Werfergranaten WGr. 21 unter den Tragflächen

## S.N.C.A.C NC.900
Nach Kriegsende wurden in Frankreich bei der Société nationale des constructions aéronautiques du Centre aus vorhandenen Ersatzteilen etwa 70 Maschinen neu aufgebaut und blieben bis 1949 bei den französischen Luftstreitkräften in Dienst.

## Fw 190 B und C
Trotz ihrer guten Flugeigenschaften und -leistungen haftete der Fw 190 von Beginn ihrer Entwicklung ein zentraler Makel an, der im fortschreitenden Verlauf des Krieges immer mehr ins Gewicht fiel: die mangelnde Höhenleistung ihres Motors. Der BMW 801 war ursprünglich als Bombermotor für niedrige und mittlere Höhen konzipiert worden, wo er auch seine optimale Leistung entwickeln konnte. Mit zunehmender Höhe hatte er zu wenig Kompression und analog zu wenig Leistung. Ab etwa 6000 Höhenmeter war das Problem gravierend.
Insbesondere über dem nördlichen Frankreich und bald darauf auch über dem Reichsgebiet erwies sich diese Eigenschaft der Fw 190 ab Herbst 1942 als immer größer werdendes Manko, da die Bomberflotten der Royal Air Force und der USAAF in immer größeren Flughöhen operierten und dort von den Fw 190 bekämpft werden mussten. Focke-Wulf entwickelte deshalb höhentaugliche Konzepte der Fw 190, die unter den Bezeichnungen Fw 190 B und C liefen. Die B-Variante sollte mit einem turbogeladenen BMW 801 ausgerüstet werden und die C-Variante mit einem V-12-Motor Daimler-Benz DB 603. Beide Versionen wurden nur in kleinen Stückzahlen als Erprobungsträger gebaut und keine der beiden Varianten ging in die Serienfertigung – trotz zum Teil sehr guter Flugleistungen.

## Fw 190 D

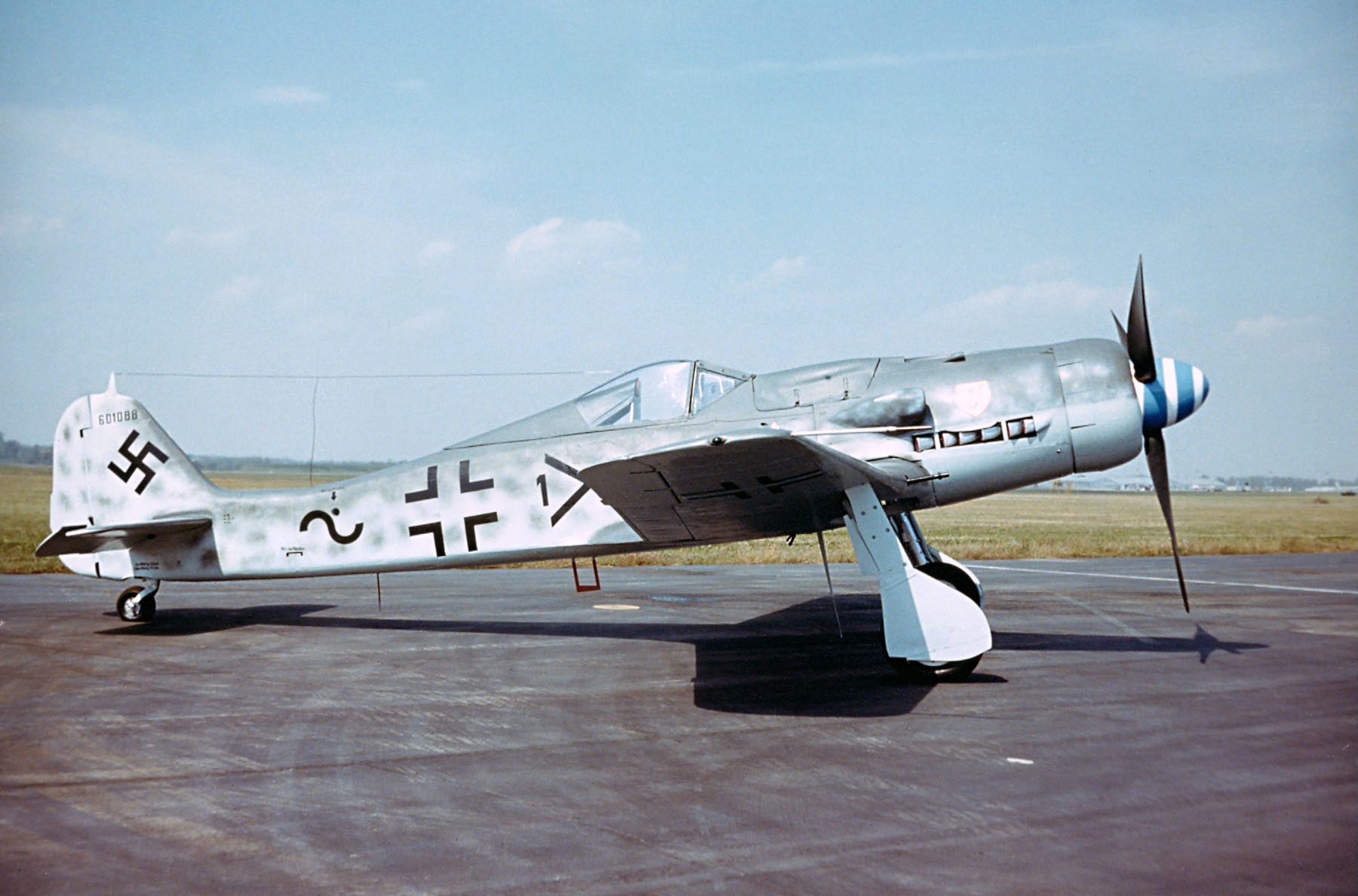
Fw 190 D-9 im Museum der US Air Force in Dayton (Ohio)

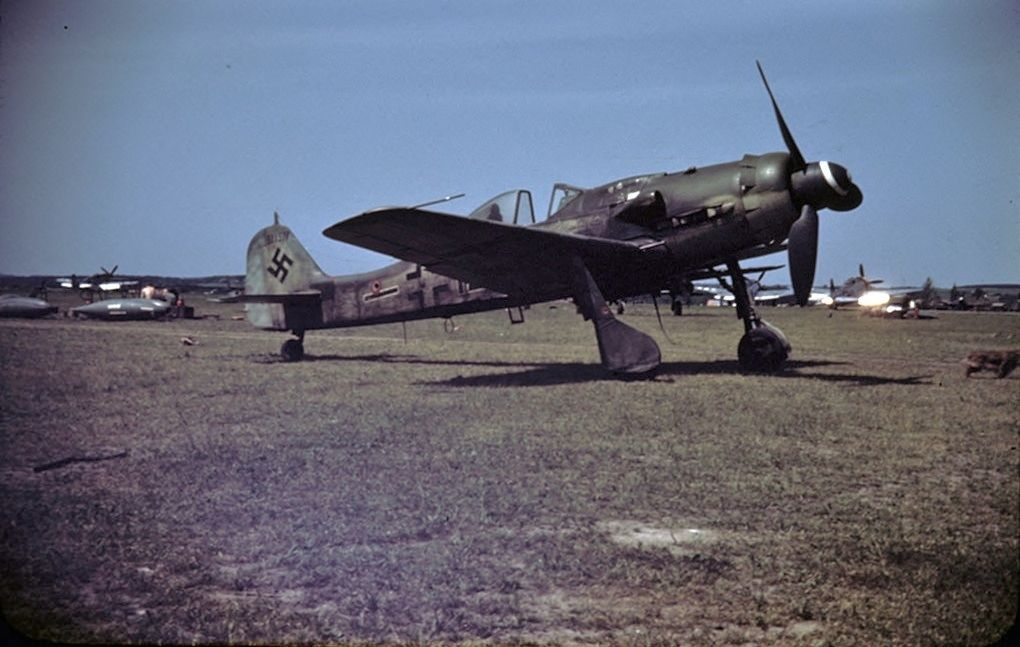
Fw 190 D-9 nach dem Kriegsende in Fürth Atzenhof

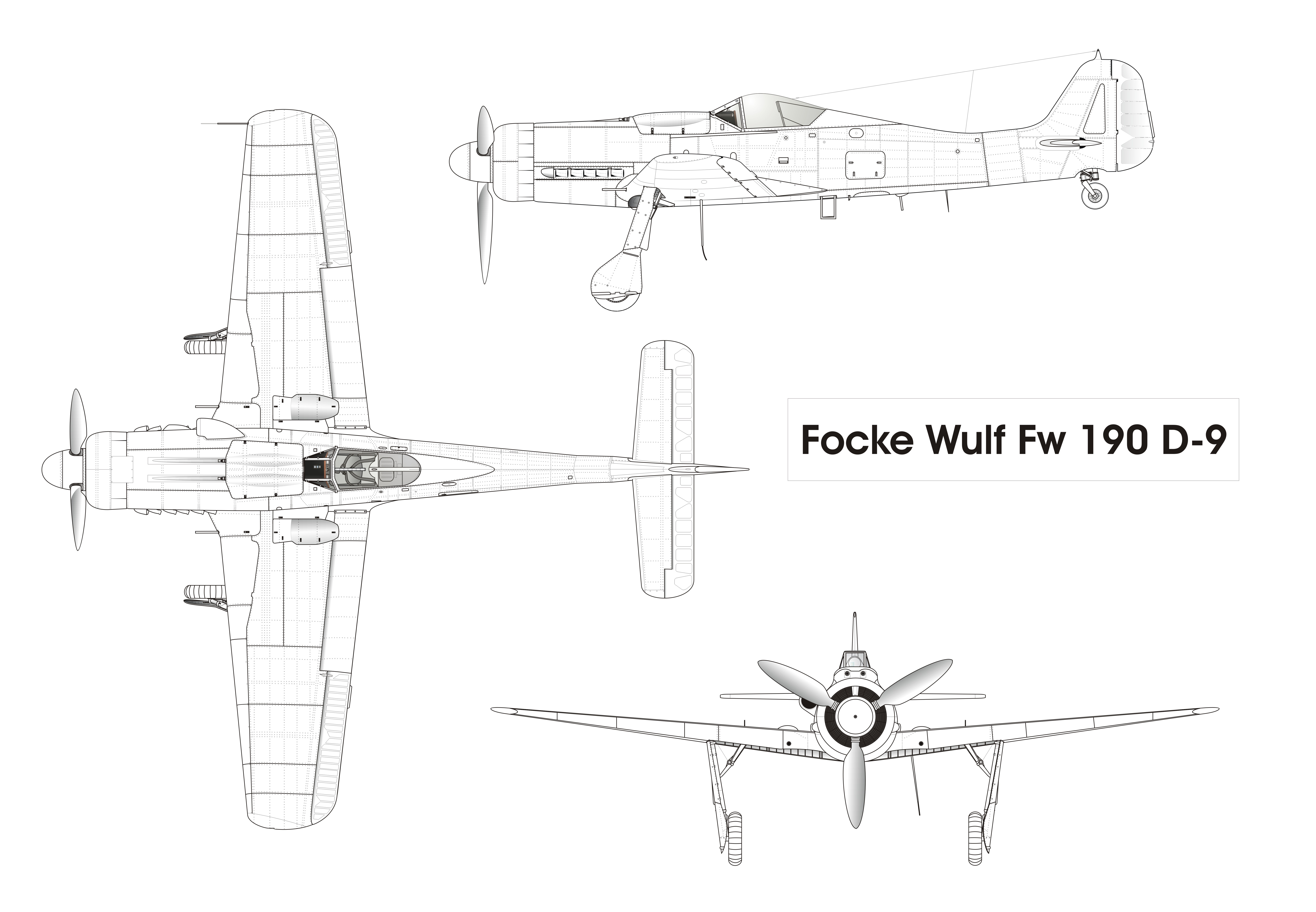
Dreiseitenansicht der Fw 190 D-9

Im Rahmen der geplanten Höhenjäger-Varianten der Fw 190 war neben der Verwendung des Daimler-Benz-DB-603-Motors auch der ähnlich leistungsstarke Junkers Jumo 213 als Antrieb ins Auge gefasst worden. Er war wie der DB-603 ein hängender 12-Zylinder-V-Motor mit mechanischem Lader (beim Jumo 213 waren das Ladergehäuse und der Lufteinlauf auf der rechten Motorseite, beim DB 603 auf der linken). In den Prototypen V19 und V20 wurde zunächst die Tauglichkeit des Motors überprüft. Bei beiden Maschinen waren zudem umfangreiche Änderungen an der Zelle vorgenommen worden, die nicht nur die bereits beim DB 603 notwendig gewordenen Anpassungen des Rumpfes an einen V12-Motor mit geringer Stirnfläche umfassten. Sowohl die V19 als auch die V20 erhielten neu konstruierte Tragflächen mit einer geraden Flügelvorderkante. Zusätzlich wurde der Rumpf mit einem 500 mm langen Zwischenstück vor den Anschlussstellen des Leitwerkes verlängert, um die größere Länge des V12-Motors und die damit verbundene Schwerpunktverschiebung auszugleichen. Zudem erhielten die Maschinen ein verbreitertes Seitenleitwerk, das die Längsstabilität verbesserte.
Als im Oktober 1942 der erste Prototyp der D-0-Untervariante fertiggestellt wurde, verzichtete Focke-Wulf auf die neu entworfenen Tragflächen der V19 und V20 und baute die D-0 auf der Zelle einer Fw 190 A-5 auf. Der mit einem Ringkühler ausgestattete wassergekühlte Junkers Jumo 213 A erreichte eine Startleistung von 1750 PS und konnte in späteren Produktionsvarianten in Notsituationen für bis zu zehn Minuten mit MW-50-Einspritzung maximal 2100 PS leisten. Frühe Exemplare der Fw 190 D-9 erreichten die Einsatzverbände ohne das MW-50-System, doch entwickelte Junkers einen Rüstsatz zur Steigerung des Ladedrucks, der die Motorleistung bis zu einer Höhe von 5000 m auf rund 1900 PS steigern konnte. Der Rüstsatz wurde in alle ab September 1944 produzierten D-9 ab Werk eingebaut. Frühere Exemplare wurden in Feldwerkstätten nachgerüstet, so dass im Dezember 1944 alle 183 im Einsatz stehenden D-9 damit ausgerüstet waren. Von November 1944 an wurde ein vereinfachtes MW-50-System ab Werk verbaut, das die Sondernotleistung auf 2100 PS anhob.
Der Rumpf der Fw 190 D war 10,19 m lang (1,52 m länger als der Rumpf der A-5-Variante); Gründe waren die größere Einbaulänge des V-Motors und das vor dem Leitwerk eingefügte Verlängerungsstück.
Um die Schwerpunktlage weiter zu verbessern, wurden die Sauerstoffflaschen für den Piloten nach hinten in das neue Verlängerungsstück verlegt. Die Prototypen der Fw 190 D hatten noch die alte Cockpithaube; die Serienmaschinen hatten später die gewölbte sichtverbessernde Variante, die A-9 und die Versionen F und G ebenfalls.
Da die D-9 hauptsächlich für die Bekämpfung der feindlichen Begleitjäger in größeren Höhen vorgesehen war, war aus Gewichtsgründen ihre Bewaffnung reduziert auf zwei rumpfmontierte 13-mm-MG-131 und zwei MG 151/20 E in den Flächenwurzeln. Die D-9 hatte die gleiche Tragfläche wie die Fw 190 A-8 und besaß die entsprechenden Beschläge und Anschlüsse zur Aufnahme der äußeren Tragflächenwaffen – allerdings wurde diese Möglichkeit bei der D-9 nicht genutzt. Der Bombenpylon unter dem Rumpf wurde gegen den neuen ETC 504 getauscht, der einfacher gebaut war und wegen seiner geringeren Größe einen wesentlich verringerten Stirnwiderstand hatte.
Einige Exemplare der späten Baulose der D-9 wurden wohl auch mit dem verbreiterten Seitenleitwerk und Ruder der Ta 152 (auch Einheits-Heck genannt, da es später bei allen weiteren Versionen verwendet werden sollte) ausgestattet, so zum Beispiel die „Braune 4“ der 7./JG 26 (W.Nr. 500647) oder die „Schwarze 6“ des JG 2 (W.Nr. 500645). Die nicht als „fertig entwickelt“ zu bezeichnende D-9 Variante weist neben dem auf Fotos nachweislich sichtbar verwendeten, kompletten TA 152 (Einheits-)Leitwerk u.a. auch andere Teile der TA 152 auf, z.B. im Cockpitbereich. Bei der D-9 des MHM-Gatow ist dies z.B. der fest vernietete untere Spant 3, der zur besseren Kraftverteilung die größeren Radien der TA 152 aufweist.
Die ersten Fw 190 D-9 gingen im September 1944 mit der III./JG 54 in Dienst, gefolgt von anderen Einheiten wie der I./JG 26, die am 16. November 1944 mit der Umrüstung von der A-8 auf die D-9 begann. Im Einsatz zeigte sich, dass die Rollrate der D-9 gegenüber den sternmotorgetriebenen Varianten der Fw 190 geringer war und dass die Steiggeschwindigkeit, die Spitzengeschwindigkeit im Horizontalflug und die Höhenleistung deutlich besser waren als zuvor. Kurt Tank, der Chefkonstrukteur bei Focke-Wulf, betrachtete die Fw 190 D-9 dennoch lediglich als Zwischenlösung bis zur Einsatzreife der fortschrittlicheren Ta 152. Auch die Piloten der Einsatzgeschwader betrachteten die D-9 zunächst mit Skepsis, hauptsächlich weil die Maschine von einem Motor angetrieben wurde, der ursprünglich für Bomber entwickelt worden war – man fürchtete deshalb ein träges Ansprechverhalten des Motors im Luftkampf. Eigene Flugerfahrungen mit der D-9 überzeugten die Piloten, dass die D-9 auf der Höhe der Zeit war und es mit den alliierten Jagdflugzeugen aufnehmen konnte. Es gibt Fotos von Fw 190 D-9 mit einem deutlich kleineren Zusatztank unter dem Rumpf und zwei Fotos, die Startroste mit R4M-Raketen unter den Tragflächen zeigen.
Trotz der guten Leistungen der Fw 190 D-9 mit dem Junkers Jumo 213 A forderte das RLM 1944 die Einrüstung des Höhenmotors Jumo 213 E. Wegen des mangelnden Platzangebots in der Nase der D-Variante konnte der benötigte Ladeluftkühler nicht verwendet werden; stattdessen wurde der verwandte Jumo 213F verbaut und die Ladeluft mittels MW-50-Einspritzung abgekühlt. Bis Herbst 1944 führte Focke-Wulf mit sechs Versuchsmustern der D-11-Untervariante umfangreiche Tests mit dem neuen Motor durch; das RLM stoppte sie aus unbekannten Gründen. In der Folge konzentrierte sich die Entwicklung auf die Untervarianten D-12 und D-13, die sich in der Bewaffnung unterscheiden sollten. Da der Jumo 213 F die Montage einer Motorkanone erlaubte, sollte die D-12 mit einer zentralen 30-mm-MK 108, die D-13 mit einer 20-mm-MG 151/20-Motorkanone ausgestattet werden. Bei beiden Maschinen beschränkte sich die weitere Bewaffnung auf die in den Flügelwurzeln montierten MG 151/20 E, weil das Fahrwerk eine weitere Belastung durch rumpfmontierte MGs oder in den Außenflügeln lafettierte Maschinenkanonen nicht verkraften konnte.
Focke-Wulf sah für die Erprobungen zur D-12/D-13-Serie fünf Testmaschinen vor: V62, V63 und V64 für die D-12-Serie, V65 (W Nr. 732053) und V71 (W Nr. 732054) für die D-13-Serie. Zusätzlich zog Focke-Wulf noch die Versuchsmaschinen der geplanten und nach wenigen Exemplaren gestoppten D-11-Serie für die weitere Erprobung des Jumo 213 F heran, bei denen man jedoch auf den Einbau einer Motorkanone verzichtete. Wie auch die neu gebauten Versuchsmaschinen der D-12/D-13-Serie wurden diese Maschinen aus Fw-190-A-8-Serienmaschinen umgebaut. Ein Schwerpunkt lag auf den Tests mit der zentralen Kanonenanordnung, weshalb die Prototypen V63 und V65 zur Waffenerprobungsstelle nach Tarnewitz abgegeben wurden.
Trotz schwieriger Erprobungen durch akuten Materialmangel und einem zunächst zu schwach ausgelegten Ladergetriebe der Motoren sollte die Produktion der Untervarianten D-12 und D-13 bei Fieseler bereits im Januar 1945 und bei Arado im Februar anlaufen. Der Lieferplan 227 sah ab diesem Zeitpunkt bereits die Produktion von 1300 Fw 190 D-12 bei Arado und 1260 Maschinen desselben Typs bei Fieseler vor. Die Arbeitsgemeinschaft Roland sollte 1060 Maschinen des Typs D-13 produzieren. Die damals sehr angespannte organisatorische Lage, akuter Mangel an Material und Arbeitskräften sowie andere Faktoren verhinderten den Anlauf der Großserienproduktion.

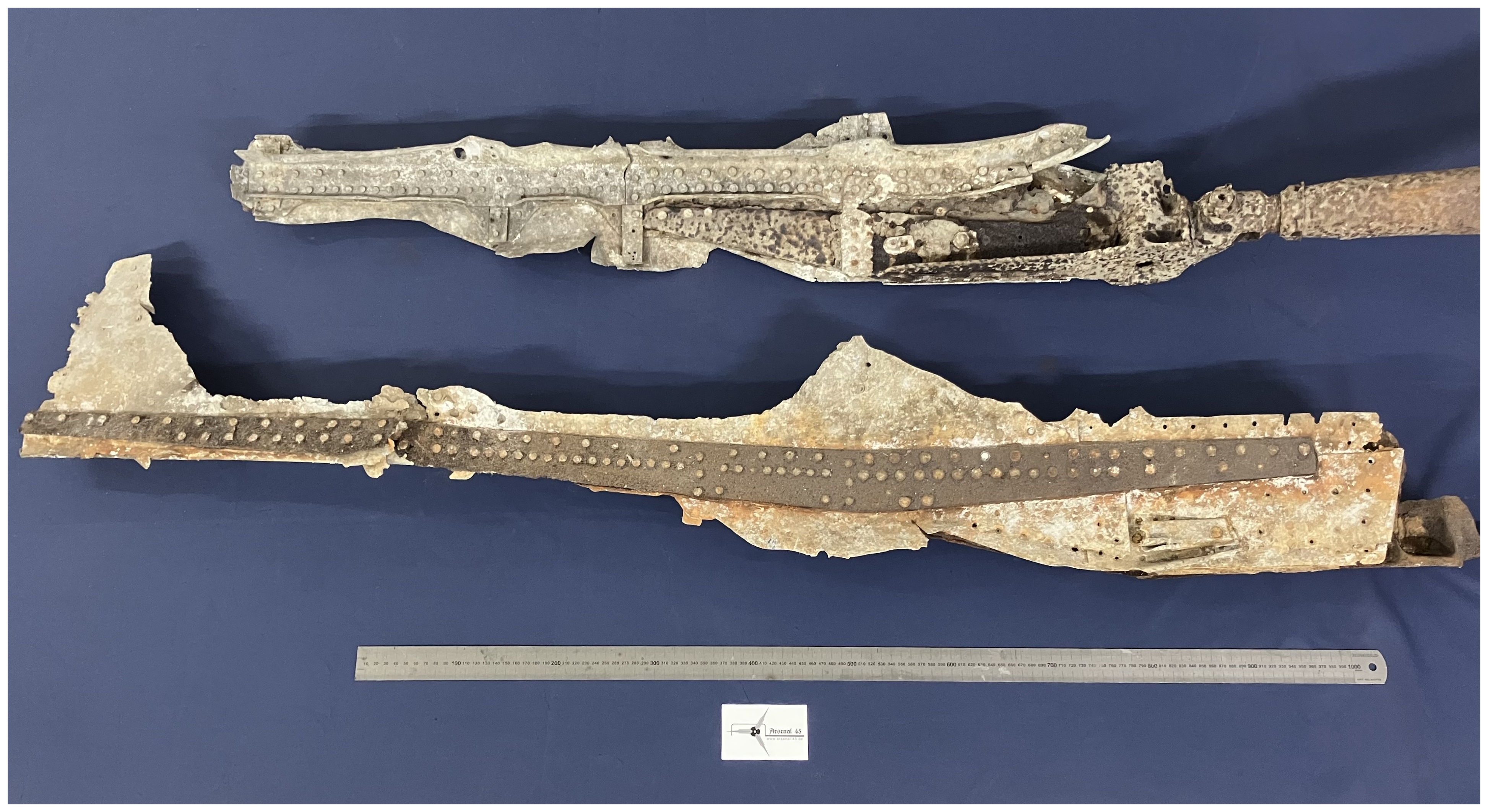
FW 190 D Seitenwand Verstärkung Arsenal 45

Insbesondere bei der Focke Wulf 190 D sind an den Seitenblechen der vorderen Rumpfstruktur bis unter die Waffenanlage führende aufgenietete Streifen aus zugfestem Stahl auffällig. Diese befinden sich rechts und links oben, direkt unter der Laufbahn der Cockpithaube sowie im unteren Teil der Seitenwand parallel dazu, genauer im Bereich über der Tragflächenspaltabdeckung. Grund dafür ist die vergrößerte Länge des Flugzeugs durch die Seitenleitwerk Erweiterung, die Rumpfheck Erweiterung und den JUMO 213 A. Dieser V12 Reihenmotor war maßgeblich für eine Schwerpunktverschiebung verantwortlich. Mit Blick auf die unveränderte Zellenstruktur der Rumpf-Seitenwände entsprechend den vorherigen FW 190 Typen, hatten sich andere Kräfte auch im Cockpitbereich ergeben. Zu diesen erhöhten Kräften addierten sich die dynamischen Belastungen und Krafteinträge bei Gebrauch der oberen Waffenanlagen. Die Krafteinleitung hätte an den Seitenwänden im Cockpitbereich zu Rissen führen können. Wegen bestehender Materialknappheit konnte dieses Risiko in der Bauphase der D-Variante konstruktiv nicht grundlegend kompensiert werden (dickere Bleche). Durch die Aufnietung zusätzlicher Streifen aus zugfestem Stahl war jedoch eine Kompensation möglich – eine Notlösung, die in den ausgelieferten Maschinen der D-Variante Eingang gefunden hat. Auch die in den USA existente, derzeit einzige erhaltene Weiterentwicklung der FW 190 D 9, die D 13, weist diese Blech-Aufnietungen auf. Die Fragmente im Belegbild stammen von einer Maschine mit unbekannter Werknummer, welche am Rand eines Flugfelds in Mecklenburg-Vorpommern 1945 abgewrackt wurde (Photo: M.Sc. Gregor Guttenberger, Arsenal 45 historische Flugtechnik). Drei erhaltene Exemplare der D-Version sind bekannt: 1.) FW 190 D9 im US. Airforce Museum in Dayton (Arizona), 2.) FW 190 D9 R11 im MHM Standort Gatow und 3.) die FW 190 D 13 der Flying Heritage Collection (seit 2022 verkauft an Wal Mart).
Das Kommandogerät, die Einhebel-Motorsteuerung vorheriger FW 190-Varianten, welches für den Piloten eine Vereinfachung der Bedienung und damit bessere Flugkonzentration ermöglichte und darüber hinaus den Motor bei Schäden betriebsfähig hielt, wurde bei den D-Varianten durch das sogenannte Bediengetriebe ersetzt. Die Funktionsweise ist vergleichbar mit denen der Vorvarianten. Dabei wird der sich in unterschiedlichsten Betriebszuständen befindliche Motor (von der Leerlaufleistung bis zur Leistung im Luftkampf u. a. mit Sturzflügen etc.) zentral über den Gasgriff (Daumenschalter Fl32337) gesteuert. Dies geschieht, indem die Leistungen der Komponenten 1) Lader (Ladedruck), 2) Einspritzpumpe (Versorgung mit Treibstoff), 3) Ölpumpe (Ölversorgung bzw. Schmierung der Motorkomponenten), 4) Zündanlage (Zündzeitpunkt gemischorientiert) in unterschiedlichen Zuständen abhängig von der Motordrehzahl zentral optimiert werden. Der im Cockpit befindliche „Notzug-Bediengetriebe“ sollte dabei unterstützen, dass der Motor bei Füllmengenstörungen (z. B. durch Beschuss) so lange wie möglich einsatzfähig blieb. Im Falle eines das Ölversorgungssystem betreffenden Beschuss-Schadens wurde z. B. die Druckölzufuhr über den Notzug zum Bediengetriebe gesperrt, um das Leistungssystem des Getriebes drucklos zu machen und den Ölverlust zu minimieren. Im Bediengetriebe sind die genannten Einflussgrößen miteinander verbunden und über die Drehzahl, sich gegenseitig beeinflussend, steuerbar. So steuerte das Bediengetriebe auch die Junkers-Einspritzpumpe des Jumo 213 (div Typen und Bau-Untergruppen - A/AG/B/...E/R). Dies war bei den Jumo Pumpen für andere Junkers Triebwerke nicht notwendig, weil diese nicht an die Focke Wulf FW 190 adaptiert waren, sondern an andere deutsche Flugzeuge (z.B. Heinkel He 111, Junkers Ju 88,...), die kein Bediengetriebe aufwiesen. Im Regelfall sind die Einspritzpumpen des Jumo 211 der Typen F/J deshalb nicht für den Jumo 213 einsetzbar, wie auch umgekehrt. Pumpentypen für die Focke Wulf 190 D mit Jumo 213: Ab 9-2021 E-3 bis 9-2021-P1.  Es gibt jedoch Ausnahmen: Die Jumo 213 Versuchstriebwerke wurden zu Beginn der Testreihen für den Jumo 213 A teilweise offensichtlich anschlussseitig mit umgebauten Einspritzpumpen des Jumo 211 Typ F/J ausgerüstet, weil das Bediengetriebe der FW 190 D9 noch nicht fertiggestellt war (Einspritzpumpentypen 9-2021 B-2, baugleich mit 9-2021 A-2 und 9-2021 C-1). Diese ersten Pumpen-Versuchsmuster waren im Vergleich zur später fertiggestellten Einspritzpumpe des Jumo 213 mit einem separaten Einspritzpumpenregler ausgerüstet.
Laut dem Dokument Nr. 2766/45 des Generalquartiermeisters der Luftwaffe vom April 1945 wurden nur 17 D-13 produziert. Die D-13/R11 war hierbei mit einem Peilsystem PKS 12, einem K-23-Autopiloten sowie einer beheizbaren Frontscheibe für Allwettereinsätze ausgerüstet. Darüber hinaus wurde in der D-13 ein hydraulisches System zur Unterstützung der Ruder eingeführt, das später auch in der Ta 152 verbaut werden sollte.
Ob je eine D-12 an Einsatzverbände ausgeliefert wurde, erscheint ungewiss; in den Flugzeugverteilungsplänen der Luftwaffe ist lediglich für den März 1945 die Auslieferung von zwei D-13 an Einsatzverbände vermerkt. Eine dieser Maschinen (Wnr. 836017) wurde am Ende des Krieges vom damaligen Geschwaderkommodore des JG 26, Franz Götz, geflogen und im Mai 1945 unbeschädigt von den Alliierten erbeutet. Eine flugfähige Maschine befindet sich im Besitz der amerikanischen Flying Heritage Collection. Über den Verbleib der Prototypen, die für die Erprobung des Jumo 213 eingesetzt wurden, ist außer der V65, die am Kriegsende von den Alliierten in Travemünde erbeutet wurde, nichts bekannt.
Bis der Krieg zu Ende ging, waren bei Focke-Wulf die Planungen zur weiteren Leistungssteigerung der D-Serie vorangeschritten. Während der Flugerprobung stellte sich heraus, dass der Kühler der D-12/D-13-Untervarianten unterdimensioniert war, so dass die Kühlerspreizklappen während des Fluges ständig leicht geöffnet werden mussten. Dies kostete in größeren Höhen rund 20 km/h Spitzengeschwindigkeit – ein Zustand, von dem man sich durch den für Juni 1945 geplanten Einbau des Jumo-213-EB-Motors in die Fw 190 D-13 Abhilfe erhoffte. Dieser Motor hatte einen Ladeluftkühler und passte durch kleinere bauliche Veränderungen in die Nase der Fw 190 D-12/D-13. Der Motor hätte nicht nur einen Betrieb bei vollständig geschlossenen Kühlerspreizklappen ermöglicht, sondern zusätzlich eine Mehrleistung von rund 200 PS erbracht. Die damit geplante Version D-12/R25 hätte in der Folge mit diesem Motor laut den Leistungsberechnungen von Focke-Wulf in 9500 m Höhe eine Spitzengeschwindigkeit von 770 km/h erreichen sollen (613 km/h in Bodennähe). Zum Bau einer Erprobungsmaschine kam es nicht mehr.
| Kenngröße                                    | Daten                                   |
| -------------------------------------------- | --------------------------------------- |
| Länge                                        | 10,19 m                                 |
| Spannweite                                   | 10,51 m                                 |
| Höhe                                         | 3,95 m                                  |
| Flügelfläche                                 | 18,3 m²                                 |
| Flügelstreckung                              | 6,0                                     |
| Startmasse                                   | 4270 kg                                 |
| Flächenbelastung                             | 234 kg/m²                               |
| Motor                                        | ein Junkers Jumo 213 A-1                |
| Höchstgeschwindigkeit                        | 686 km/h in 6600 m Höhe                 |
| Steiggeschwindigkeit                         | ca. 1280 m/min                          |
| Gipfelhöhe                                   | 11.100 m                                |
| Reichweite ohne Zusatztanks bei Sparleistung | 810 km                                  |
| Bewaffnung                                   | zwei 13-mm-MG 131 zwei 20-mm-MG 151/20E |

## Fw 190 F und G

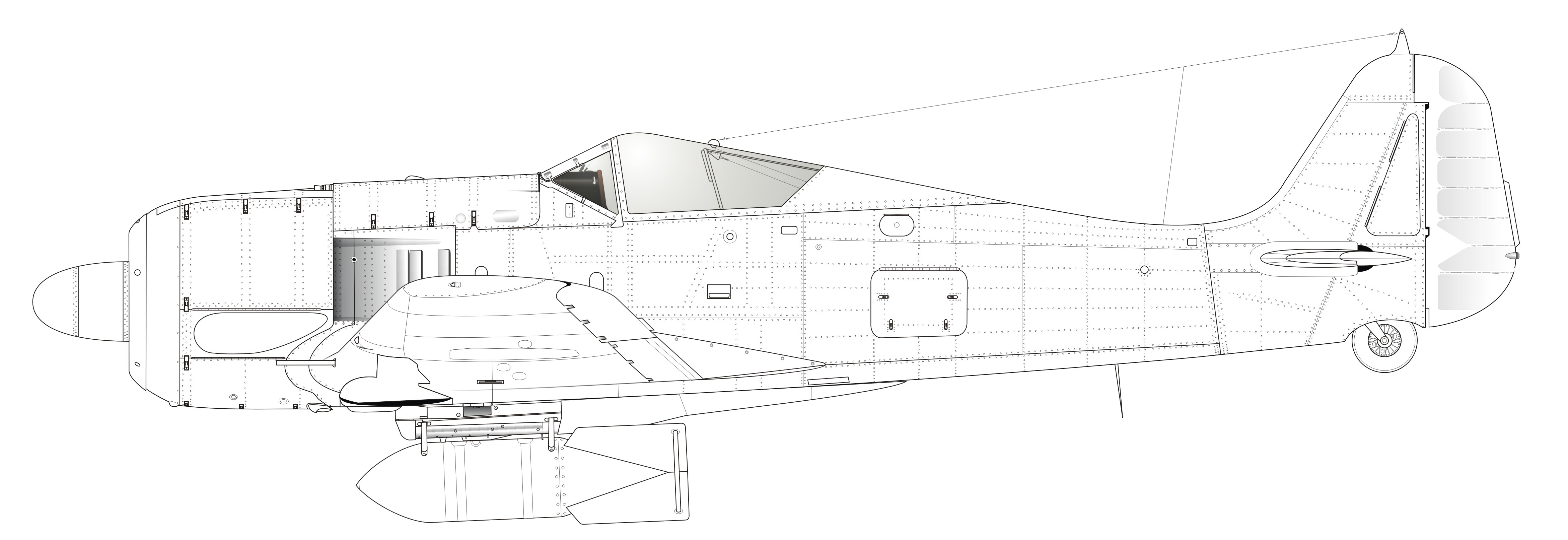
Fw 190 F-2 mit SC-500-Bombe (500 kg) am ETC 501

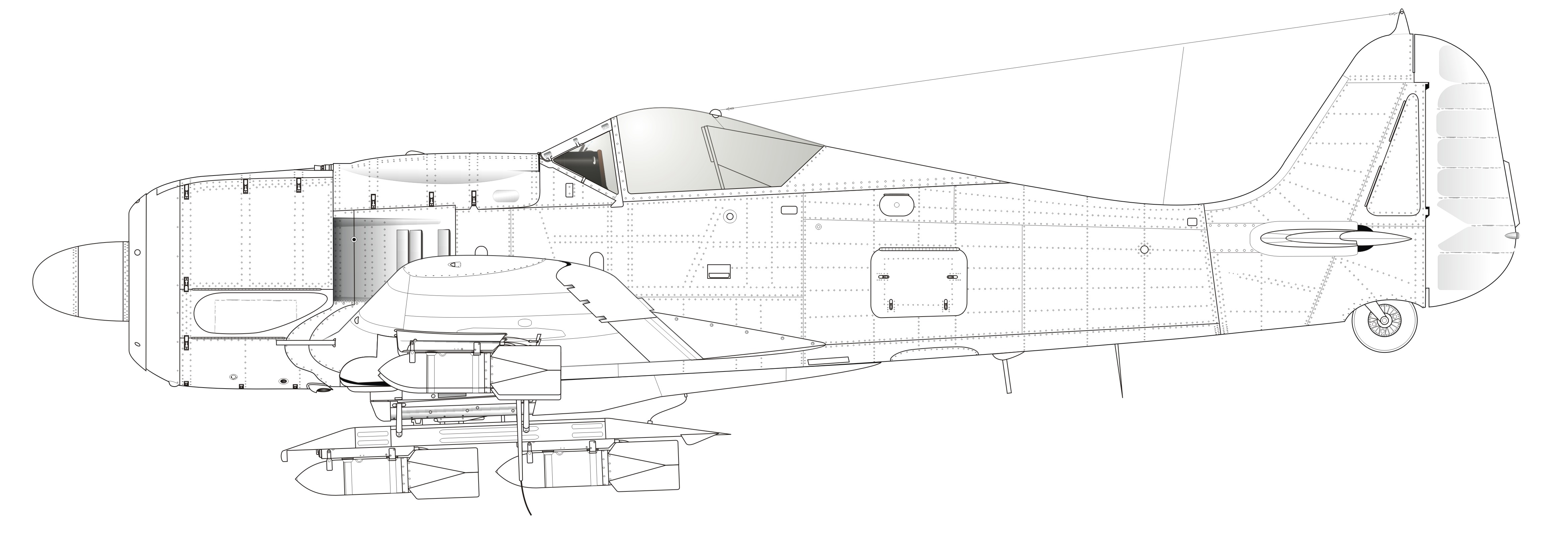
Fw 190 F-8 mit vier SC 50 an Einhängerost ER 4 und vier SC 50 an ETC 71

Die Entwicklung umfangreicher Rüstsätze für die Fw 190 ab der Variante A-3 hatte im Einsatz die ungewöhnlich vielseitige Verwendbarkeit der Fw 190 für die verschiedensten Einsatzrollen aufgezeigt. Neben ihrer ursprünglichen Bestimmung als Jagdflugzeug zeigte sich die Fw 190 vor allem im Stande, immer größere Außenlasten mit sich zu führen – eine Eigenschaft, die aus der Maschine im Vergleich zur Bf 109 ein überlegenes Erdkampfflugzeug beziehungsweise einen Jagdbomber machte. Anfang 1943 wurde dieser Eignung Rechnung getragen, indem auf einer Fw 190 A-4/U3 basierend der Prototyp der Fw 190 F-1 entwickelt wurde. Diese Maschine wurde schon nach wenigen Exemplaren von der F-2-Untervariante abgelöst, die auf der verlängerten Fw 190 A-5 aufbaute. Die Fw 190 F zeichnete sich in Anbetracht der hohen Gefährdung eines Erdkampfflugzeuges beziehungsweise Jagdbombers durch die gegnerische Flak vor allem durch eine verbesserte Panzerung und ein verstärktes Fahrwerk aus. Serienmäßig waren die ersten Varianten der Fw 190 F mit zwei 7,92-mm-MG 17 mit je 900 Schuss im Rumpf und zwei 20-mm-MG 151/20 E mit jeweils 250 Schuss in den Flügelwurzeln bewaffnet. Der Unterrumpfpylon ETC 501 war serienmäßig montiert, an ihm konnten Bomben bis zu 500 kg, in Ausnahmefällen jedoch auch größere Bombenkaliber aufgehängt werden. Zusätzlich bestand die Möglichkeit, mit Hilfe eines Einhängerostes ER 4 vier 50-kg-Bomben unter dem Rumpf aufzuhängen. Unter den Tragflächen konnten zunächst keine Außenlasten mitgeführt werden, dies war erst ab der Fw 190 F-3 möglich. Die zusätzliche Panzerung – vor allem jedoch das Mitführen schwerer Außenlasten – wirkte sich auf die Flugleistungen der Fw 190 F aus. So musste je nach mitgeführter Außenlast bei Belegung sowohl des Rumpf- wie der Tragflächenträger ein Geschwindigkeitsverlust von bis zu 90 km/h, eine Reduzierung der Steigleistung um bis zu 5 m/s sowie eine Verringerung der Dienstgipfelhöhe um etwa 2300 m hingenommen werden. Zudem war die Manövrierfähigkeit mit Bombenlast erheblich eingeschränkt und durch die fest installierten Träger unter Rumpf und Tragflächen musste auch nach Abwurf der Außenlasten noch ein Geschwindigkeitsverlust von 15–30 km/h in Kauf genommen werden.
Die Untervarianten F-4 bis F-7 kamen über die Testphase nicht hinaus, so dass die F-8 die nächste in Großserie gefertigte Untervariante darstellte. Sie basierte auf dem Rahmen der Fw 190 A-8, dementsprechend waren die beiden rumpfmontierten 7,92-mm-MG 17 gegen stärkere 13-mm-MG 131 mit jeweils 475 Schuss ersetzt worden. Ein Teil der F-8-Produktion wurde mit einer neuen gewölbten Kabinenhaube versehen, die dem Piloten mehr Bewegungsfreiheit gewährte und gleichzeitig die bei Erdkampfeinsätzen so wichtige Bodensicht verbesserte. Um das immer weiter ansteigende Abfluggewicht zu kompensieren, wurde bei der F-8 zusätzlich die Tragflächenstruktur im Bereich des Fahrwerks verstärkt.
Als Jagdbomber mit einer erhöhten Reichweite wurde neben der Fw 190 F die G-Variante als Jagdbomber mit vergrößerter Reichweite ebenfalls aus der A-Serie entwickelt. Basierend auf der Fw 190 A-4/U8 war die G-1 mit der Möglichkeit zur Aufnahme von zwei 300-l-Zusatztanks unter den Tragflächen und bis zu 500 kg Bombenlast am zentralen Rumpfträger ETC 501 ausgerüstet. Dieser Untervariante folgte Anfang 1943 die auf der Fw 190 A-5/U8 basierende G-2, die mit einer Flammenvernichteranlage und Landescheinwerfern auch für Operationen bei Nacht geeignet war. Stärkere Modifikationen wies die auf der Fw 190 A-5/U13 basierende G-3 auf, deren Rohrbewaffnung auf die beiden in den Flächenwurzeln montierten MG 151/20 E reduziert worden war. Ein Teil der Maschinen war zur Erleichterung von Langstreckeneinsätzen mit einer PKS-11-Kurssteuerung versehen. Zum Teil wurden sogenannte Kutonasen zum Durchtrennen von Sperrballonkabeln (ein Mittel zur Verhinderung von Tiefflugangriffen) an den Tragflächenvorderkanten montiert. Die G-4 stellte hauptsächlich eine mit Kutonase und PKS-11 ausgerüstete G-1 dar, ob diese Untervariante überhaupt in Serie gebaut wurde, ist jedoch zweifelhaft. Da die Untervarianten G-5, G-6 und G-7 definitiv nicht in Serie gingen, stellte die G-8, die sich hauptsächlich durch eine verbesserte Funkausrüstung auszeichnete, den letzten in Serie gebauten Abkömmling der Langstreckenjagdbomber der Fw 190 dar.

## Fw 190 S

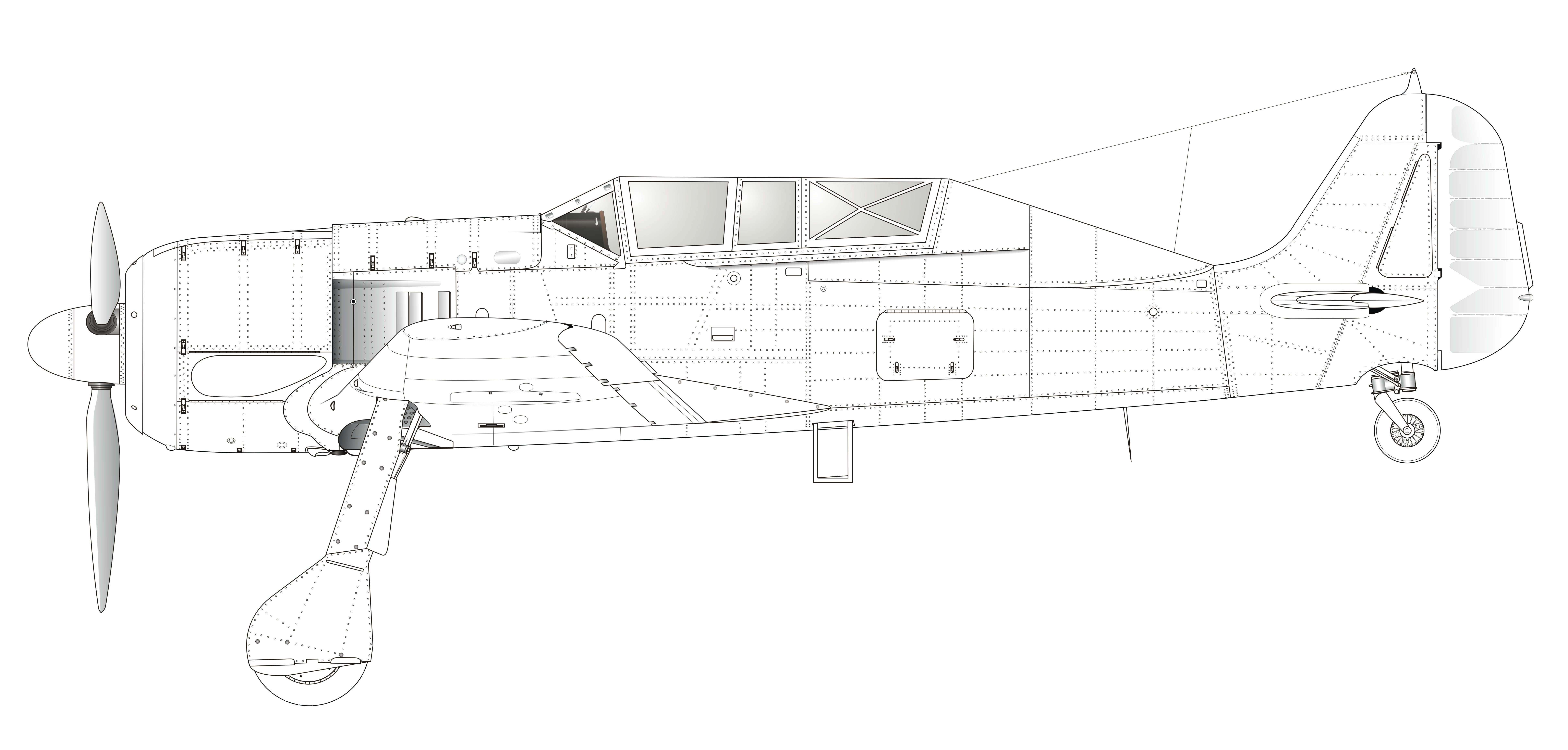
Fw 190 S-5 als Umbau aus einer A-5

Mit der Entwicklung der F- und G-Erdkampfvarianten der Fw 190 war seitens des RLM und der Firma Focke-Wulf der spätestens ab 1943 sehr schnellen Entwicklung der Flugleistungen sowie dem massierten Auftreten gegnerischer Jagdflugzeuge über dem Gefechtsfeld Rechnung getragen worden, die eine Verwendung der Typen Junkers Ju 87 oder Messerschmitt Bf 110 in klassischen Bodenunterstützungseinsätzen bei Tageslicht immer gefährlicher machte. Hinzu kam der immer größere Bedarf an Jagdflugzeugen und Piloten, die diese fliegen konnten, um gegen die alliierte Bomberoffensive ausreichend starke Jagdverbände in die Luft bringen zu können.
Diese beiden Entwicklungen sowie die hohen Verluste, die insbesondere bei den Einsätzen gegen die Bomberformationen der USAAF eintraten, führten zu einer vermehrten Schulungsnachfrage auf der Fw 190, da zu diesem Zeitpunkt des Krieges die Flugzeugführerschulen der Luftwaffe den Bedarf an neuen Piloten nicht mehr decken konnten. In der Folge zog man vor allem Kampfflieger zu Umschulungen heran, um sie danach als Jagdflieger einzusetzen, beziehungsweise um sie auf die Fw-190-Erdkampfflugzeuge umrüsten zu können und so ihre Überlebenschancen zu verbessern.
Auf diese Weise kam es zur Entwicklung der zweisitzigen Schulungsversion Fw 190 S. Die Fw 190 S entstanden durch Umbauten aus Reparaturzellen, als Grundlage dienten dabei verschiedene Typen der A-Variante. Die Umbauten aus A-2-, A-3-, A-4- und A-5-Zellen wurden als Fw 190 S-5 bezeichnet und Umbauten aus A-8-Zellen als Fw 190 S-8. Entscheidend dafür, welche Zellen verbaut wurden, scheint jedoch in erster Linie die Verfügbarkeit gewesen zu sein, da beispielsweise aus Unterlagen von Focke-Wulf die Erprobung einer Fw 190 S (W.Nr. 670007) hervorgeht, die aus einer F-3-Zelle umgebaut worden war.
Mit den Entwürfen zur Fw 190 S wurden die beiden Flugwerften in Prag beziehungsweise Altenburg beauftragt. Die Besichtigung der ersten Attrappen durch Focke-Wulf erfolgte im September 1944. Um den zweiten Sitz sowie die zweite Steuerung in der Fw 190 unterbringen zu können, wurde der Holm ab Spant 6 durchtrennt und durch einen außen auf der Rumpfbeplankung aufgesetzten Holm ersetzt. Dadurch wurde es möglich, die Beplankung weitgehend in ihrem originalen Zustand zu belassen. Lediglich auf Höhe von Spant 8 wurde eine leichte Ausbeulung nach außen nötig, um im Innenraum den nötigen Platz für einen zweiten Flugzeugführer zu schaffen. Beide Cockpits wurden mit nach rechts öffnenden Klapphauben abgedeckt.
Der Prager Entwurf verwendete auf dem zweiten Platz im Cockpit zunächst einen Sitz aus der Focke-Wulf Fw 58 „Weihe“, zudem wurde die Cockpithaube hinter dem zweiten Sitz sehr abrupt abfallend in den Rumpf übergeführt. Hier wurde für die Produktion die Altenburger Lösung bevorzugt, die für den hinteren Platz einen Fw-190-Sitz vorsah. Dadurch war es möglich, die Cockpithaube niedriger zu halten und diese aerodynamisch günstiger in den Rumpf übergehen zu lassen. Trotz der zu diesem Zeitpunkt immer stärkeren alliierten Überlegenheit im Luftraum über Deutschland blieben alle Fw 190 S unbewaffnet. Die Serienfertigung der Maschinen aus Reparaturzellen war für den Zeitraum zwischen September 1944 und Februar 1945 in der Flugwerft Altenburg vorgesehen, der Hauptteil der Umbauten sollte jedoch im November 1944 bei der Menibum (Metallwerk Niedersachsen Brinckman & Mergell, Harburg-Wilhelmsburg) erfolgen, die bei Barsbüttel die U-Verlagerung „Kolibri“ unterhielt.
Eine originale Fw 190 S, die aus einer Fw 190 A-8/U1 (W.Nr.: 584219) umgebaut wurde und am Ende des Krieges als „Schwarze 38“ im Dienst der Jagdfliegerschule 103 stand, befindet sich mit lauffähigem Motor heute im Besitz des RAF-Museums Hendon, England.

## Produktion
Die Produktion der Fw 190 war auf viele Werke aufgeteilt. Die Nullserie sowie die A-1 wurden bei Focke-Wulf (FW) ab Juni 1941 gebaut (Werke in Cottbus (Flugplatz Cottbus-Nord mit Einflugbetrieb auf dem Flugplatz Neuhausen), Sorau, Posen-Kreising und Marienburg). Ab der Version A-2/A-3 wurden auch die Gerhard-Fieseler-Werke in Kassel (GFW, ab Mai 1942), Arado Warnemünde (ArW, ab August 1941) und die AGO Flugzeugwerke Oschersleben (AGO, ab Oktober 1941) in die Produktion eingebunden. Ab der Version A-6 waren auch die Norddeutschen Dornier-Werke (NDW, ab Januar 1944) beteiligt. Mit der A-8 wurde die Produktionsbasis erheblich ausgeweitet, sodass sie mit etwa 6000 Flugzeugen die meistgebaute Version (mit Varianten A-8/R2, A-8/R11 und A-8 NL) wurde. Im Laufe des Jahres 1944 kamen das schlesische Weserflug-Werk Aslau (WFG), der Leichtbau Budweis (LBB) und Heinkel Oranienburg (HWO) hinzu. Auch MiMetall Erfurt (MME) fertigte Fw 190.
Die Jagdbomberversion G wurde ab Dezember 1942 fast ausschließlich von Focke-Wulf, das Schlachtflugzeug F ab Oktober 1942 vorwiegend von Arado Warnemünde gebaut. Ab den Versionen F-8 und F-9 beteiligten sich in erheblichen Umfang die Norddeutschen Dornier-Werke.
Die Jagdflugzeugversion D-9 lief im September 1944 an (über 1400 gebaut).
Produktion der Fw 190 bis zum 30. November 1944 nach Versionen:
| Version             | FW    | GFW     | ArW   | AGO     | MME | HWO | LBB | NDW   | WFG | Summe  |
| ------------------- | ----- | ------- | ----- | ------- | --- | --- | --- | ----- | --- | ------ |
| A-0                 | 28    |         |       |         |     |     |     |       |     | 28     |
| A-1                 | 102   |         |       |         |     |     |     |       |     | 102    |
| A-2/A-3             | 360   | 20      | 332   | 240     |     |     |     |       |     | 952    |
| A-4                 | 232   | 160     | 283   | 230     |     |     |     |       |     | 905    |
| A-5                 | 153   | ca. 200 | 42    | ca. 285 |     |     |     |       |     | 680    |
| A-6                 |       | 300     | 337   | 410     |     |     |     | 20    |     | 1.067  |
| A-7                 | 150   | 200     |       | 270     |     |     |     |       |     | 620    |
| A-8                 | 1.613 | 318     |       | 1.560   | 311 | 80  | 10  | 110   | 7   | 4.009  |
| A-8/R11             | 126   |         |       |         |     |     |     |       |     | 126    |
| A-8/R2              |       | 752     |       |         |     |     |     |       |     | 752    |
| A-9                 | 75    |         |       |         | 112 | 20  |     | 8     |     | 215    |
| A-9/R11             | 193   |         |       |         |     |     |     |       |     | 193    |
| D-9                 | 252   | 41      |       |         | 73  |     |     |       |     | 366    |
| B-1                 | 5     |         |       |         |     |     |     |       |     | 5      |
| F-1 = A-4/U3        | 18    |         |       |         |     |     |     |       |     | 18     |
| F-2 = A-5/U3        | 135   |         | 135   |         |     |     |     |       |     | 270    |
| F-3                 |       |         | 432   |         |     |     |     |       |     | 432    |
| F-8                 |       |         | 2.044 |         |     |     |     | 1.350 |     | 3.394  |
| G-1 = A-4/U8        |       | 20      | 30    |         |     |     |     |       |     | 50     |
| G-2 = A-5/U8        | 476   |         |       | 150     |     |     |     |       |     | 626    |
| G-3                 | 550   |         |       |         |     |     |     |       |     | 550    |
| G-8/R5              | 146   |         |       |         |     |     |     |       |     | 146    |
| Summe               | 4.614 | 2.011   | 3.635 | 3.145   | 496 | 100 | 10  | 1.488 | 7   | 15.506 |
| Dez. 44 und Jan. 45 | 633   | 229     | 676   | 309     | 391 | 0   | 0   | 279   | 0   | 2.517  |
| Bis Jan. 45         | 5.247 | 2.240   | 4.311 | 3.454   | 887 | 100 | 10  | 1.767 | 7   | 18.023 |

Die Produktion der Fw 190 erfolgte bis in den April 1945 hinein. Genaue Produktionszahlen liegen nicht vor, können aber näherungsweise erschlossen werden. Bis November 1944 wurden 15.478 Fw 190 gebaut (ohne A-0), bis Januar 1945 insgesamt 17.995 Stück. Im Februar und März 1945 wurden 1.349 Flugzeuge vom RLM übernommen. Zu dieser Zahl müssen noch vor der Übergabe zerstörte oder beschädigte Flugzeuge gerechnet werden, deren Zahl aber nicht bekannt ist. Da in diesen beiden Monaten keine Luftangriffe auf die Fw-190-Werke geflogen wurden, kann mit einer Höchstzahl von 1.400 Fw 190 gerechnet werden. Bis zum 11. April 1945 übernahm die Luftwaffe weitere 80 Flugzeuge, von denen ein Teil aus der Umbauindustrie kam. Damit dürften etwa 19.400 bis 19.500 Flugzeuge gebaut worden sein. Die überall in der Literatur zu findende Zahl von 20.001 Fw 190 ist definitiv zu hoch. Sie entstammt einer Zusammenstellung, die nach dem Kriegsende angefertigt wurde und für 1944 und 1945 nur auf Schätzungen beruht. Geliefert wurden insgesamt etwa 5.600 Schlachtflugzeuge, etwa 12.500 Jagdflugzeuge und 1.372 Jagdbomber.
Auslieferungen von Fw-190-Jagdflugzeugen an die Luftflotten von Dezember 1944 bis zum 11. April 1945:
| Version    | Dezember | Januar | Februar | März | bis 11. April 1945 | Summe |
| ---------- | -------- | ------ | ------- | ---- | ------------------ | ----- |
| A-8        | 9        |        |         | 24   | 11                 | 44    |
| A-8 NL     | 332      | 380    | 134     |      |                    | 846   |
| A-8/R2     | 44       | 43     | 47      |      |                    | 134   |
| A-8/R11    | 18       |        |         |      |                    | 18    |
| A-9        | 20       | 67     | 12      |      |                    | 99    |
| A-9/R11    | 103      | 50     |         |      |                    | 153   |
| D-9        | 218      | 234    | 287     | 165  |                    | 904   |
| D-9/R11    | 76       | 41     |         |      |                    | 117   |
| D-9 EZ 42  |          |        | 28      | 7    |                    | 35    |
| D-11       |          |        |         | 13   |                    | 13    |
| D-11 EZ 42 |          |        |         | 4    |                    | 4     |
| D-13       |          |        |         | 2    |                    | 2     |
| A/D        |          |        |         |      | 25                 | 25    |
| Summe      | 820      | 815    | 508     | 215  | 36                 | 2.394 |

Im Zeitraum Dezember 1944 bis März 1945 lieferte die Industrie insgesamt 2411 Fw-190-Jagdflugzeuge an die Luftwaffe, so dass die obige Aufteilung als repräsentativ für die Produktion im gleichen Zeitraum angesehen werden kann. Von den Schlachtflugzeugversionen F-8 und F-9 wurden im gleichen Zeitraum 1363 (ohne beschädigte und zerstörte) Flugzeuge an die Luftwaffe geliefert. Bis zum 11. April 1945 wurden weitere 43 Schlachtflugzeuge an die Luftflotten übergeben. Die Produktion der F-9 begann vermutlich im Dezember 1944. Im Januar 1945 wurden 147 F-9 gebaut. Die Gesamtproduktion der F-9 kann allerdings nicht festgestellt werden.

## Einsatzgeschichte

### Erste Einsätze

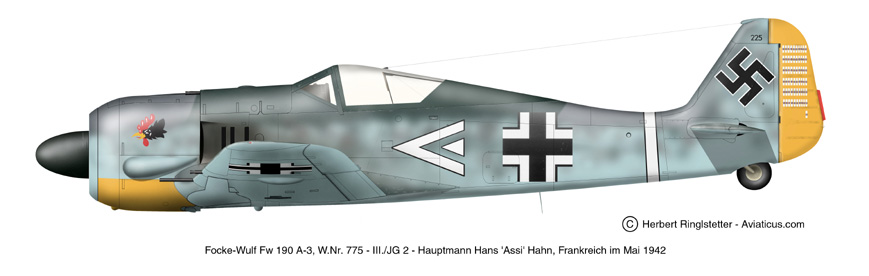
Focke-Wulf Fw 190 A-3, III./JG 2, geflogen von Gruppenkommandeur Hauptmann Hans ‚Assi‘ Hahn, Frankreich im Mai 1942.

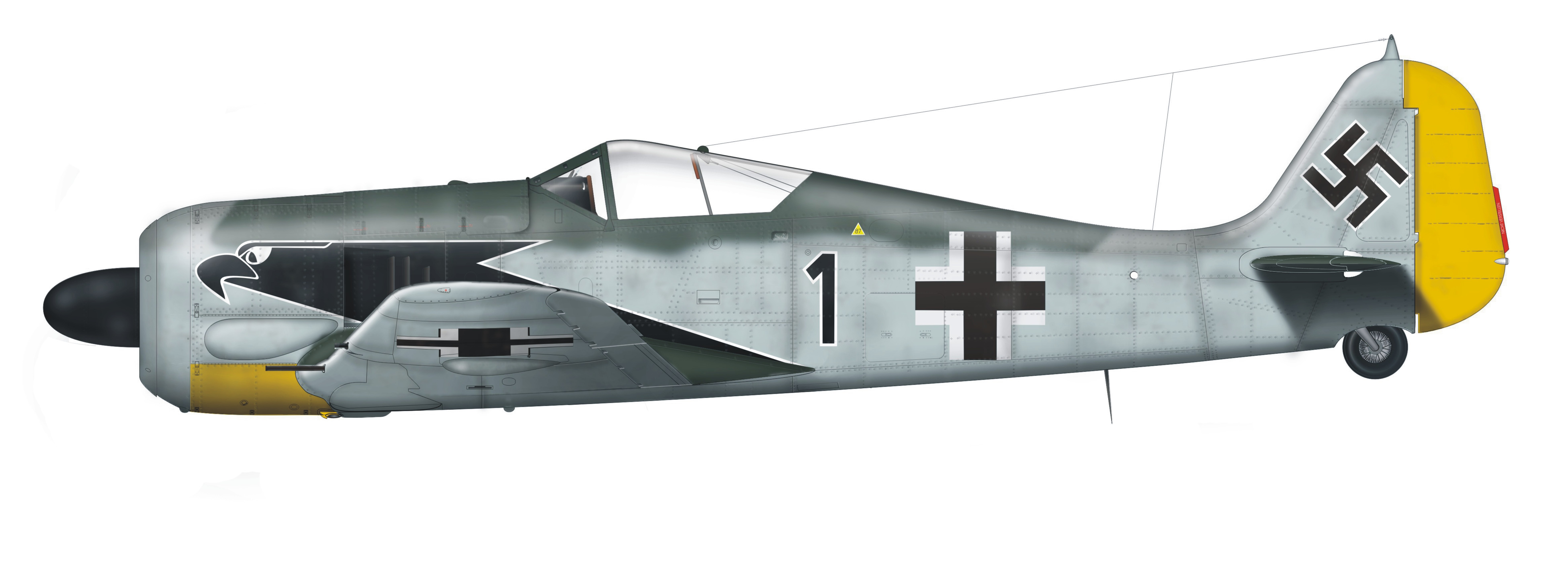
Focke-Wulf Fw 190 A-4, I./JG 2, geflogen von Oberleutnant Hanning, Frankreich, Frühjahr 1943

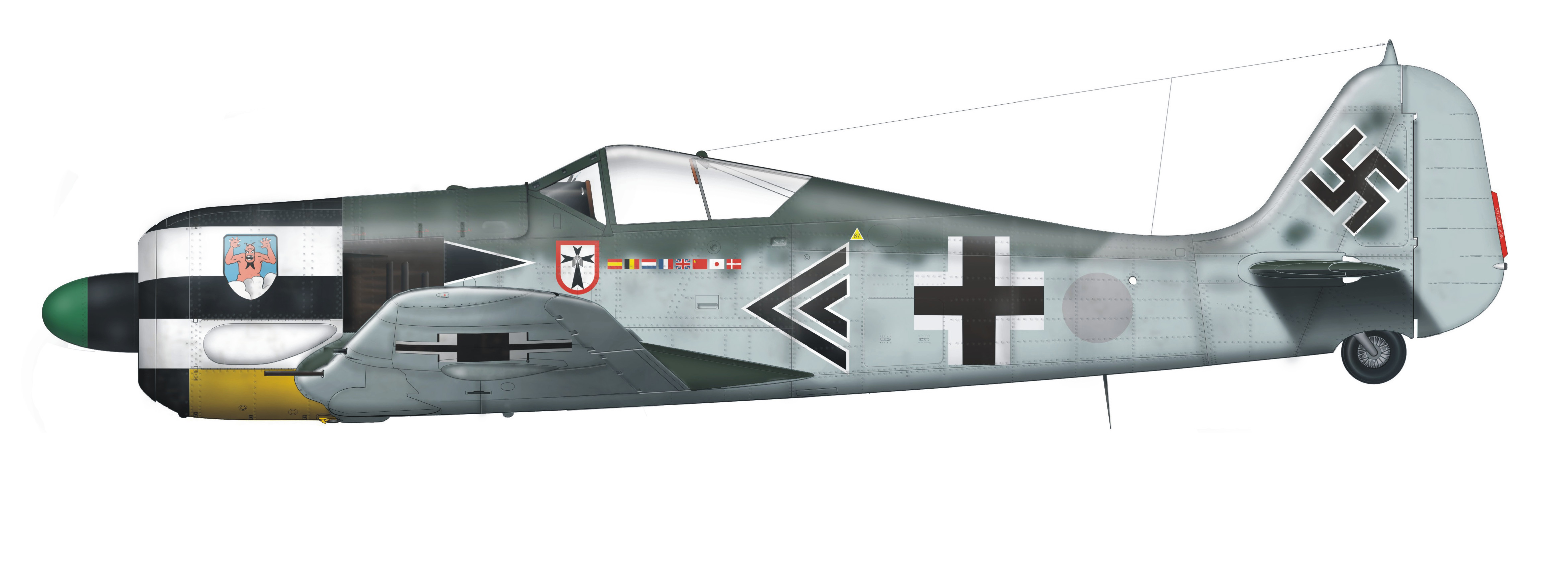
Focke-Wulf Fw 190 A-4, I./JG 1, geflogen von Hauptmann Fritz Losigkeit

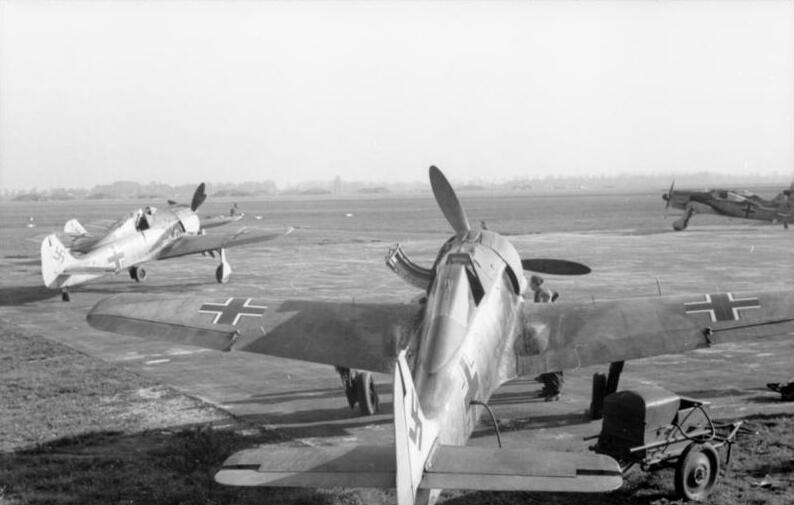
Focke-Wulf Fw 190 A-2 oder A-3 auf einem französischen Flugplatz

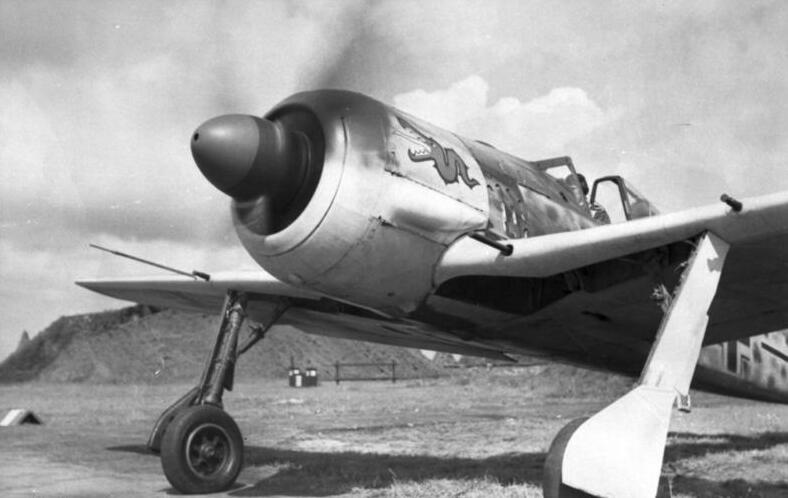
Fw 190A-3 der II./JG 1 in Katwijk (Niederlande) im Sommer 1942

Nach dem Erlangen der Einsatzreife wurden die ersten Serienmaschinen der Fw 190 ab Juni 1941 an die Luftwaffe ausgeliefert. Als erste Einheit wurde das Jagdgeschwader 26 „Schlageter“ von Messerschmitt Bf 109 E und F auf die Fw 190 A-1 umgerüstet. Nach dem Ende der letzten nächtlichen Bomberangriffe der Luftwaffe auf britische Städte (in England als „Blitz“ bekannt) im Frühjahr 1941, als die meisten Jagd- und Bombergeschwader in Vorbereitung auf das Unternehmen „Barbarossa“ nach Osten verlegt wurden, verblieben das JG 26 und das JG 2 als einzige deutsche Jagdgeschwader in Frankreich. Im Verlauf des Jahres 1941 und 1942 standen sie in einem heute weitgehend unbekannten Einsatz gegen die RAF, der vor allem geprägt war durch die Abwehr von Angriffen des Bomber Command auf Ziele in Frankreich und im westlichen und nördlichen Deutschland. Die Wahl der JG 26 und JG 2 als erste Einsatzverbände der Fw 190 traf man von Seiten des Reichsluftfahrtministeriums vor dem Hintergrund der Einschätzung, dass es sich bei der RAF um den technisch am besten ausgerüsteten Gegner der Luftwaffe handelte, der zudem über sehr gut ausgebildete und motivierte Piloten verfügte.
Im Einsatz zeigte die Fw 190 gegenüber der Bf 109 schnell eine Reihe von Vorzügen. So verfügte sie in niedrigen und mittleren Höhen über eine größere Spitzengeschwindigkeit, zudem waren die Wendigkeit um die Längsachse sowie die Feuerkraft wesentlich besser. Für die Piloten besonders angenehm und nützlich erwiesen sich die gute Sicht aus dem Cockpit (insbesondere nach hinten), die harmonisch aufeinander abgestimmten Ruder, sowie das Fahrwerk von großer Spurbreite und robuster Bauweise, das die Start- und Landeeigenschaften sehr positiv beeinflusste und hohe Zusatzgewichte beziehungsweise harte Notlandungen nach Kampfbeschädigungen gut bewältigen konnte. Wie von den Konstrukteuren im Vorfeld der Entscheidung für einen luftgekühlten Sternmotor als Antrieb erwartet, zeigte sich die Fw 190 im Einsatz zudem beschussfester als die Bf 109. Letztere besaß jedoch gegenüber der Fw 190 die Vorteile einer besseren Steigleistung und vor allem einer überlegenen Höhenleistung. Inwiefern sich Bf 109 und Fw 190 in der Kurvenwendigkeit unterschieden, wird heute in verschiedenen Publikationen unterschiedlich bewertet. Obwohl die Differenzen tatsächlich gering gewesen sein dürften, zeigte die Bf 109 aufgrund ihrer automatischen Vorflügel ein besseres Überziehverhalten im Grenzbereich, während die Fw 190 aufgrund ihres durchgehenden Flügelholmes von großer Stabilität gefahrloser an die strukturellen Limits der Zelle herangehen konnte. In der Praxis waren daher wohl eher die Erfahrung und die Fähigkeiten des jeweiligen Piloten ausschlaggebend dafür, inwieweit das Limit des Flugzeuges ausgeflogen und mit welchem minimalen Radius gekurvt werden konnte.
Das Fliegerass Erich Brunotte berichtet 2014 in einem Interview von einem Überziehen der Maschine beim Luftkampf in die Gegenrichtung. Dies hat ihm bei einigen Luftkämpfen das Leben gerettet, da der Gegner nicht so schnell folgen konnte. Der Gegner schoss so an der Fw 190 vorbei, wodurch diese in eine vorteilhafte Schussposition gelangte.
Bei den ersten Begegnungen der Fw 190 mit den Maschinen der RAF zeigte sich rasch, dass die Fw 190 A-1 dem damaligen Standardjäger des Fighter Command – der Supermarine Spitfire Mk. V – technisch überlegen war. In den damals relevanten Einsatzhöhen übertraf die Fw 190 vor allem die Spitzengeschwindigkeit und die Wendigkeit um die Längsachse der Spitfire deutlich. Überraschenderweise wusste die RAF nichts von der Entwicklung der Fw 190, und als eine abgeschossene Maschine aus dem Ärmelkanal geborgen worden war, hielt man sie aufgrund des Sternmotors zunächst für eine aus französischen Diensten in die Luftwaffe übernommene Curtiss Hawk 75. Die Briten mussten wegen des neuen Flugzeugs die nach Frankreich hinein führenden Jagdpatrouillen aufgeben. Sie erwogen sogar die Erbeutung eines solchen Flugzeugs in einer kombinierten Aktion mit der Résistance. Stattdessen kam ihnen der Zufall zu Hilfe, als am 23. Juni 1942 ein orientierungsloser deutscher Pilot auf dem 20 Kilometer westlich von Swansea in Wales gelegenen Flugplatz von Pembrey landete. Die Erprobung der Maschine führte zur Änderung der Taktik gegen das Flugzeug. Mit der Spitfire-Variante Mk. IX gelang es der RAF ab Anfang 1943, das Gleichgewicht in der Luft wiederherzustellen.
Die erste größere Operation, an der Maschinen vom Typ Fw 190 beteiligt waren, war das Unternehmen Cerberus am 12. Februar 1942. Es handelte sich um die Verlegung der deutschen Schlachtschiffe Scharnhorst und Gneisenau sowie des Schweren Kreuzers Prinz Eugen aus dem Hafen von Brest, wo die Schiffe fortgesetzten schweren Bomberangriffen der RAF ausgesetzt waren, nach Wilhelmshaven. Die Schiffe sollten dabei den Ärmelkanal so dicht wie möglich an der französischen Küste entlang am hellen Tag durchfahren. Da damit zu rechnen war, dass die RAF, der Fleet Air Arm und das RAF Coastal Command massive Luftangriffe fliegen würden, wurden alle in Frankreich verfügbaren deutschen Jägereinheiten dazu herangezogen, einen permanenten Luftschirm während der gefährlichsten Phase der Durchfahrt zur Verfügung zu stellen. Zu diesen Einheiten gehörte auch die mit Fw 190 ausgerüstete III./JG 26 unter dem Kommando von Major Gerhard Schöpfel, die den letzten – später berühmt gewordenen – Angriff des Fleet Air Arm durch sechs Fairey-Swordfish-Torpedobomber unter dem Kommando von Eugene Esmonde (postume Verleihung des Victoria Cross) auf die deutschen Schiffe abfing.
Die erste Luftschlacht, in der die Fw 190 in größeren Zahlen zum Einsatz kam, datiert auf den 19. August 1942. Im Rahmen der Operation Jubilee, einer amphibischen Landung bei Dieppe, mit der durch kanadische Truppen ein begrenzter Brückenkopf in Frankreich besetzt werden sollte, flogen die JG 2 und JG 26 mit insgesamt 115 Maschinen, zum größten Teil Fw 190, Jagdpatrouillen über dem Kampfgebiet. In fortgesetzten heftigen Luftkämpfen beanspruchten die beiden deutschen Jagdgeschwader insgesamt 61 Luftsiege (bei 106 offiziellen Verlusten der RAF), von denen 40 auf das JG 26 und 21 auf das JG 2 entfielen. Dem stand der Verlust von 25 Fw 190 gegenüber, die in Luftkämpfen oder bei Start- und Landeunfällen verloren gingen.
Ende Juni 1942 wurden die beiden Jagdbombereinheiten der Jagdgeschwader in Frankreich, die 10.(Jabo)/JG 2 und die 10.(Jabo)/JG 26, die bis dahin Varianten der Bf 109 F geflogen hatten, auf Fw 190 A-3/U3 umgerüstet. Mit diesen Maschinen führten die Staffeln Überraschungsangriffe im extremen Tiefflug durch, um der Entdeckung durch die britische Radarwarnkette zu entgehen. Für das Fighter Command waren diese schnell fliegenden Angreifer schwer abzufangen, da sie lediglich durch visuelle Beobachtung entdeckt werden konnten und meist schon wieder mit hoher Geschwindigkeit den Rückflug angetreten hatten, wenn RAF-Jäger im Zielgebiet erschienen. Die Angriffe richteten sich dabei sowohl gegen die Schifffahrt im Ärmelkanal, als auch gegen hochwertige Einzelziele in Hafenstädten an der südöstlichen Küste Englands. Der größte und folgenschwerste dieser Einsätze richtete sich am 31. Oktober 1942 gegen die Stadt Canterbury. Im größten Tageslichteinsatz seit der Luftschlacht um England bombardierten rund 60 Fw 190 die Stadt, wobei 32 Menschen getötet und 116 verletzt wurden. Nachdem auf britischer Seite die Entwicklung der Spitfire Mk. IX und der Hawker Typhoon den Leistungsvorsprung der Fw 190 egalisiert hatte, wurden die beiden Jagdbomberstaffeln der JG 2 und 26 im April 1943 in das neue Schnellkampfgeschwader 10 integriert, das Nachtangriffe über dem südlichen England durchführte. Dabei erlitten die Fw 190 nunmehr schwere Verluste durch die mit verbesserter Radartechnik ausgestatteten De Havilland DH.98 Mosquito-Nachtjäger. So gingen bereits bei der ersten Operation des SKG 10 in der Nacht vom 16. auf den 17. April bei einem Angriff auf London vier Fw 190 verloren.

### Nordafrika

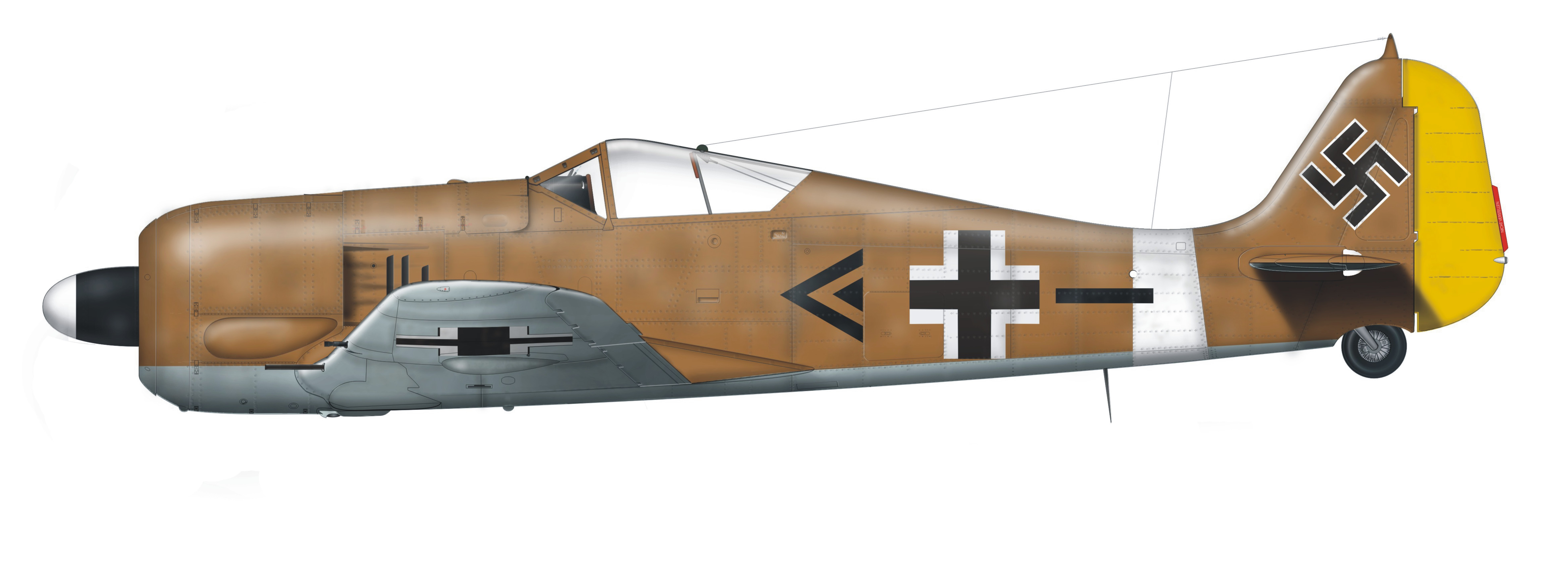
Focke-Wulf Fw 190 A-4, II./JG 2, geflogen von Gruppenkommandeur Adolf Dickfeld, Tunesien 1942

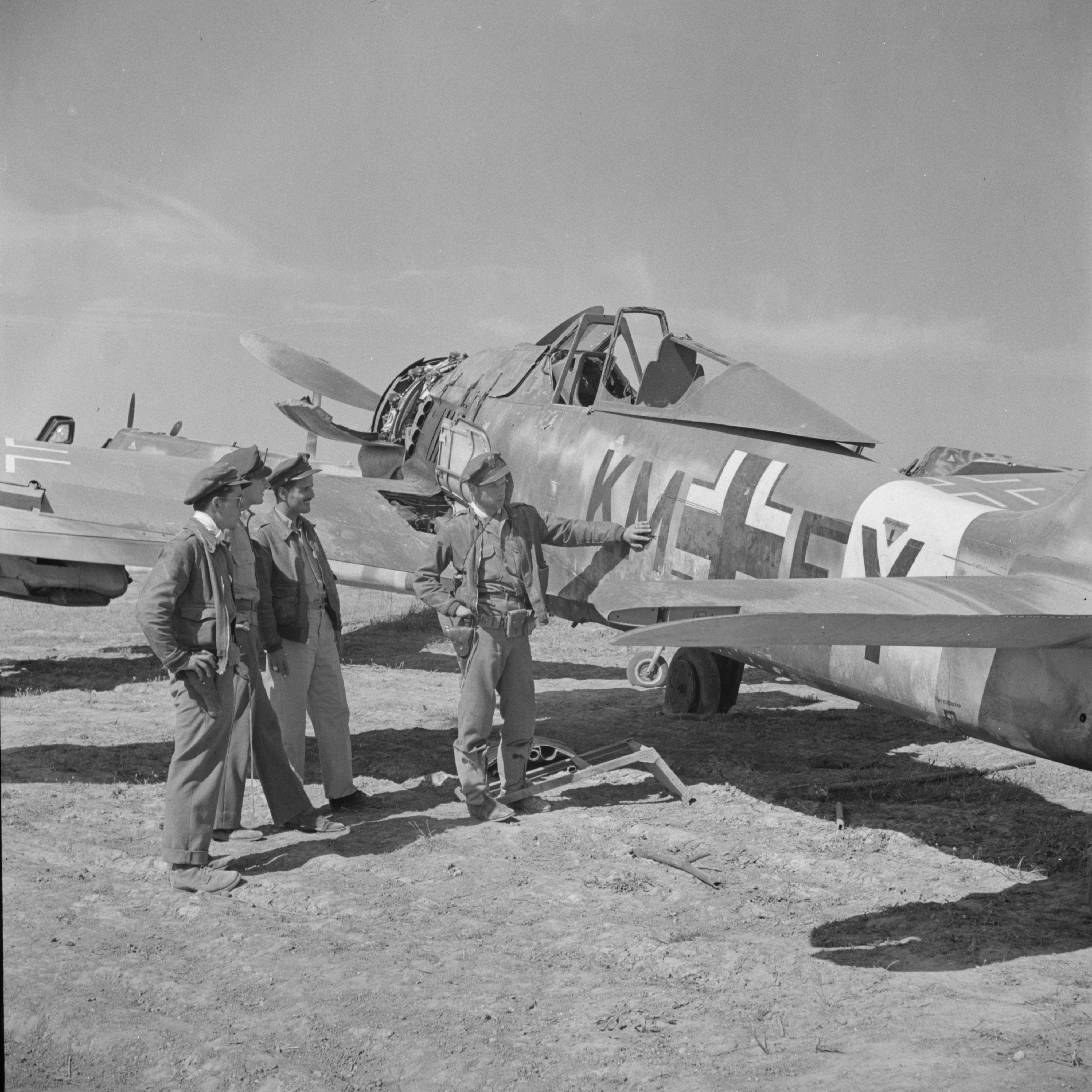
Eine beschädigt erbeutete Focke-Wulf Fw 190A-4 (KM+EY) der III./SKG 10 wird auf dem Flugplatz El Aouiana bei Tunis von amerikanischen Soldaten untersucht, Tunesien, Mai 1943

Die ersten Einsätze der Fw 190 auf dem nordafrikanischen Kriegsschauplatz begannen am 16. November 1942. Die III./ZG 2 (im Dezember 1942 umbenannt in III./SKG 10 (Schnellkampfgeschwader)), die II./JG 2 sowie die Stabsstaffel und die II./SchG 2 (Schlachtgeschwader) operierten von libyschen und tunesischen Flugfeldern bis zur Kapitulation der Achsenmächte in Tunesien im darauffolgenden Jahr. Dabei zeigte sich die Fw 190 – wie schon zuvor im Einsatz gegen die RAF vom nördlichen Frankreich aus – als sehr leistungsfähiges Jagdflugzeug und guter Jagdbomber. Die Fw 190 kam zudem trotz ihres luftgekühlten Motors gut mit den spezifischen Eigenheiten des nordafrikanischen Kriegsschauplatzes zurecht, zu denen naturgemäß hohe Lufttemperaturen, eine hohe Staubbelastung und improvisierte Flugfelder gehörten.
Besonders die III./ZG 2 stellte in Nordafrika die besondere Befähigung der Fw 190 zu Bodenangriffen unter Beweis, indem sie während des gesamten Tunesienfeldzuges verschiedene Ziele wie feindliche Flugfelder, Häfen, Flakstellungen, Panzer, Konvois und Flakkonzentrationen im Tiefflug angriff. Die Gruppe wurde im Spätsommer 1942 in Parndorf (Österreich) auf die Fw 190 umgerüstet und war Anfang Oktober für die Verlegung nach Sizilien mit dem Auftrag der Schiffsbekämpfung und der Bombardierung von Zielen auf Malta vorgesehen. Die alliierte Landung in Nordafrika am 8. November 1942 im Rahmen der Operation Torch machte jedoch eine Änderung dieser Planungen notwendig und die III./ZG 2 wurde über die Zwischenstationen Bari und Catania auf den Flugplatz Sidhi Ahmed bei Bizerta in Tunesien verlegt. Von dort aus operierte die Einheit zunächst gegen alliierte Schiffe, später gegen ein breites Spektrum unterschiedlichster Bodenziele. Mitte Dezember wurde die III./ZG 2 in III./SKG 10 umbenannt; der eigentliche Auftrag blieb jedoch derselbe und bestand zu diesem Zeitpunkt hauptsächlich in der Unterstützung des Heeres. Der letzte Einsatz dieser Einheit in Tunesien wurde am 30. April 1943 nach rund 2400 Kampfeinsätzen geflogen. Die Flugzeuge der III./SKG 10 wurden danach an die II./SchG 2 abgegeben.
Die II./JG 2 erzielte zahlreiche Luftsiege gegen alliierte Flugzeuge und einige der erfolgreichsten Jagdflieger des nordafrikanischen Kriegsschauplatzes flogen die Fw 190, so beispielsweise Kurt Bühligen und Erich Rudorffer. Die Fw 190 zeigte sich dabei den meisten in Nordafrika gegen sie eingesetzten Jagdflugzeugen überlegen, insbesondere den aus amerikanischer Fertigung stammenden Curtiss P-40 Warhawk und Kittyhawk, die von der RAF in Nordafrika in großer Anzahl als Jagdbomber eingesetzt wurden.
Am 30. April 1943 flog die III./SKG 10 ihren letzten Einsatz in Tunesien. Danach übergab sie ihre verbliebenen Fw 190 an die II./Sch.G 2 und verließ den Kriegsschauplatz. In Tunesien führte die III./SKG 10 insgesamt 434 Missionen durch und flog dabei 2396 Einsätze. Im Ergebnis wurden einige hundert Fahrzeuge und diverse Bodenziele zerstört, 12 Schiffe versenkt oder beschädigt und 13 feindliche Flugzeuge abgeschossen.

### Sowjetunion
Der Einsatz der Fw 190 in größeren Stückzahlen auf dem sowjetischen Kriegsschauplatz ließ aufgrund des schwierigen Aufbaus einer umfassenden Logistik für den neuen Flugzeugtyp auf dem räumlich äußerst weit gedehnten Kriegsschauplatz der Ostfront länger auf sich warten – dies, obwohl die Maschine mit ihren hohen Leistungen in niedrigen und mittleren Höhen sowie ihrer großen Beschussfestigkeit für die Luftoperationen über der Ostfront – wo die meisten Luftkämpfe in geringeren Höhen als über den westlichen Kriegsschauplätzen stattfanden – optimal geeignet war. Die erste Einheit, die 1942 an der Ostfront in Teilen mit der Fw 190 ausgerüstet wurde, war das JG 51, dessen Stab im November 1942 auf die neue Maschine umgerüstet wurde. Handelte es sich zunächst noch um wenige Maschinen der Variante A-3, wurde der Stab des JG 51 im Juli 1943 mit zwölf Fw 190 A-3 aus Reparatureinheiten komplett ausgestattet, die bis August Verwendung fanden. Nach und nach erfolgte die Umrüstung aller vier Gruppen des Geschwaders auf die Fw 190, wobei die II./JG 51 nach der Umrüstung Mitte 1942 zur Verstärkung der Jagdfliegerkräfte im Mittelmeerraum von der Ostfront abgezogen wurde. Der erste Luftsieg einer Fw 190 des JG 51 an der russischen Front wurde am 29. September 1942 erzielt.
Eine weitere wichtige Jagdfliegereinheit, die an der Ostfront zumindest teilweise mit der Fw 190 ausgerüstet wurde, war das Jagdgeschwader 54 „Grünherz“, das ab 1943 auf den neuen Jäger umrüstete. Zudem fand die Fw 190 bei dem im Nordabschnitt der Ostfront eingesetzten Jagdgeschwader 5 „Eismeer“ Verwendung.
Die Fw 190 erschien zu einem Zeitpunkt an der Ostfront, als die Rote Armee den technischen Vorsprung der Luftwaffe durch die Einführung neuer Typen wie der Lawotschkin La-5, Jak-1B und Jak-9 einzustellen begann. Durch die zunehmende zahlenmäßige Unterlegenheit wurde die Luftwaffe an der Ostfront zu dieser Zeit immer mehr in die Defensive gedrängt. Dennoch kamen die Leistungen der Fw 190 in geringen bis mittleren Höhen, die Wendigkeit, starke Bewaffnung, sowie das Breitspurfahrwerk und die allgemeine Robustheit der Maschine den Piloten an der Ostfront zugute. Mit der Fw 190 wurden in der Folge zahlreiche Luftsiege erzielt und einige der erfolgreichsten Jagdflieger des russischen Kriegsschauplatzes erzielten den größten Teil ihrer Luftsiege auf der Fw 190.
Der erfolgreichste Fw-190-Pilot ist Otto Kittel, der über 200 seiner insgesamt 267 Luftsiege auf diesem Muster erzielte und insgesamt der vierterfolgreichste Jagdflieger überhaupt ist. Auch Hermann Graf, Erich Rudorffer, Heinz Bär und Emil Lang flogen die Fw 190 an der Ostfront und erzielten dort hohe Abschusszahlen. So gelang es Major Erich Rudorffer am 6. November 1943 auf einem Einsatz 13 feindliche Flugzeuge innerhalb von 17 Minuten abzuschießen, was bis heute die höchste Zahl an Luftsiegen darstellt, die während eines einzelnen Einsatzes erzielt werden konnte.
Die Fw 190 wurde an der Ostfront jedoch nicht nur als Jagdflugzeug, sondern intensiv auch als Jagdbomber und Schlachtflugzeug eingesetzt. Als ab 1943 die Bedrohung durch die sowjetischen Jagdflieger immer größer wurde, waren Tageinsätze mit der bis dahin als Nahunterstützungsflugzeug eingesetzten Junkers Ju 87 nur noch unter großen Verlusten möglich. Auf der Suche nach einem Nachfolger entschied sich die Luftwaffe für die Fw 190, die aufgrund ihrer schweren Bewaffnung, Beschussfestigkeit und ihrer hohen Nutzlast eine ideale Lösung für die gestellten Aufgaben der Luftnahunterstützung, Gefechtsfeldabriegelung und Panzerjagd darstellte. Da die Maschine zudem nach Abwurf der Außenlasten wie ein Jagdflugzeug verwendet werden konnte, bedeutete die Umrüstung der Stukageschwader – die nunmehr in Schlachtgeschwader umbenannt wurden – auf die Fw 190 eine große Verstärkung der Fähigkeiten der Luftwaffe an der Ostfront.
Im Laufe der Jahre 1943 bis 1945 flogen die Schlachtgeschwader 1, 2, 3, 4, 5 und 10 überwiegend die Fw 190 (neben einigen Bf 109, Henschel Hs 123 und Hs 129 sowie Junkers Ju 87). Dabei zeigte sich, dass die als Schlachtflugzeuge eingesetzten Fw 190 nach dem Abwurf ihrer Außenlasten direkt vor Ort auch als Jagdflugzeuge bei Bedarf in das Kampfgeschehen eingreifen konnten. Infolgedessen erzielten viele Piloten der Schlachtgeschwader auf Fw 190 F und G hohe Abschusszahlen.

### Reichsverteidigung

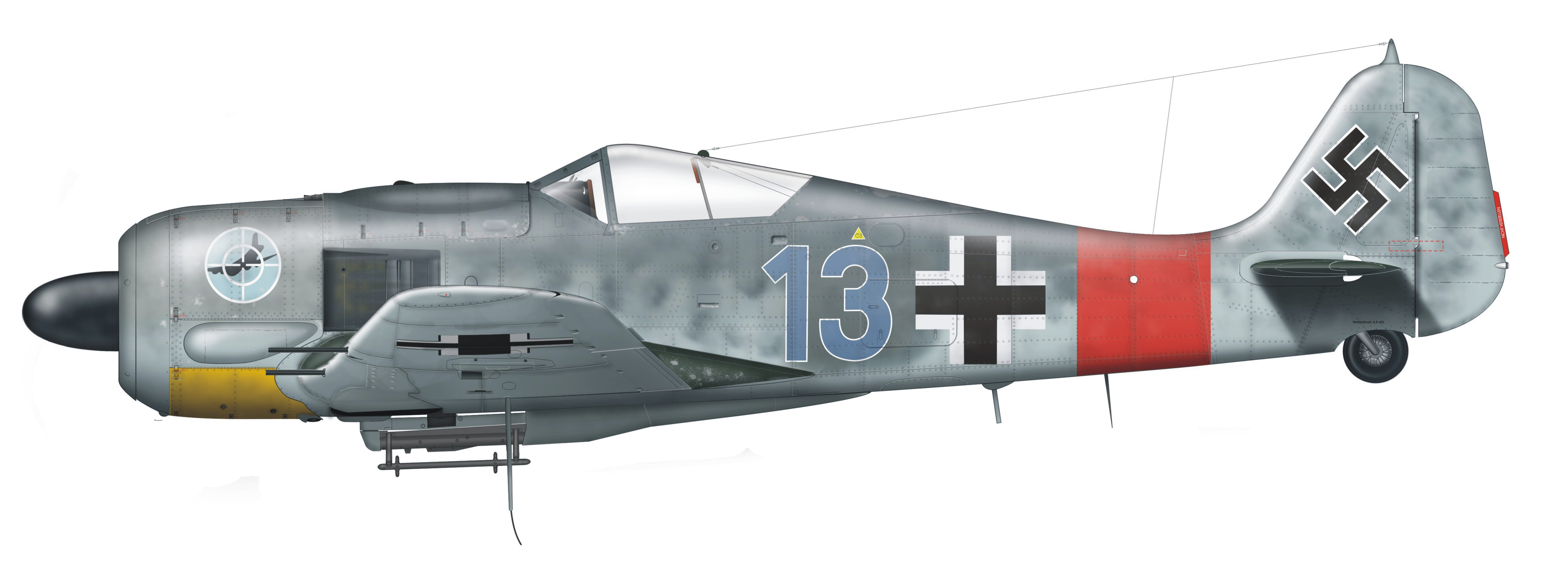
Focke-Wulf Fw 190 A-8, IV.(Sturm)/JG 300, geflogen von Major Walther Dahl, dem Begründer der sogenannten Sturmgruppen. Dahl gab im Einsatz bei seiner persönlichen Maschine einer höheren Geschwindigkeit und Wendigkeit den Vorzug und ließ darum die zusätzliche Panzerung und Bewaffnung des R2- bzw. R8-Rüstsatzes nicht anbringen.

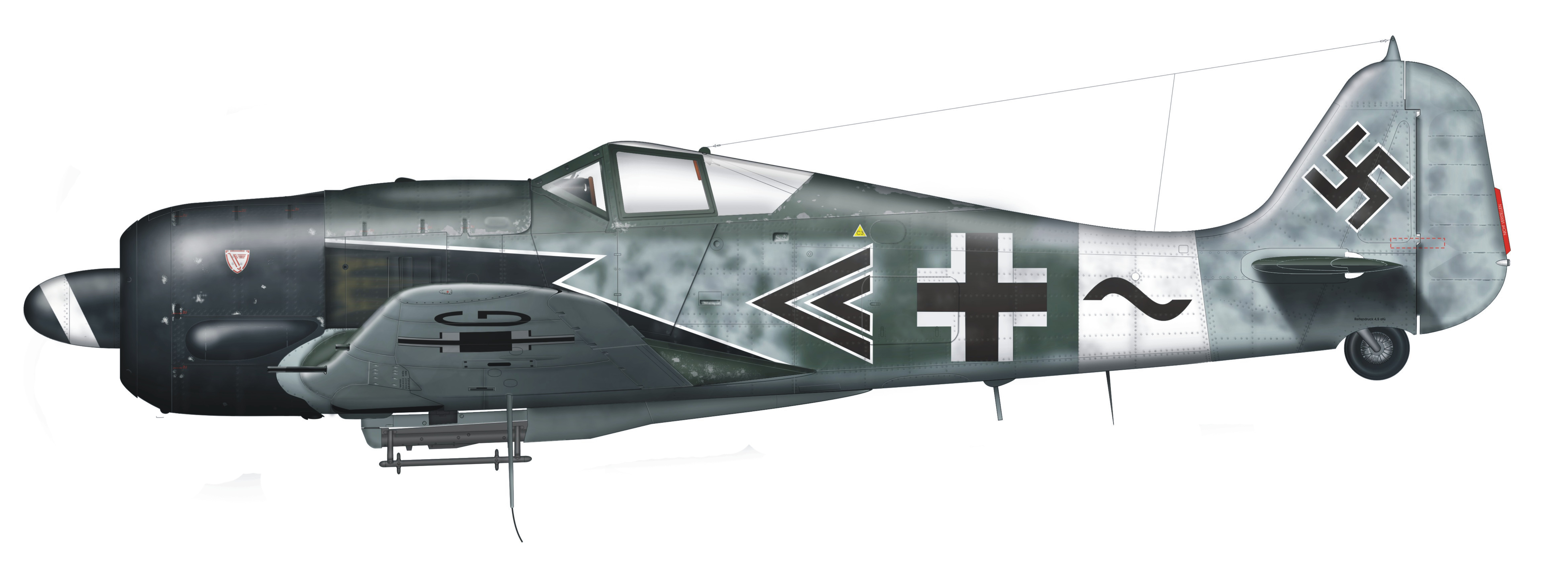
Focke-Wulf Fw 190 A-8/R8, IV.(Sturm)/JG 3, geflogen von Gruppenkommandeur Hptm. Moritz, Schongau 1944

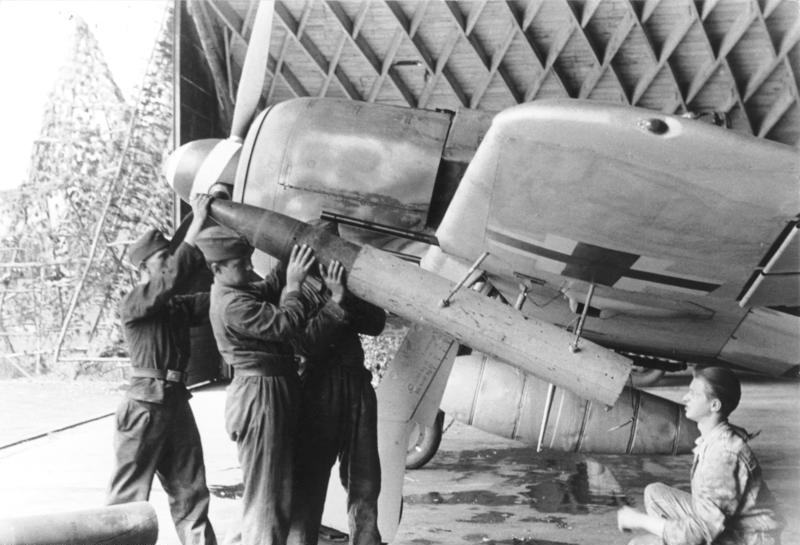
Beladen einer Fw 190 A-8 mit 21-cm-Werfergranaten (WfG. 21) zur Abwehr von schweren Bombern. Unter dem Rumpf trägt die Maschine am ETC-501-Rumpfpylon einen 300-l-Zusatztank.

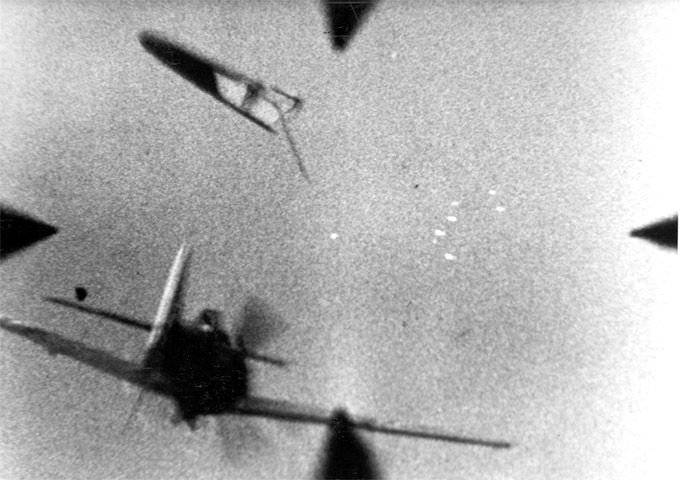
Abschuss einer Fw 190 A durch ein Jagdflugzeug der USAAF über Deutschland 1944 oder 1945. Spätestens ab dem Frühjahr 1944 hatten die sternmotorgetriebenen Varianten der Fw 190 – bedingt durch die immer weiter anwachsenden Flughöhen der gegnerischen Bomberformationen – in den Luftkämpfen über dem Reichsgebiet einen zunehmend schweren Stand.

Eine besonders wichtige Stellung in der Geschichte der Fw 190 nimmt ihre Verwendung im Rahmen der sogenannten „Reichsverteidigung“ gegen die Bomberangriffe der USAAF und der RAF ein. Die Fw 190 fand in diesem Zusammenhang sowohl als Tag- wie als Nachtjäger Verwendung. Um die herausragende Bedeutung dieses Flugzeugtyps für die deutsche Luftabwehr über dem Reichsgebiet zwischen 1942 und 1945 verstehen zu können, müssen die damaligen Umstände zunächst etwas näher beleuchtet werden.
Im Januar 1943 begann die 8. US-Luftflotte der USAAF von England aus mit den ersten strategischen Tagbomberangriffen auf Ziele im deutschen Reichsgebiet, die sich zunächst gegen küstennahe Ziele wie Wilhelmshaven und Bremen richteten, die noch innerhalb der beschränkten Reichweite der damals verfügbaren amerikanischen Begleitschutzjäger lagen. Im Gegensatz zur Strategie der RAF, die sich schon relativ früh im Krieg auf flächendeckende Nachtbomberangriffe auf Städte verlegt hatte, plante die USAAF eine Zerschlagung und Lähmung der gegnerischen Rüstungsproduktion durch Präzisionsangriffe auf die militärisch-industrielle Infrastruktur des deutschen Reiches. Hierfür war neben dem entsprechenden Präzisionszielgerät (das in Form des Norden-Bombenzielvisiers zur Verfügung stand) vor allem Tageslicht erforderlich, was die Bomberformationen vor das Problem stellte, den Abwehrriegel der deutschen Luftabwehr durchbrechen zu müssen.
Den damaligen technischen Möglichkeiten geschuldet, verfügten die amerikanischen Bomberformationen in der Anfangsphase der Angriffe lediglich bis etwa auf die Höhe von Aachen über Jagdschutz durch Republic P-47-„Thunderbolt“-Jagdflugzeuge, die den Kampf mit den deutschen einmotorigen Jagdflugzeugen aufnehmen konnten. Zwar standen auch zweimotorige Lockheed P-38 „Lightning“ als Begleitjäger großer Reichweite zur Verfügung, doch hatten sich diese im Kampf gegen die deutschen Abfangjäger nur bedingt als brauchbar erwiesen. Über dem Reichsgebiet selbst waren die amerikanischen Boeing B-17 „Flying Fortress“ und Consolidated B-24-„Liberator“-Bomber den Angriffen der ein- und zweimotorigen deutschen Jagdflugzeuge mehr oder weniger schutzlos ausgeliefert, da auch die verhältnismäßig starke Bewaffnung der amerikanischen Bomber und die Zusammenfassung der Feuerkraft durch das Einhalten enger Formationen einen adäquaten Schutz durch Jagdflugzeuge nicht ersetzen konnten.
In der Folge waren die mit Bf 109, Fw 190, Bf 110 und Me 210/410 ausgerüsteten Luftverteidigungseinheiten der Luftwaffe in der Lage, den amerikanischen Bomberformationen im Sommer 1943 schwere Verluste zuzufügen. Besonders der erste große Angriff der USAAF gegen ein Ziel tief im Reichsgebiet – die Kugellagerwerke in Schweinfurt am 17. August 1943 – bot aufgrund von Planungsfehlern den deutschen Abfangjägern optimale Bedingungen. So war von dem amerikanischen Kommandeur die Angriffshöhe auf 6.100 m (20.000 ft) festgelegt worden, um einen möglichst präzisen Angriff zu ermöglichen und lag damit in dem für die deutschen Jagdflugzeuge – insbesondere der Fw 190 – optimalen Höhenbereich. Durch das Fehlen eines Schutzes in Form von Begleitjägern konnten die deutschen Jäger wiederholte Angriffe auf die amerikanischen Bomber ausführen, bis ihre Munition verschossen war. Hierbei zeigte sich vor allem die Fw 190 als ein für die Abwehr schwerer Bomber gut geeignetes Flugzeug, da es die Geschwindigkeit und Wendigkeit eines einmotorigen Jägers mit einer schweren Bewaffnung und hohen Beschussfestigkeit verband. Dadurch war es den Verbänden der deutschen Reichsverteidigung möglich, 60 der 147 Schweinfurt angreifenden amerikanischen Bomber abzuschießen. Den gesamten Sommer 1943 hindurch wurde der Kampf zwischen den amerikanischen Bomberformationen und den deutschen Jägern mit äußerster Härte geführt. Trotz der hohen Verluste konnten die amerikanischen Bomber mit ihrer schweren Abwehrbewaffnung auch zahlreiche deutsche Flugzeuge abschießen, so dass in dieser Zeit die Verluste an Flugzeugführern der Luftwaffe die Zuläufe neuer Piloten aus den Flugschulen langsam zu übersteigen begannen.
Nachdem im Herbst und Winter 1943/44 die Intensität der Angriffe wetterbedingt nachgelassen hatte, änderte sich die Situation mit Beginn des Jahres 1944 immer mehr zugunsten der USAAF, als die Reichweite der P-47 durch die Möglichkeit der Mitführung von drei Zusatztanks weiter gesteigert wurde und den amerikanischen Verbänden mit der North American P-51 B und D schließlich ein Jagdflugzeug zur Verfügung stand, das eine große Reichweite mit äußerst guten Flugleistungen verband. Da die amerikanischen Verbände zudem in immer größeren Höhen einflogen, verschoben sich die Luftkämpfe in Bereiche, in denen die Fw-190-A-Versionen aufgrund ihrer bekannten Höhenschwäche zunehmend gegenüber den mit leistungsfähigen Höhen- und Turboladern ausgestatteten amerikanischen Jagdflugzeugen ins Hintertreffen gerieten. Hatten die deutschen Jäger zuvor über dem Reichsgebiet die amerikanischen Bomberformationen mit schweren Waffen wie der 21-cm-Werfergranate 21 aufbrechen können, um dann die isolierten Maschinen mit konzentriertem Feuer anzugreifen, wurde es für die deutsche Jagdabwehr nun zunehmend schwieriger, durch den immer dichteren Abwehrschirm von Begleitjägern zu den Bombern hindurchzustoßen. Insbesondere der Einsatz von schwerbewaffneten und zweimotorigen Mustern wie Bf 110 und Me 410 musste nun zunehmend eingestellt werden.
Im Frühling des Jahres 1944 sah sich die Luftwaffe durch die fortgesetzte amerikanische Bomberoffensive daher gezwungen, immer mehr Jagdfliegerverbände von den Fronten zur Verteidigung des Reichsgebietes abzuziehen. Während einerseits der Erfahrungsstand des durchschnittlichen deutschen Piloten aufgrund der wachsenden Verluste und stark verkürzter Ausbildungszeiten immer geringer wurde, verfügte die USAAF über zunehmend erfahrene Flugzeugführer, die mit der P-47 D und vor allem der P-51 D über Flugzeugmuster verfügten, die die deutschen Standardjäger Bf 109 und Fw 190 in vielen Belangen übertrafen. In diesem entscheidenden Stadium des Luftkrieges über Deutschland kam es daher mit der Gründung der „Sturmgruppen“ zur Entwicklung einer neuen Taktik, mit der die Luftwaffe den sich verändernden Luftkampfbedingungen Rechnung trug. Die Grundüberlegung hinter den Sturmgruppen bestand darin, den Angriff nicht mehr in Rotten- oder Schwarmstärke (das heißt zwei beziehungsweise vier Maschinen) zu führen und die Zielauswahl sowie die weitere Vorgehensweise nach dem ersten Angriff dem einzelnen Flugzeugführer zu überlassen, sondern ganze Staffeln von jeweils neun Maschinen in dicht aufgeschlossener Keilformation angreifen zu lassen. Jede Sturmgruppe bestand dabei aus drei Staffeln und die Piloten hatten Anweisung, das Feuer erst zu eröffnen, wenn der Staffelführer Befehl dazu gab. Die Zuweisung der anzugreifenden Bomberpulks an die einzelnen Sturmstaffeln erfolgte durch den Verbandsführer der Sturmgruppe nach Lage der Dinge, wonach die Staffelführer ihren Piloten einzelne Maschinen als Ziele zuwiesen. Während des Angriffs sollten die Piloten solange auf die Bomber feuern, bis die Munition der schweren Kanonen verschossen war, um dann gemeinsam nach unten abzutauchen. Die Taktik der Sturmgruppen sah damit einen streng koordinierten und konzentrierten, einmaligen Angriff vor, der die Zeit, in der die deutschen Jagdflugzeuge dem Abwehrfeuer der amerikanischen Bomber, beziehungsweise den Angriffen amerikanischer Begleitjäger ausgesetzt waren, minimieren sollte. Die Sturmgruppen nahmen nur freiwillige Piloten an, die sich in einer Erklärung verpflichten mussten, die feindlichen Bomber notfalls auch durch Rammen zum Absturz zu bringen, sollte keine andere Möglichkeit für einen Abschuss mehr bestehen. Die erste Sturmgruppe entstand durch Aufstellung der IV./JG 3 im Mai 1944, der zwei weitere Sturmgruppen in den Jagdgeschwadern 4 und 300 folgten.
Innerhalb dieser neuen Taktik kam der Focke-Wulf Fw 190 eine zentrale Bedeutung zu, da sie in der Lage war, eine wesentlich stärkere Rohrbewaffnung zum Einsatz zu bringen, ohne zwingend auf widerstands- und gewichtserhöhende Gondelbewaffnungen wie bei der Bf 109 zurückgreifen zu müssen. Mit dem Rüstsatz R8 entstand eine bei der Truppe als „Sturmbock“ bezeichnete Untervariante der Fw 190, die mit einer aufgebolzten Zusatzpanzerung zu beiden Seiten des Cockpits, sowie mit „Scheuklappen“ genannten Verstärkungen der Cockpitverglasung im Kopfbereich des Piloten versehen wurde. Die Bewaffnung wurde durch zwei, statt der üblichen 20-mm-MG 151/20, in den Außenflügeln installierten 30-mm-MK-108-Kanonen mit 55 Schuss pro Kanone wesentlich verstärkt. Um das zusätzliche Gewicht der Panzerung und der Kanonen von rund 180 kg zumindest teilweise auszugleichen, wurden beim Rüstsatz R8 gewöhnlich die beiden rumpfmontierten 13-mm-M-131 entfernt. Die so modifizierten Maschinen waren zwar einerseits schwer bewaffnet und gut gepanzert und besaßen somit eine reelle Chance, auch durch das dichte Abwehrfeuer der amerikanischen Bomber hindurch zu Abschüssen zu kommen, gleichzeitig machte die zusätzliche Panzerung die verschiedenen mit dem Rüstsatz R8 ausgerüsteten Varianten der Fw 190 im Luftkampf sehr träge. Die neue Taktik der Luftwaffe sah deshalb den Schutz der Sturmgruppen durch mit leicht bewaffneten (das heißt ohne Gondelbewaffnung operierenden) Bf 109 ausgerüsteten Höhendeckungsstaffeln (sogenannten „Jagdgruppen“) vor, welche die Sturmgruppen gegen feindliche Begleitjäger abschirmen sollten.
Die Taktik der Sturmgruppenangriffe wurde zum ersten Mal am 7. Juli 1944 angewendet, als die IV./JG 3 „Udet“ mit rund 30 Maschinen, die von zwei Gruppen Bf 109 abgeschirmt wurden, einen aus 1129 B-17 und B-24 bestehenden Bomberverband angriffen. Der von Major Walter Dahl geführten Einheit gelang es unter optimalen Bedingungen, das heißt in Abwesenheit amerikanischer Begleitjäger, 28 B-24-Bomber der 2nd Bomb Division/14th Combat Wing abzuschießen. Am härtesten getroffen wurde die 492nd Bombardment Group, die insgesamt zwölf B-24 verlor. Bei diesem ersten Einsatz der Sturmgruppen wurden durch das Abwehrfeuer der amerikanischen Bomber neun Fw-190-„Sturmbock“-Maschinen abgeschossen (wobei fünf Piloten fielen), drei weitere zu Notlandungen gezwungen. Das heißt, dass rund 40 % der eingesetzten Maschinen verlorengingen und die Tatsache, dass es sich dennoch nach den damaligen Standards der Luftwaffe um einen sehr erfolgreichen Abwehreinsatz gehandelt hat, zeigt die extrem schwierige Lage, in der sich die damalige Luftabwehr zu diesem Zeitpunkt bereits befand – insbesondere, wenn man bedenkt, dass dieser erste Angriff der Sturmgruppen in Abwesenheit amerikanischer Begleitjäger erfolgt war.
Angesichts der Gefährlichkeit der neuen deutschen Taktik entschlossen sich die amerikanischen Kommandeure, die Einsatzdoktrin ihrer Begleitjäger zu ändern und diese in großen Verbänden den Bomberformationen voraus und an deren Flanken auf freie Jagd zu schicken. Dadurch gelang es den amerikanischen Piloten meist, die schwerfälligen Verbände der Sturmgruppen abzufangen, lange bevor sie in Kampfreichweite zu den amerikanischen Bombern gelangen konnten. In der Folge erzielten die Sturmgruppen nur noch dann Erfolge gegen die Bomber, wenn es ihnen gelang, in Abschnitte der Bomberformationen einzudringen, die nicht durch Jäger geschützt wurden. Dennoch blieben die Verluste der Sturmgruppen auch bei erfolgreichen Abwehreinsätzen grundsätzlich hoch. So gelang es zum Beispiel zwei unabhängig voneinander operierenden Sturmgruppen des JG 3 und des JG 4 am 22. November 1944, einen amerikanischen Bomberverband anzugreifen. Dabei verloren die 91st Bombardment Group und die 457th Bombardment Group 13 beziehungsweise neun B-17-Bomber. Gleichzeitig gelang es jedoch den amerikanischen Begleitjägern, in den anschließenden Luftkämpfen 31 der 61 eingesetzten Sturmbock-Maschinen abzuschießen. Von den bei solchen Zusammenstößen erlittenen personellen Verlusten konnten sich die Sturmgruppen – wie alle anderen Einheiten der Luftwaffe auch – nicht mehr erholen.
Ab 1943 spielte die Fw 190 jedoch auch in der Reichsverteidigung gegen die nächtlichen Bomberangriffe der RAF eine Rolle. Während des zweiten großen Tausend-Bomber-Angriffs des RAF Bomber Command gegen Hamburg (Operation „Gomorrha“) 1943 war es der britischen Luftwaffe gelungen, sowohl die bodengestützten als auch die in den Nachtjägern der Luftwaffe eingebauten Radargeräte durch den massenhaften Abwurf von „Window“-Düppeln so zu stören, dass ein radargelenkter Einsatz bei Nacht für die deutschen Piloten nicht mehr durchführbar war. Um die Zeit zu überbrücken, bis neue, störfestere Radargeräte zur Verfügung gestellt werden konnten, entwickelte der Luftwaffen-Oberst Hajo Herrmann – ursprünglich ein Kampfflieger – eine neue Luftkampftaktik, die zumindest die Bekämpfung der angreifenden RAF-Bomber unmittelbar über den Zielen durch Jagdflugzeuge ermöglichen sollte. Bei diesem Verfahren, das den Namen „Wilde Sau“ erhielt und in den neu aufgestellten Jagdgeschwadern 300, 301 und 302 angewendet wurde, wurde die Flak angewiesen, eine bestimmte Grenzhöhe der Zündereinstellung ihrer Granaten einzustellen (meist etwa 5000 m), oberhalb derer Jagdflugzeuge auf freie Jagd gehen sollten. Die Zielerfassung bei Nacht musste dabei rein visuell erfolgen, indem die über dem Bomberstrom fliegenden Nachtjäger von oben auf die anfliegenden Bomber schauten. Die Scheinwerferbatterien der Flak wurden angewiesen, bei wolkenlosem Himmel gegnerische Bomber direkt zu suchen und für die eigene Flak, beziehungsweise in größerer Höhe für die Nachtjäger zu beleuchten, oder die Strahlen ihrer Scheinwerfer bei Bewölkung langsam an der Basis der Wolkenformationen entlanggleiten zu lassen. In diesem Fall bewirkten die Wassertröpfchen in den Wolken einen Streueffekt des Lichtes, wodurch die Wolkenformationen von oben betrachtet wie ein Sichtschirm wirkten, auf dem sich die Bombersilhouetten gegen den hellen Boden abzeichneten. Dieser Effekt wurde durch die von den Bombern entzündeten Brände sowie die Leuchtbomben, die zur Zielmarkierung verwendet wurden, im Laufe der Angriffe noch erheblich verstärkt. Der Vorteil dieser Taktik bestand darin, dass hierfür auch einmotorige Jäger, die aufgrund fehlender Radarausrüstung eigentlich für die Nachtjagd ungeeignet waren, herangezogen werden konnten. Auch hier empfahl sich die Fw 190 wie schon im Kampf gegen die schweren amerikanischen Bomber bei Tage aufgrund ihrer schweren Bewaffnung in besonderer Weise.

## Erhaltene Maschinen und Nachbauten

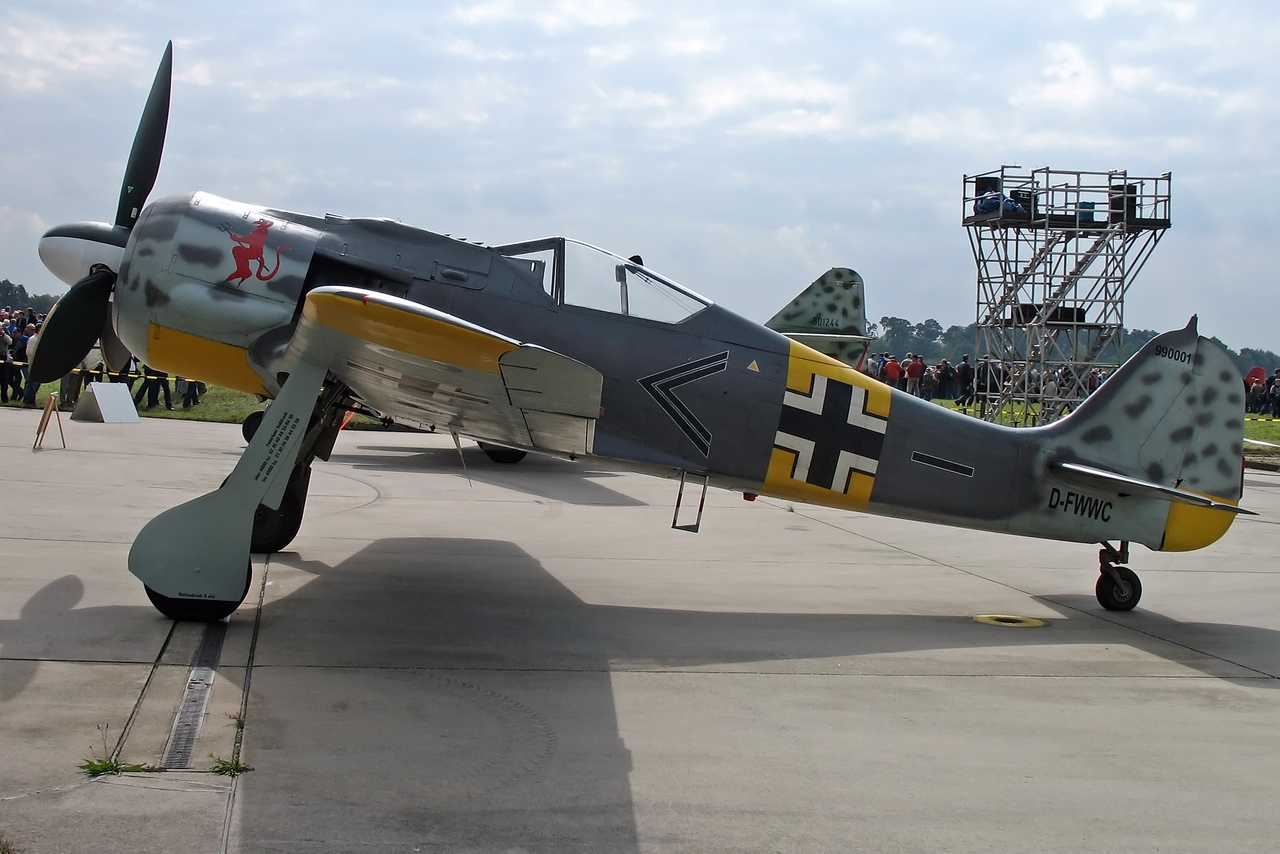
Einer der Nachbauten

Etwa zwei Dutzend Fw 190 sind erhalten und an verschiedenen Orten ausgestellt. Fast die Hälfte davon befindet sich in den USA (eine davon flugfähig restauriert), zwei in Deutschland (im Militärhistorischen Museum in Berlin-Gatow bzw. im Flugplatzmuseum Cottbus), eine (S.N.C.A.C. NC.900) in Frankreich, je zwei in Norwegen und Großbritannien, sowie in Serbien und Südafrika. Die Fw 190 A-8 des Gatower Museums mit der Werknummer 682060 gehörte zur 16./JG 3 und wurde am 17. Dezember 1944 von einer P-47 abgeschossen. Der Pilot Rolf Lahne kam beim Absturz ums Leben. Das Flugzeug wurde 2003 geborgen und aufwendig rekonstruiert. Die Focke-Wulf Fw 190 F-3 in Cottbus ist die ehemalige gelbe 4 von der 12./SG 9 und stammt vom Flugplatz Finsterwalde, wo sie bei der Sprengung eines Hangars durch die Rote Armee am 20. April 1945 verschüttet wurde. Das Flugzeug wurde 1997 geborgen und wird seitdem im Fundzustand ausgestellt, da ein Wiederaufbau durch die Denkmalschutzbehörde untersagt wurde.
Daneben gibt es einen modernen Nachbau, der 1997 vornehmlich anhand von Originalplänen und -zeichnungen von der FLUG WERK GmbH angegangen wurde und 20 Maschinen umfasste. Einige dieser Maschinen wurden auch mit Originalteilen und -baugruppen ausgestattet. Anstelle eines Nachbaus des Originalmotors enthalten sie den chinesischen Lizenznachbau des sowjetischen ASch-82, einige auch amerikanische Motoren von Pratt & Whitney mit den entsprechenden Modifikationen an der Zelle. Etwa die Hälfte dieser Nachbauten sind flugfähig und ebenfalls an verschiedenen Orten ausgestellt oder im Einsatz, vier davon in Deutschland.